# Bahnübergang (Deutschland)

Allgemeines Verkehrszeichen zur Warnung vor Bahnübergängen in Deutschland (seit 1992)

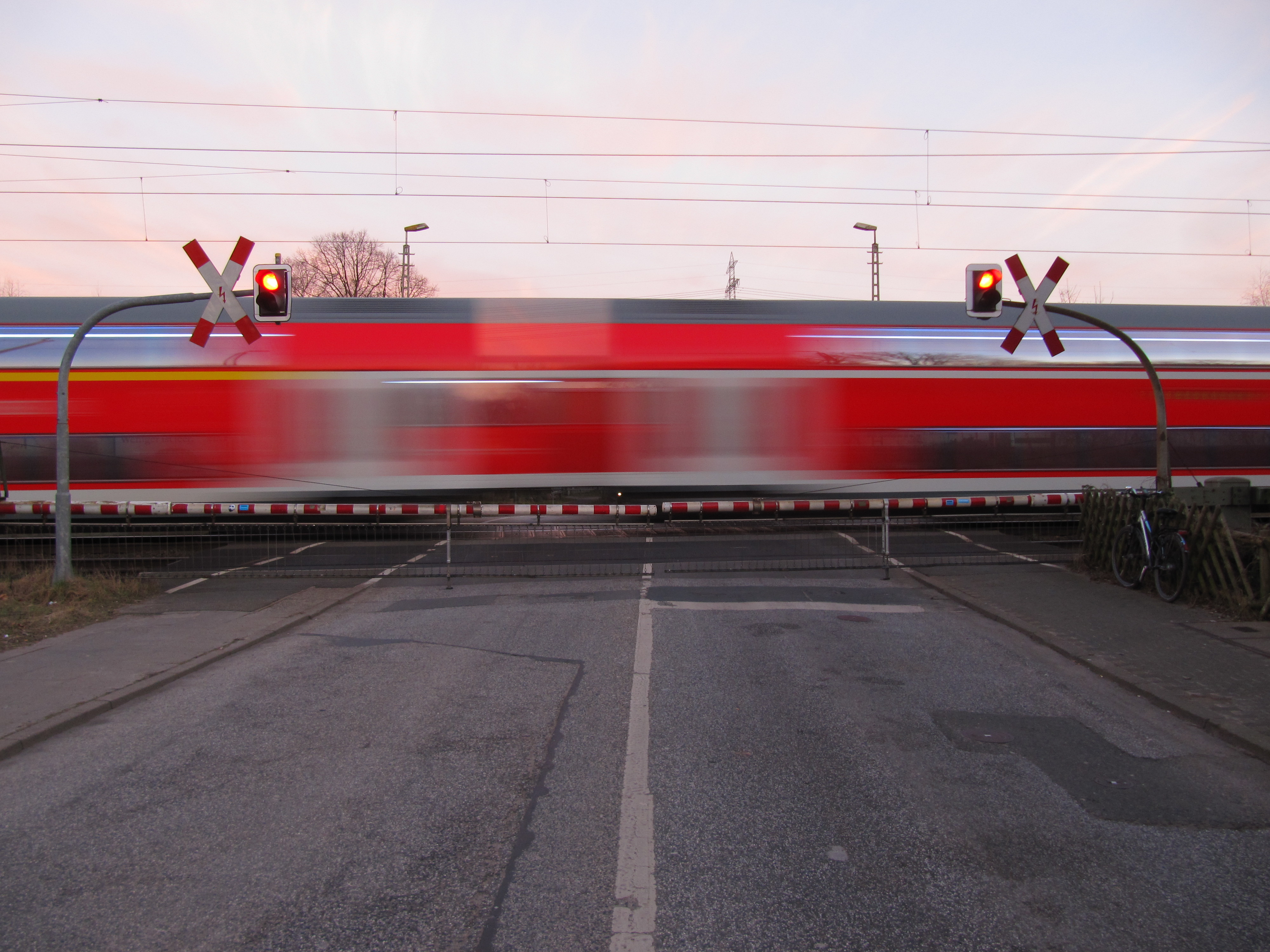
Durchfahrt eines Regionalzuges am Bahnübergang Hamburg-Wandsbek

Ein Bahnübergang (Abkürzung: BÜ), früher Weg(e)übergang (WÜ), ist sowohl gemäß § 11 Eisenbahn-Bau- und Betriebsordnung (EBO) eine höhengleiche Kreuzung von Eisenbahnschienen, wie auch nach § 20 der Straßenbahn-Bau- und Betriebsordnung (BOStrab) eine Kreuzung eines besonderen oder unabhängigen Bahnkörpers mit Straßen, Wegen und Plätzen auf rechtlich-öffentlichen Verkehrsgrund. Reisendenübergänge sowie Übergänge auf Anlagen nach EBO, die nur dem innerdienstlichen Verkehr dienen, gelten nicht als Bahnübergänge.
In Deutschland gab es um 2008 im Bereich der Eisenbahn rund 45.000 Bahnübergänge, davon rund 20.400 im Bereich der Deutschen Bahn AG. Die Deutsche Bahn bezifferte die Zahl der Bahnübergänge 2020 im DB-Netz (incl. DB RegioNetz Infrastruktur GmbH (RNI)) auf 13.626, mit fallender Tendenz. Ihr Ziel ist es, die Anzahl der Bahnübergänge kontinuierlich zu reduzieren.
Bei den Eisenbahnen des Bundes gab es am 1. Juli 2020 insgesamt 15.391 Bahnübergänge. Für ihre Inspektion, Wartung, Instandhaltung sowie Störungsbeseitigung wurden 2019 insgesamt 101 Millionen Euro aufgewendet. Der Wiederbeschaffungswert sämtlicher Bahnübergänge der DB InfraGO wurde im Jahr 2024 mit 10,3 Mrd. Euro angegeben, die durchschnittliche Zustandsnote mit 3,58.

## Geschichte der Bezeichnungen
Der Begriff Bahnübergang hatte historisch eine völlig andere Bedeutung, als er heute besitzt. Er wurde 1849 im ersten Vereinsreglement des Vereines Deutscher Eisenbahnverwaltungen, das 1850 in Kraft trat, für den Übergang von Güterwagen einer Bahnverwaltung auf eine andere erstmals öffentlich verwendet. Wörtlich heißt es im § 2:

„Rücksichtlich des § 1 des Reglements ist man übereingekommen, daß die Umladung der Güter beim Uebergange von einer Bahn auf eine andere möglichst vermieden werden soll, soweit das Durchgehen derselben in denselben Wagen zu ihrer Konservation oder schnelleren Beförderung beitragen kann. Die Verwaltungen werden daher gegenseitig gestatten, daß fremde Wagen auf ihre Bahnen und ihre Wagen auf fremde Bahnen übergehen, …“

Auch bei dem Betrieb von Gemeinschaftsstationen von zwei Länderbahnverwaltungen verwendet Cauer Bahnübergang für den Übergang von Wagen oder Zügen von einer Länderbahn auf eine andere. Mit der weiteren Verstaatlichung und weiteren und zahlreichen internationalen Regelungen zum Wagenübergang, Personalübergang usw. kam der Begriff in diesem Sinne schließlich in den 1920er-Jahren gänzlich außer Gebrauch.
Für die höhengleiche Kreuzung von Straßen und Wegen mit einer Eisenbahnstrecke wurden bei den Länderbahnen unterschiedliche Bezeichnungen verwendet, wie Wegkreuzung, Planübergang, Überweg und Niveauübergang. Durchgesetzt hat sich die von den Preußischen Staatseisenbahnen verwendete Bezeichnung Wegeübergang, die so in die Betriebsordnung für die Haupteisenbahnen Deutschlands vom 5. Juli 1892 (§ 4 Abs. 6) und in die Bahnordnung für die Nebeneisenbahnen Deutschlands vom 5. Juli 1892 (§ 21 Abs. 2 und 4) einging und in die sie ersetzende Eisenbahn-Bau- und Betriebsordnung (BO) ab 1904 übernommen wurde. Der in der „Enzyklopädie des Eisenbahnwesens“ von Röll 1912 verwendete Begriff Bahnübersetzung fand keinen Eingang in Recht und Praxis.
Mit der Zunahme des motorisierten Straßenverkehrs und der damit verbundenen Verabschiedung von Regelwerken für den Straßenverkehr ergab sich eine neue Begriffsentwicklung. Aufgrund des Gesetzes über den Verkehr mit Kraftfahrzeugen vom 3. Mai 1909 erließ der Bundesrat des Deutschen Reiches am 3. Februar 1910 die Verordnung über den Verkehr mit Kraftfahrzeugen (RGBl. 1910, S. 389). Darin wurde in § 18 bestimmt: „… bei der Anfahrt an Eisenbahnübergänge in Schienenhöhe … muß langsam und so vorsichtig gefahren werden, daß das Fahrzeug sofort zum Halten gebracht werden kann.“ (Hervorhebung nicht im Original, es wurde aber zwischen Bahnübergang und Eisenbahnübergang unterschieden).
Aus der weiteren Entwicklung des Begriffes ist schließlich nach 1920 die Übernahme dieser Bezeichnung in die Reichs-Straßenverkehrs-Ordnung vom 29. Mai 1934 (RGBl. I 1934, Nr. 59, S. 457) zentral. Aus der Geschichte der technischen Sicherheitseinrichtungen entwickelte sich spätestens ab diesem Zeitpunkt eine andere Sicht des Bahnübergangs (da der historische inzwischen vergessen war), konkret in den Ausführungsbestimmungen zur Reichs-Straßenverkehrsordnung (RGBl. I, Nr. 112, S. 869, dort „zu § 25“) nunmehr endgültig für die Kreuzung von Wegen und Straßen mit Eisenbahnen verwendet wurde. Am 24. September des folgenden Jahres wurde darauf basierend die Verordnung über die Kennzeichnung von Eisenbahnübergängen erlassen, so dass der Begriff im Straßenverkehrsrecht sich endgültig etablierte.
Gleichwohl hielt selbst noch 1943 die letzte Bearbeitung der BO vor dem Ende des Zweiten Weltkrieges am Begriff des Wegeübergangs aus Sicht der Eisenbahn fest, während es aus Sicht des Straßenverkehrsrechts bei Eisenbahnübergang verblieb.
Nach 1945 zeichnete sich in der Terminologie des Eisenbahnwesens wiederum ab, dass zu den Worten Eisenbahnüberführung und Eisenbahnunterführung ein Analogon geschaffen werden musste: Dafür wurde nunmehr die inzwischen durch das Straßenverkehrsrecht etablierte Bezeichnung Eisenbahnübergang übernommen, ab jetzt kurz Bahnübergang genannt. In dieser Form fand sie in der Bundesrepublik Deutschland am 28. Mai 1967 Eingang in die grundlegend überarbeitete und nunmehr Eisenbahn-Bau- und Betriebsordnung (EBO) genannte Verordnung. Bei der Deutschen Reichsbahn in der DDR blieb die BO in der Fassung vom 23. Juli 1943 bis zur Deutschen Wiedervereinigung in Kraft, somit blieb es hier bis 1990 bei der ursprünglichen Bezeichnung Wegübergang.
Bei der Verordnung über den Bau und Betrieb der Straßenbahnen (Straßenbahn-Bau- und Betriebsordnung, BOStrab) vom 31. August 1965 wurde in der Bundesrepublik Deutschland ein vollständig überarbeitetes Regelwerk gegenüber der BOStrab von 1938 neu geschaffen. Hier findet die Bezeichnung Bahnübergang für die bis dahin so bezeichneten Wegübergänge erstmals Anwendung (§ 20 BOStrab 1965).
Bei der ähnlich gelagerten kompletten Neubearbeitung der Verordnung über den Bau und Betrieb der Straßenbahnen (Straßenbahn-Bau- und Betriebsordnung, BOStrab) vom 25. März 1969 in der DDR, die die BOStrab von 1959 ersetzte, wird die Bezeichnung Bahnübergang ebenfalls eingeführt. Da jedoch im Eisenbahnbereich die BO von 1943 galt, wählte man in § 20 die Formulierung Kreuzung mit anderen Verkehrswegen und führte die Bezeichnung Bahnübergang über den Umweg der Straßenverkehrs-Ordnung (von 1964) wie auch in einer Anlage 2 ein.

## Rechtliche Grundlagen

### Eisenbahn
Grundlegende Vorschriften zu Bahnübergängen finden sich einerseits in der Eisenbahn-Bau- und Betriebsordnung (EBO). Neben grundlegenden Definitionen enthält die EBO Angaben zu Sicherungsarten und zulässigen Geschwindigkeiten.
Im Eisenbahnkreuzungsgesetz (EKrG) ist unter anderem festgelegt, dass keine neuen Bahnübergänge für den Kraftfahrzeugverkehr errichtet werden dürfen; Ausnahmen sind jedoch zulässig. Bestehende Anlagen sollen möglichst durch höhenfreie Überführungen ersetzt werden (oder ersatzlos geschlossen werden). Darüber hinaus gibt das EKrG Auskunft zur Kostenteilung zwischen den Baulastträgern beim Bau und bei der Unterhaltung von Bahnübergängen.
Diese grundlegenden Gesetze und Verordnungen werden im Bereich der Deutschen Bahn AG (und anderer Eisenbahninfrastrukturbetreiber, auf denen das betriebliche Regelwerk der Deutschen Bahn AG ebenfalls gilt) durch Richtlinien konkretisiert. Für das betriebliche Personal der Eisenbahnverkehrsunternehmen sind hier insbesondere die Richtlinien 408 Fahrdienstvorschrift sowie 301 Signalbuch relevant. Für Straßenverkehrsteilnehmer ist das Verhalten in der Straßenverkehrsordnung geregelt.

### Straßenbahn

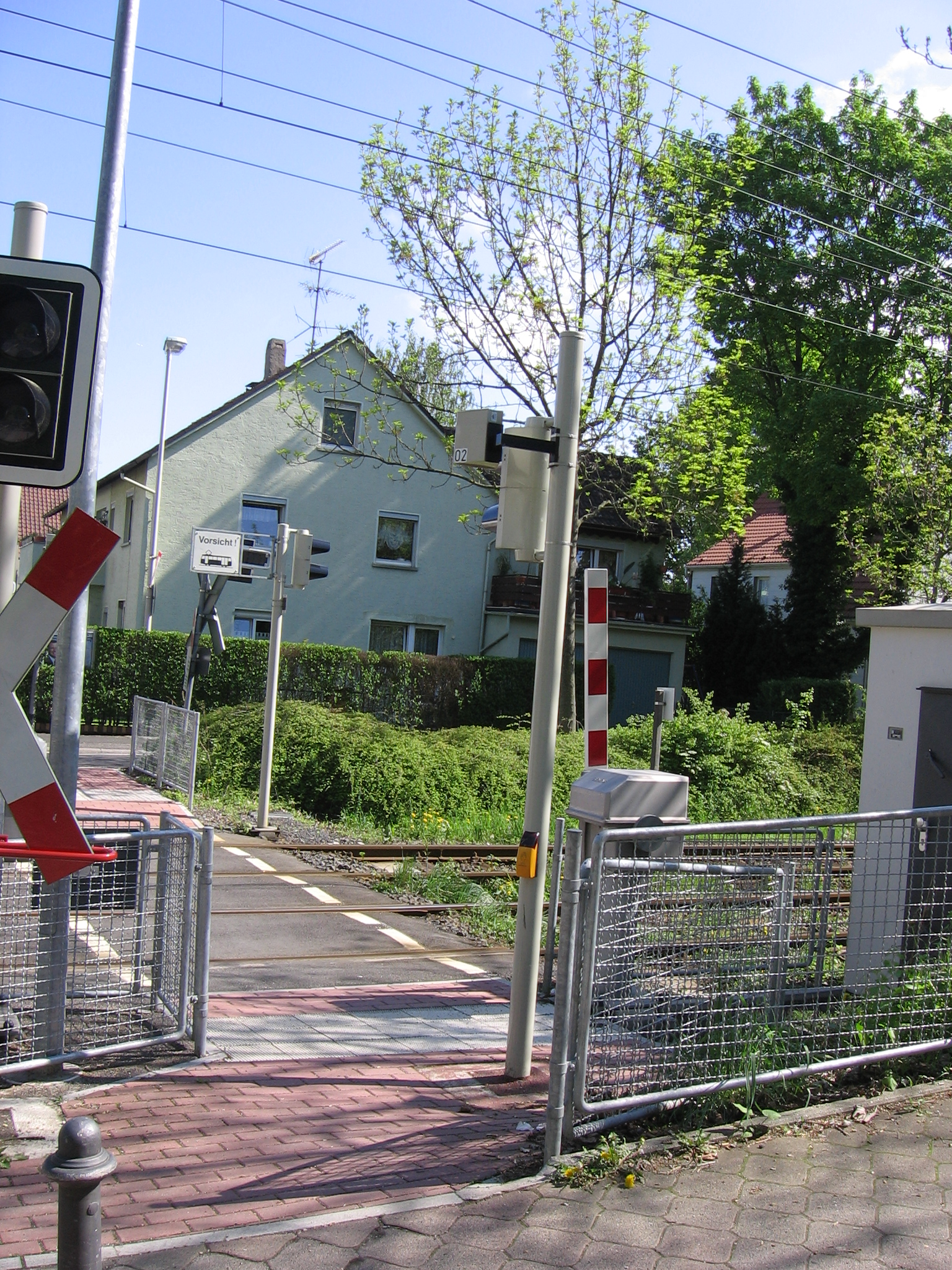
Beschrankter Bahnübergang mit Querungshilfe für Sehbehinderte

Vorschriften im Zusammenhang mit Straßenbahn- und oberirdisch geführten U-Bahn-Strecken sind im § 20 Straßenbahn-Bau- und Betriebsordnung zu finden. Viele Straßenbahnsysteme weisen eine immer größer werdende Ähnlichkeit zur Eisenbahn auf, was dazu geführt hat, dass im Jahr 2016 eine Novellierung der BOStrab stattgefunden hat. In diesem Zuge wurde der § 20 an die Anforderungen moderner Straßenbahninfrastruktur angepasst und trägt dem steigenden Individualverkehr Rechnung.
Während zuvor ein Bahnübergang nur als solcher bezeichnet werden durfte, wenn sich dort Andreaskreuze wiederfinden, wird nun nach der Trassierung unterschieden. Alle höhengleichen Kreuzungen von besonderen und unabhängigen Bahnkörpern mit Straßen, Wegen und Plätzen gelten als Bahnübergang, unabhängig davon, ob straßenseitig Andreaskreuze vorhanden sind. Der Vorrang wiederum ergibt sich aus der StVO. Zu beachten ist, dass sich im § 19 der StVO der Vorrang auf das Vorhandensein eines Andreaskreuzes bezieht, während die dazugehörige Verwaltungsvorschrift besagt, dass das Aufstellen bei besonderen Bahnkörpern, die im Verkehrsraum einer Straße liegen, entfallen kann, wenn abbiegende oder kreuzende Fahrzeugführer zweifelsfrei optisch erkennen können, dass der Schienenverkehr zum Verkehr auf der Straße mit Vorfahrt gehört.
Da Straßenbahnzüge auf straßenbündigem Bahnkörper am Straßenverkehr teilnehmen, gelten deren Kreuzungen mit Straßen, Wegen und Plätzen nicht als Bahnübergänge, sofern sich dort keine Andreaskreuze befinden.
Die Sicherung der Bahnübergänge unterteilt sich ebenfalls in die unterschiedliche Trassierung. Während bei straßenbündigen und besonderen Bahnkörpern die technische Sicherung entfallen kann und eine allgemeine Sicherung über „Sicht“ gewährleistet wird, so gibt es bei unabhängigen Bahnkörpern eine Abstufung nach Verkehrsaufkommen und Geschwindigkeit der kreuzenden Straße. An Bahnübergängen auf Streckenabschnitten, auf denen die Straßenbahnzüge mit Zugsicherung verkehren oder die von mehr als 100 Kraftfahrzeugen pro Tag oder einer Geschwindigkeit von mehr als 50 km/h auf der kreuzenden Straße befahren werden, ist eine technische Sicherung vorgeschrieben.
Straßenbahnzüge nehmen auf besonderen und unabhängigen Bahnkörpern mit technisch gesicherten Bahnübergängen nicht am Straßenverkehr teil.

### Technische Sicherung
Auf Eisenbahnstrecken in Deutschland mit einer zulässigen Höchstgeschwindigkeit von mehr als 160 km/h sind Bahnübergänge unzulässig. Auf Grund der geringeren Haftreibung und der größeren bewegten Masse benötigt ein Schienenfahrzeug einen bedeutend längeren Bremsweg als ein Straßenfahrzeug. Das führt dazu, dass der Eisenbahnverkehr am Bahnübergang Vorrang vor dem Straßenverkehr hat. Dieser in § 11 Absatz 3 der Eisenbahn-Bau- und Betriebsordnung (EBO) rechtlich verbriefte Vorrang wird beiderseits des Bahnüberganges mit dem Andreaskreuz (StVO-Zeichen 201) angezeigt. Straßenverkehrsteilnehmer müssen bei gesichertem Bahnübergang vor dem Andreaskreuz halten. Die Eisenbahn-Bau- und Betriebsordnung verlangt für Feld- und Waldwege, Fußwege und Privatwege nicht die Aufstellung von Andreaskreuzen. Das gilt auch für Straßen und Wege über Nebengleise, wenn der Bahnübergang für das Befahren mit Eisenbahnfahrzeugen durch Posten gesichert wird (siehe weiter unten). Vor Bahnübergängen müssen auch Einsatzfahrzeuge anhalten, wenn dies für andere Straßenverkehrsteilnehmer vorgeschrieben ist.
Für die Verkehrslichtzeichenanlagen an technisch gesicherten Bahnübergängen ist die Richtlinie für Lichtsignalanlagen maßgeblich, die auch regelt, dass für baulich angelegte Radwege separate Schrankenantriebe – gegebenenfalls zusammen mit den Fußgängern – aufzustellen sind. Für den Straßenverkehr sind Lichtzeichen vorgeschrieben, die zunächst von Aus-Stellung die Gelb-Rot-Folge gegeben werden muss. Bahnübergänge an eingleisigen Strecken mit geringer Straßenverkehrsbedeutung können als Lichtzeichen- bzw. Haltlichtanlage lediglich mit Straßensignalen ohne Schrankenantriebe ausgerüstet sein. Ebenso können auf RiLSA-Basis sog. Querungshilfen für Sehbehinderte eingebaut sein, wobei Taster an Lichtzeichenmasten vorhanden sind und die am Bahnübergang akustisch intelligent angebrachten Lautsprecher die Freigabe eines Bahnübergangs zur Querung durch den Sehbehinderten akustisch anzeigen, gelegentlich sind die betroffenen Lichtzeichenmasten so ausgelegt, dass die bei Freigabe des Bahnübergangs vibrieren.

## Unfälle

Die Briefmarke aus der Serie Sicherheit im Straßenverkehr der Deutschen Post sensibilisiert für Gefahren am Bahnübergang

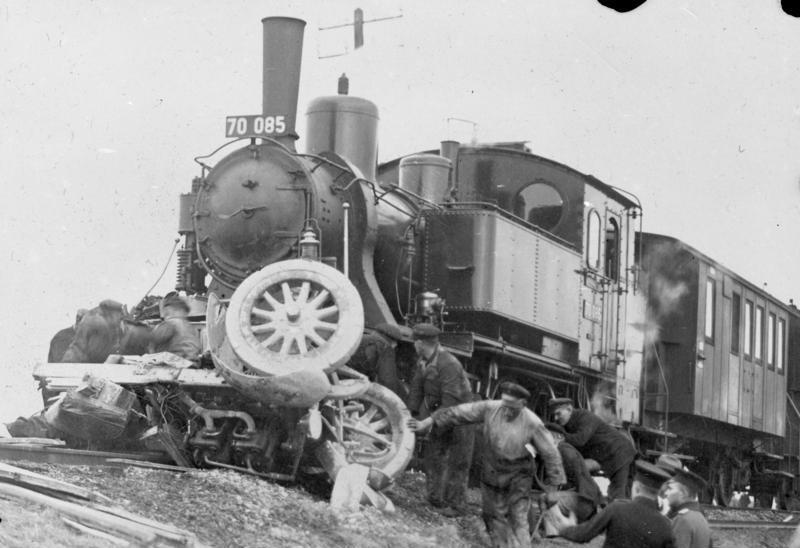
Unfall an einem ungesicherten Bahnübergang mit der 70 085 im November 1929

Die Zahl der Unfälle an Bahnübergängen ist in Deutschland seit Jahrzehnten rückläufig. Im Jahre 2016 ereigneten sich 140 Unfälle an deutschen Bahnübergängen. Im Jahre 2008 waren es 207 Unfälle, darunter 52 mit Todesfolge, 2003 waren es 258 Unfälle und 1996 waren es 563 Unfälle. 1993 gab es noch 782 Unfälle an Bahnübergängen.
Der schwerste Unfall an einem Bahnübergang in Deutschland war der Eisenbahnunfall von Langenweddingen am 6. Juli 1967. Aufgrund einer Störung und eines anschließenden Bedienfehlers an der dortigen Schrankenanlage stieß ein Reisezug mit einem Tanklastwagen zusammen. 94 Menschen kamen dabei ums Leben.
Der erste Unfall an einem unbeschrankten Bahnübergang ist im Oktober 1909 im Kreis Züllichau-Schwiebus belegt.
Daten zu Bahnübergangsunfällen in Deutschland werden unter anderem in der Unfalldatenbank der Bundesstelle für Eisenbahnunfalluntersuchung sowie in der europäischen Erail-Datenbank erfasst.
Laut Angaben der Deutschen Bahn von 2007 werden rund 500 Millionen Euro in die Beseitigung von Bahnübergängen und in die Verbesserung der Sicherungstechnik investiert.

## Sicherungsarten

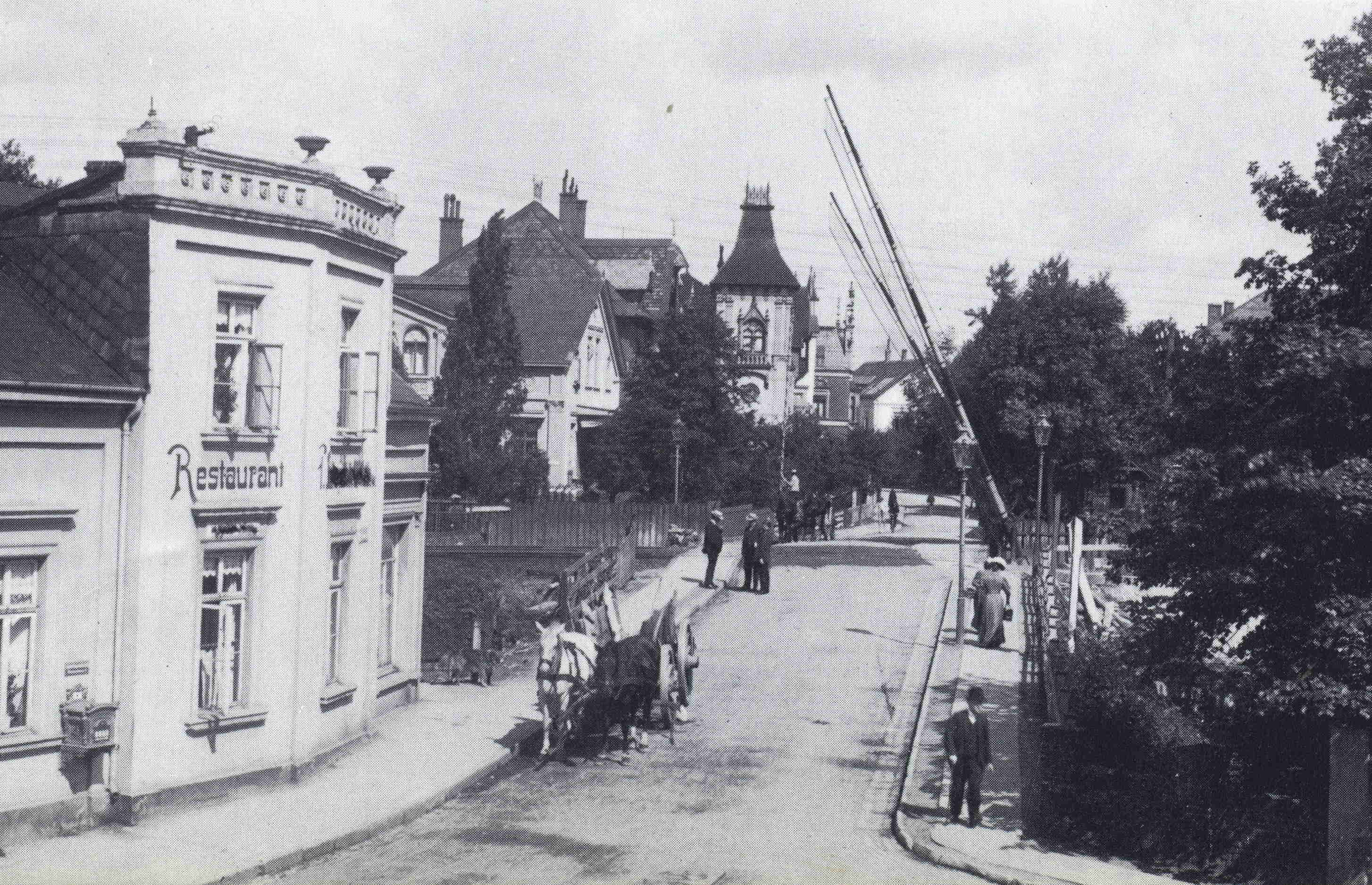
Bahnübergang des Bürgerwegs, heute Stapenhorststraße, in Bielefeld über die wichtige Bahnstrecke Hamm–Minden 1908: mit Schranken, aber noch ohne Warnzeichen.

Bahnübergänge müssen entweder mit technischen Einrichtungen oder durch andere Maßnahmen gesichert werden. „Ungesicherte“ Bahnübergänge gibt es nicht, auch wenn diese Vokabel häufig, meist in Berichten über Unfälle an Bahnübergängen, gebraucht wird. Korrekt ist nicht-technisch gesichert. Welche Art der Sicherung angewandt werden muss oder darf, richtet sich nach der Stärke des Straßenverkehrs und der Art der Eisenbahnstrecke, ob Haupt- oder Nebenbahn, ein- oder mehrgleisige Strecke, Fußweg, Radweg, Waldweg oder Privatweg.
Die Stärke des Straßenverkehrs wird nach der Anzahl der Kraftfahrzeuge bemessen, die neben dem anderen Verkehr einen Bahnübergang innerhalb eines Tages überqueren. Bahnübergänge haben hiernach
- schwachen Verkehr mit bis zu 100 Kraftfahrzeugen,
- mäßigen Verkehr mit 100 bis zu 2500 Kraftfahrzeugen oder
- starken Verkehr mit mehr als 2500 Kraftfahrzeugen pro Tag.

Für Bahnübergänge mit starkem Straßenverkehr schreibt die deutsche Eisenbahn-Bau- und Betriebsordnung die technische Sicherung vor mit
- Lichtzeichen oder
- Blinklichtern oder
- Lichtzeichen mit Halbschranken oder
- Blinklichtern mit Halbschranken oder
- Lichtzeichen mit Schranken oder
- Schranken.

Das gilt für Haupt- und Nebenbahnstrecken gleichermaßen.
Von 15.391 Bahnübergängen, die zum 1. Juli 2020 bei den Eisenbahnen des Bundes bestanden, waren 66,7 Prozent technisch gesichert, 33,3 Prozent nicht technisch gesichert.

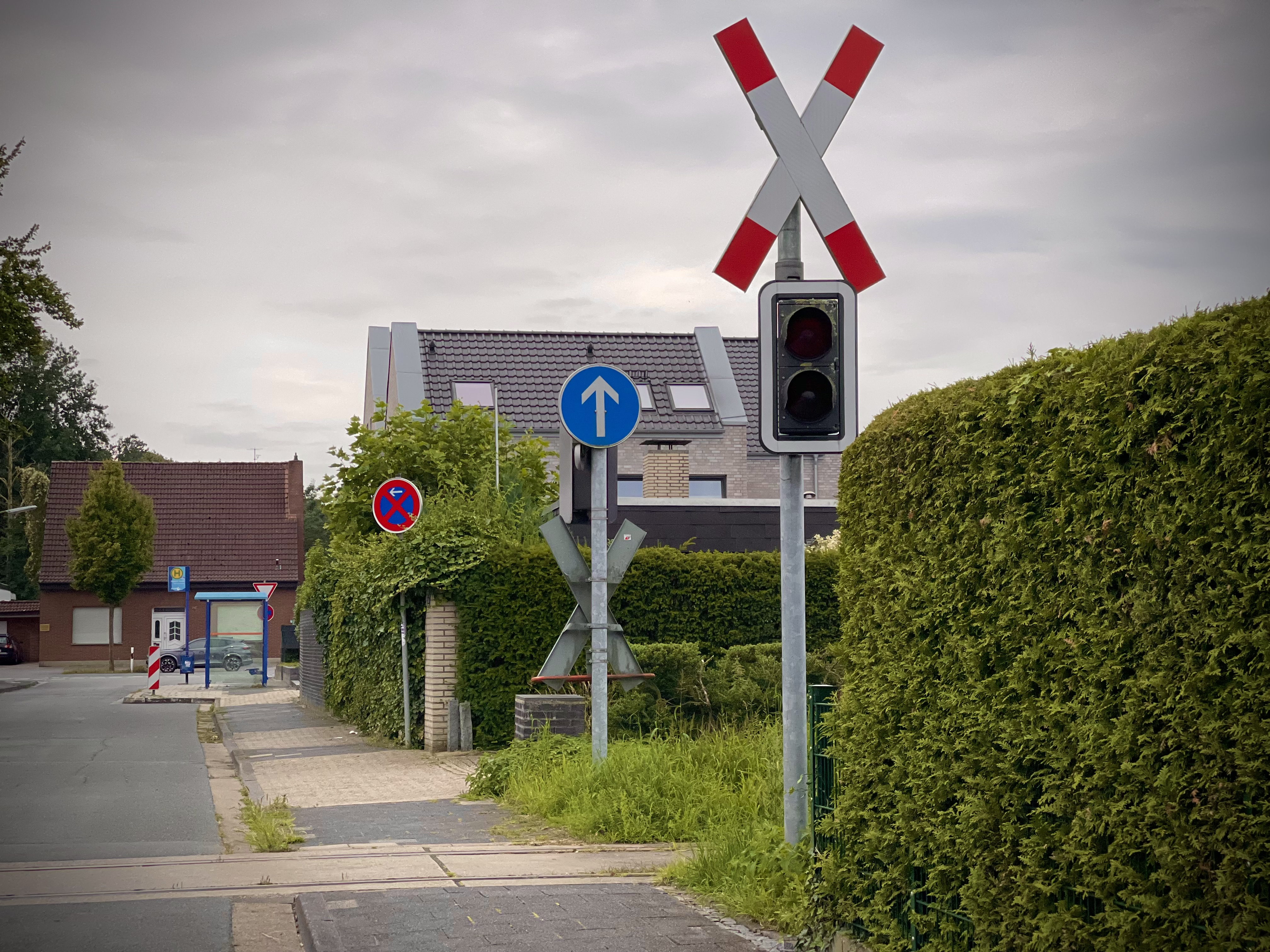
Das Andreaskreuz kann, wenn es die räumlichen bzw. Sichtverhältnisse erfordern, auch wie hier in Rheine über dem Signalgeber angebracht sein.

### Lichtzeichen
Die ampelähnlichen Lichtzeichen wurden mit Inkrafttreten der Dritten Verordnung zur Änderung der Eisenbahn-Bau- und Betriebsordnung vom 8. Mai 1991, ab 9. Mai 1991 erstmals angeordnet. Sie sollen seitdem unter anderem an wenig befahrenen Strecken die älteren Blinklichter ersetzen, aber auch an Schranken zum Einsatz kommen.
Mit Lichtzeichen ist eine Verkehrssignalanlage (umgangssprachlich: „Ampel“ oder auch „Bedarfsampel“ genannt) gemeint, die nur eine Gelb- und eine Rotphase zeigt. Die bei einer Verkehrssignalanlage (LSA) sonst übliche Grünphase gibt es hier nicht. Im Zuge der Sicherung des Bahnübergangs leuchtet in Deutschland zuerst ein gelbes und nach drei bis fünf Sekunden (Gelbzeit) ein rotes Dauerlicht. Nach Ende der Sicherungsphase erlischt das rote Licht direkt ohne Gelbphase, und eventuell vorhandene Schrankenbäume öffnen.

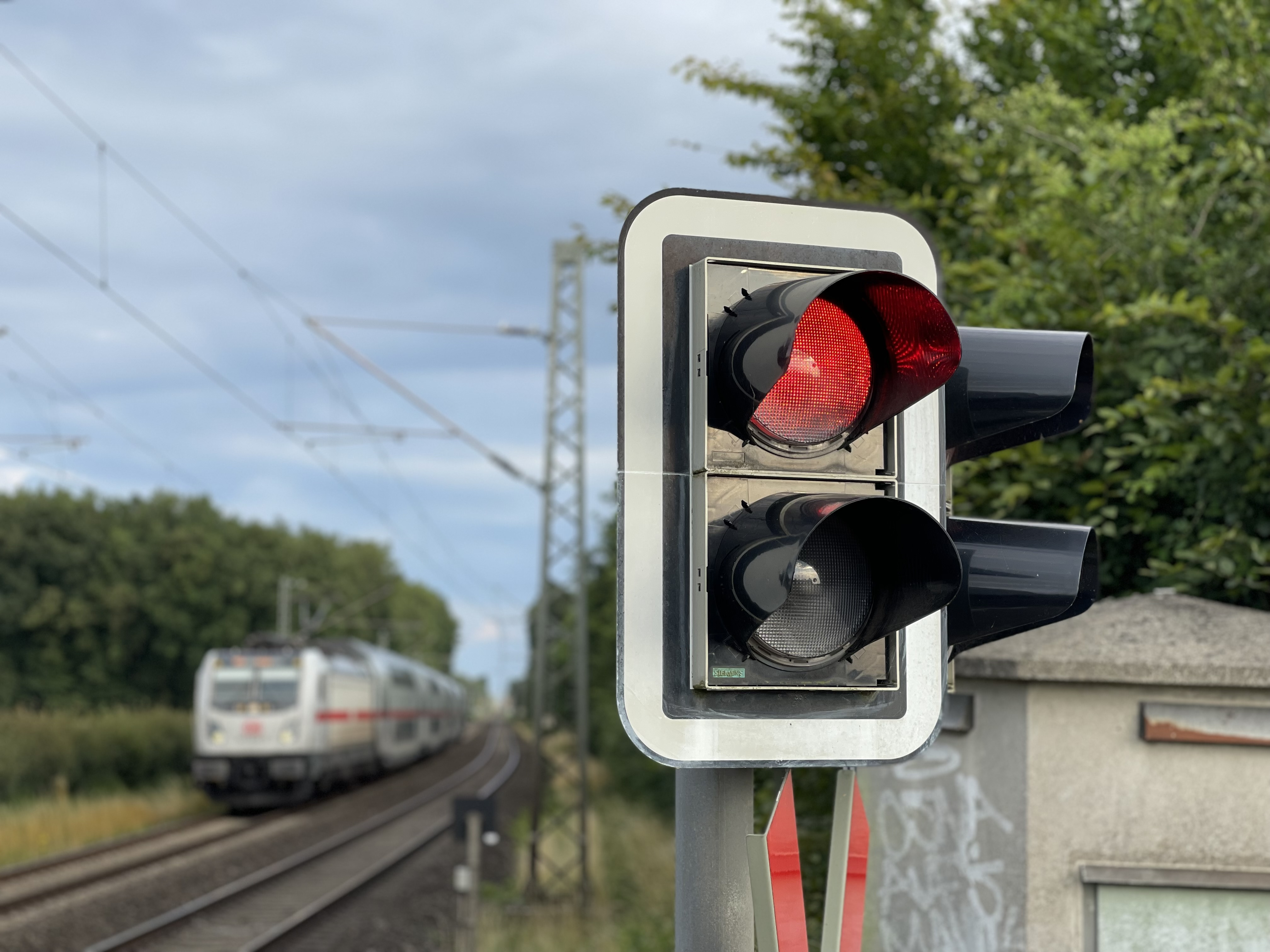
Rotlicht mit herannahendem Zug in Rheine.

Befindet sich ein Bahnübergang in der unmittelbaren Nähe einer Kreuzung oder Einmündung, besteht die Gefahr eines Rückstaus in den Gefahrenbereich des Bahnübergangs hinein. Dem wird auf zwei Arten begegnet: Ist die Kreuzung/Einmündung mit einer Lichtsignalanlage (LSA) ausgerüstet, wird die Bahnübergangssicherungsanlage (BÜSA) technisch mit dieser verbunden und die Signalisierung der LSA auf die Bahnübergangssicherung abgestimmt. Man spricht dann von einer  BÜSTRA-Anlage, einer Bahnübergangs- und Straßensicherungsanlage.
Befindet sich unmittelbar vor dem Übergang eine Kreuzung oder Einmündung, die nicht mit einer Lichtsignalanlage ausgerüstet ist, besteht auch hier auf Grund der Abbiegebeziehungen die Gefahr eines Rückstaus in den Gefahrenbereich des Bahnübergangs hinein. Um dieser Gefahr zu begegnen, werden vorgeschaltete Lichtzeichen aufgestellt, die dem Bahnübergang vorgelagert sind. Diese vorgelagerten Lichtzeichen besitzen kein Andreaskreuz, beginnen vor den eigentlichen Lichtzeichen (Vorleuchtzeit) am Bahnübergang die Zufahrt zum Bahnübergang zu sperren und ermöglichen dem vorfahrtgewährenden Straßenverkehr, den Gefahrenbereich des Bahnüberganges zu räumen bzw. nicht mehr zu erreichen. In der Regel erlöschen die vorgelagerten Lichtzeichen, wenn die Schrankenbäume die Sperrlage erreichen. Vorgeschaltete Lichtzeichen im Bereich einer Kreuzung erhalten Richtungspfeile, um nicht unnötig Verkehrsteilnehmer aufzuhalten, die weder den Überweg befahren wollen noch den abfließenden Verkehr behindern können.

### Warnlichter, Blinklichter und Haltlichter
Blinklichter, auch Blinklichtanlagen (Abkürzungen: Blifü (Blinklichtanlage mit Fernüberwachung) bzw. Blilo (Blinklichtanlage lokführerüberwacht, d. h. mit Überwachungssignalen)) oder im Bereich der Deutschen Reichsbahn Haltlichtanlagen genannt, zeigen bei der Annäherung eines Zuges in Deutschland ein rot blinkendes Licht. Blinklichtanlagen blinken auf beiden Straßenseiten meist im Wechsel mit der anderen Straßenseite, im Gegensatz dazu blinken die älteren Haltlichtanlagen auf beiden Straßenseiten synchron. Wechselblinken wurde hier in den 1970er Jahren mit der Bauart Hs 64 Automatik für Strecken mit automatischem Streckenblock eingeführt und 1987 zur Regelbauart. Wenn ein Bahnübergang unübersichtlich ist oder im Kurvenbereich liegt und deshalb die Blinklichter erst spät wahrgenommen werden können, kann er mit einem zusätzlichen Blinklicht oberhalb der Straße ausgerüstet werden.
Es wird angenommen, dass das rot blinkende Licht mitunter als Warnlicht missverstanden und nicht als Haltsignal angesehen wird (siehe auch Abschnitt Verhalten an Bahnübergängen), daher werden Blinklichter als neu zu installierende Sicherungseinrichtung oder bei größeren Umbauten nicht mehr aufgestellt. Zulässig ist, die blinkenden Laternen aus der Mitte des Warnkreuzes in einen darüber angeordneten Signalschirm auszulagern. Für die Anlagen der Reichsbahn galt eine Befristung der Betriebserlaubnis laut Einigungsvertrag bis zum 31. Dezember 2010. Sie sollten umgebaut werden – zumindest das Blinklicht muss aus dem Warnkreuz entfernt und versetzt werden. Einige wenige Haltlichtanlagen sind 2020 noch vorhanden und in Betrieb.

#### Entwicklung und Einführung der Warnlichtanlagen
Bereits ab 1925 wurde mit elektrisch gesteuerten Bahnübergängen im Deutschen Reich experimentiert, doch dauerte es noch ein Jahrzehnt, bis die Systeme ausgereift waren. Ziel war es, die personalaufwändigen wärterbedienten mechanischen Schrankenanlagen zu ersetzen. Im Oktober 1929 gab die Deutsche Reichsbahn die erste Zustimmung zur Errichtung zweier unterschiedlicher Probesysteme an Nebenstrecken. Die erste wurde durch den ADAC an der Strecke Königs Wusterhausen–Beeskow errichtet, die zweite bei Friedersdorf bauten die Vereinigten Eisenbahn-Signalwerke auf. Beide Warnlichtanlagen besaßen eine mit Azetylen gespeiste Laterne, bei der der Farbwechsel von weiß zu rot durch eine elektrisch gesteuerte Blende erzielt wurde. Durch Erlass des Reichs- und Preußischen Verkehrsministeriums vom 30. Dezember 1935 wurden die Warnlichtanlagen gleichwertig zu Schranken anerkannt und allgemein zugelassen. Zur Sicherung der unbeschrankten Bahnübergängen waren mehrere Warnlichtanlagemodelle im Einsatz.

#### Neuerungen bei der Deutschen Bundesbahn
Zeigten die bisherigen, sehr zuverlässigen Warnlichtanlagen in Westdeutschland eine weiße, langsam blinkende Optik, wenn der Übergang frei war und ein rotes, rasch blinkendes Licht, wenn sich ein Zug nähert, so experimentierte die Deutsche Bundesbahn zu Beginn der 1950er Jahre mit versuchsweise in Betrieb genommenen Anlagen, die nur noch ein rotes Blinklicht besaßen. Grundlage für diese Entwicklung bildeten Bestrebungen der Union International des Chemin de Fer (UIC) ab 1950, unter anderem diese Art der Sicherungssysteme staatenübergreifend zu vereinheitlichen. Mit Genehmigung des Bundesverkehrsministeriums wurde bereits 1953 eine größere Anzahl der neuen Blinklichtanlagen aufgestellt.
In der Bundesrepublik Deutschland änderte sich durch Erlass des Bundesverkehrsministers zum 1. Januar 1961 der Name Warnlicht in Blinklicht und das Warnkreuz wurde zum Andreaskreuz. Mit der damaligen Verordnung zur Änderung der Eisenbahn-Bau- und Betriebsordnung (EBO) vom 20. Dezember 1960 veränderte sich auch die Bauweise der bisherigen Blinklichter und Signalschirme. Die älteren Blinklichtanlagen, darunter auch Vorkriegsausführungen, durften nur noch bis 31. Dezember 1963 in Betrieb bleiben. Die Signallaternen wurden in den Jahren ebenfalls ausgereifter. Zu Anfang hatten die Laternen noch Lichtaustrittsöffnungen mit 18 Zentimetern Durchmesser. Mit Einführung der EBÜT80-Technik (Einheits-Bahnübergangstechnik) wurden auch Optiken der Firma Scheidt & Bachmann verwendet, die eine größere Streuscheibe hatten. Mittlerweile wurde dazu übergegangen, die aus dem Ampelbau bekannten Signalgeber mit 210 und 300 Millimetern Durchmesser zu verwenden. Allgemein waren jedoch viele unterschiedliche Firmen an dem Bau der Blinklichter über die Jahre beteiligt, sodass heute verschiedene Bauweisen anzutreffen sind.
Mit der Änderung der Eisenbahn-Bau- und Betriebsordnung wurden in Westdeutschland ab 1. Januar 1961 an wenig genutzten, mehrgleisigen Bahnübergängen, die im Allgemeinen eine Breite von drei bis vier Metern aufweisen sollten, anstelle von Halbschranken Signalschirme mit einem roten Blinklicht und der darunter angebrachten gelben Leuchtschrift „2 Züge“ sowie einem Wecker errichtet. Die sechzigmal in der Minute blinkenden roten Signallaternen wurde von einem sich nähernden Zug durch Befahren eines Schienenkontaktes (Einschaltpunkt) eingeschaltet; es erlosch, wenn die letzte Achse den Ausschaltpunkt am Bahnübergang verlassen hatte. Die Dauer der Blinkzeit vom Einschalten der Anlage bis zum Eintreffen des Zuges am Bahnübergang hing von den örtlichen Verhältnissen und von der Geschwindigkeit des einzelnen Zuges ab. Befuhr ein weiterer Zug einen Einschaltpunkt im zweiten Gleis, bevor der erste Zug den Bahnübergang vollständig überfahren hatte, so leuchtete das rote Blinklicht weiter auf. Gleichzeitig erschien unter dem Blinklicht eine gelbe Leuchtschrift „2 Züge“, und ein lautstarker Rasselwecker ertönte. Das Läutewerk dieses Weckers ertönte nur in Verbindung mit dem Aufscheinen der Leuchtschrift. Der Verkehrsteilnehmer wurde also durch die Leuchtschrift und den Wecker darauf aufmerksam gemacht, dass die Sperrung des Übergangs nach Vorbeifahrt eines Zuges noch für einen zweiten Zug bestehen blieb. Alle wichtigen Schaltelemente der Anlage waren doppelt vorhanden. Fiel eine Teilanlage aus, blieb das vom Straßenbenutzer unbemerkt. Neben dieser Neuerung wurde mit dem neuverordneten Zeichen der Blitzpfeil auf dem Andreaskreuz eingeführt, der auf eine Strecke mit Fahrleitung hinwies. Die letzte dieser als Fü 2L/60 bezeichneten Anlagen, bei der noch eine Zugbegegnung beobachtet werden konnte, ging am 6. Juni 2023 in Aumenau außer Betrieb. Es existieren noch zwei dieser Anlagen in Hungen. Da bei diesen ein Gleis nicht mehr befahren wird, sind Zugbegegnungen nicht mehr möglich. Beide Anlagen sollen 2026 ersetzt werden.

#### Entwicklungen bei der Deutschen Reichsbahn
In der Deutschen Demokratischen Republik wurde die Bezeichnung Haltlicht anstelle des bisherigen Warnlichts eingeführt, während die Bezeichnung Warnkreuz bestehen blieb. Die Deutsche Reichsbahn ging entwicklungstechnisch einen etwas anderen Weg als die Bundesbahn. Die Entwicklungsarbeiten besonderer Straßensignallaternen mit Fresnel-Stufenlinsen stellte man aus Kostengründen wieder ein und verwendete modifizierte Lichthauptsignallaternen mit asphärischer Linse. Für die Straßensignale benutzt man wegen der Speisung mit Gleichspannung Gehäuse mit flachem Deckel ohne Transformator, eine hellere Farbscheibe (sogenanntes WÜ-Rot), eine 48°-Streuscheibe mit verändertem Tiefenstreusektor (die Lichtpunkthöhe ist wesentlich geringer als bei Eisenbahnsignalen) und sonst nicht übliche Doppelfadensignallampen mit 20 Volt und zweimal 10 Watt. Im Regelfall sind beide Glühfäden in Betrieb, der obere Nebenfaden wird auf einen um 20 Milliampere geringeren Lampenstrom eingestellt, damit er nicht gleichzeitig mit dem Hauptfaden ausfällt.
In der DDR waren Haltlichtanlagen nur an eingleisigen Strecken zulässig. Das Blinklicht bleibt aktiv, bis die Bahnübergangssicherungsanlage ausgeschaltet ist. Bei Anlagen der der ehemaligen Bundesbahn geschieht dies etwa zeitgleich mit dem Anlauf der Schrankenantriebe, bei von der Reichsbahn errichteten Anlagen dagegen erst, wenn die Schrankenbäume die Freilage erreicht haben, also ganz geöffnet sind. Die Ursache ist das unterschiedliche Verhalten bei einer erneuten Einschaltung, beispielsweise wegen einer Fahrt auf dem Nachbargleis. Bei Reichsbahn-Anlagen laufen die Antriebe sofort wieder in die Sperrlage, wenn die erneute Einschaltung während des Öffnens erfolgt (reversieren). Bundesbahn- und später gebaute Anlagen öffnen vollständig und schalten für die Straßenbenutzer erst nach zehn Sekunden (Mindestgrünzeit) wieder ein. Diese Zeit muss allerdings bei den Annäherungsstrecken berücksichtigt werden. Anlagen mit Mindestgrünzeit erfordern deshalb längere Sperrzeiten.

### Schranken
Schranken dienen als direkte Absperrung. Ihre Einführung geht auf Max Maria von Weber, einen Ingenieur und Eisenbahnpionier des 19. Jahrhunderts, zurück. Je nach Breite der Straße werden zwei oder vier Schrankenbäume verwendet, die in Grundstellung offen sind und quer zur Straße oder zum Weg heruntergelassen werden. Sie bestehen meist aus rot-weiß gestreiftem Material (Stahl, Aluminium, glasfaserverstärktem Kunststoff, früher auch Holz) oder sind mit einer gestreiften Retroreflexions-Schicht beklebt. Die Verwendung von Schrankenbäumen ohne diese Sicherheitsanstriche/-beklebungen ist auf öffentlichem Grund in Deutschland nicht zulässig. Einige Schranken sind mit einem Behang aus Ketten, Gittern oder Ähnlichem ausgestattet, der verhindern soll, dass die Schrankenbäume unterlaufen oder unterfahren werden. Bei vierschlägigen Schranken wird die Zufahrtsseite zum Bahnübergang zuerst gesperrt. Zusätzlich zu den Fahrbahnschranken können gesonderte Geh- und Radwegschranken installiert sein. Um die Schrankenbäume für die Straßenverkehrsteilnehmer leichter erkennbar zu machen, stehen sie bei etwa ab 1992 gebauten elektrischen Schrankenantrieben in der Freilage nicht mehr wie früher senkrecht, sondern mit 83 bis 87° leicht zur Straße geneigt. Sie sollen dadurch nachhaltiger ins Auge fallen und erhöhen so beim Herannahen an einen Bahnübergang die Aufmerksamkeit. Dreischlägige Schranken sind selten, sie sind erforderlich, wenn sich die Straßenfahrbahnbreite im Überwegbereich ändert, beispielsweise durch die Lage an einer Einmündung.
Man unterscheidet zwei Bauformen: Vollschranken und Halbschranken.
Besonders gesicherte Bahnübergänge gab es im Bereich der innerdeutschen Grenze, wo der Kolonnenweg des Sperrsystems im Todesstreifen Bahnstrecken querte. Ein derartiger Übergang existierte am Bahnhof Berlin-Staaken. Nach der Öffnung der Berliner Mauer wurde er für den allgemeinen Verkehr freigegeben und als „Elefantentor“ bezeichnet. Anstelle einer Schranke war er, um ein unerlaubtes Betreten der im Grenzbereich gelegenen, in Richtung West-Berlin offenen Bahnanlage zu verhindern, mit vergitterten Schiebetoren ausgestattet.

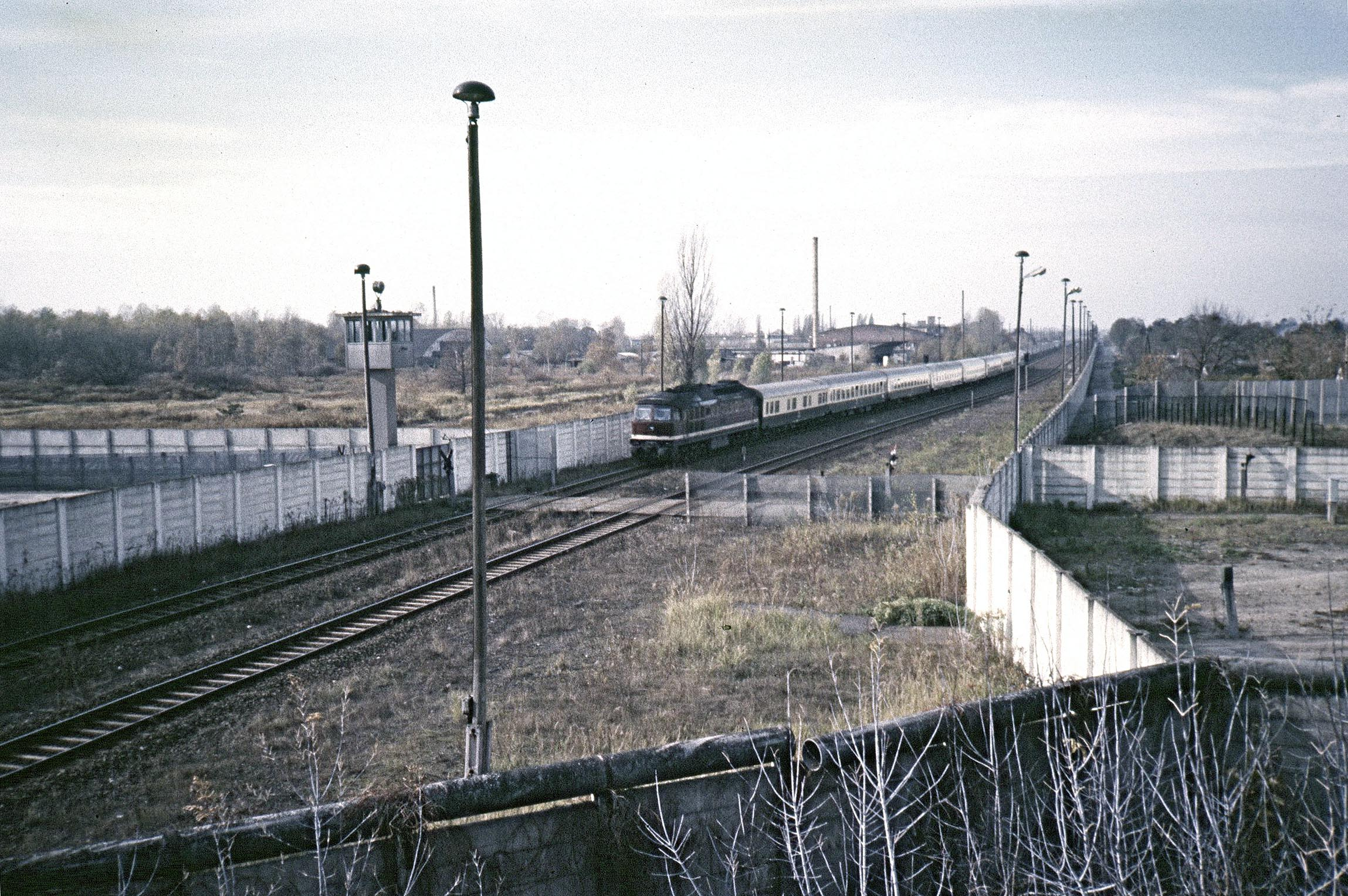
Ein Transitzug aus Hamburg durchfährt die Grenzanlagen am Bahnhof Berlin-Staaken, vor dem Zug der Bahnübergang für die DDR-Grenztruppen, 1986
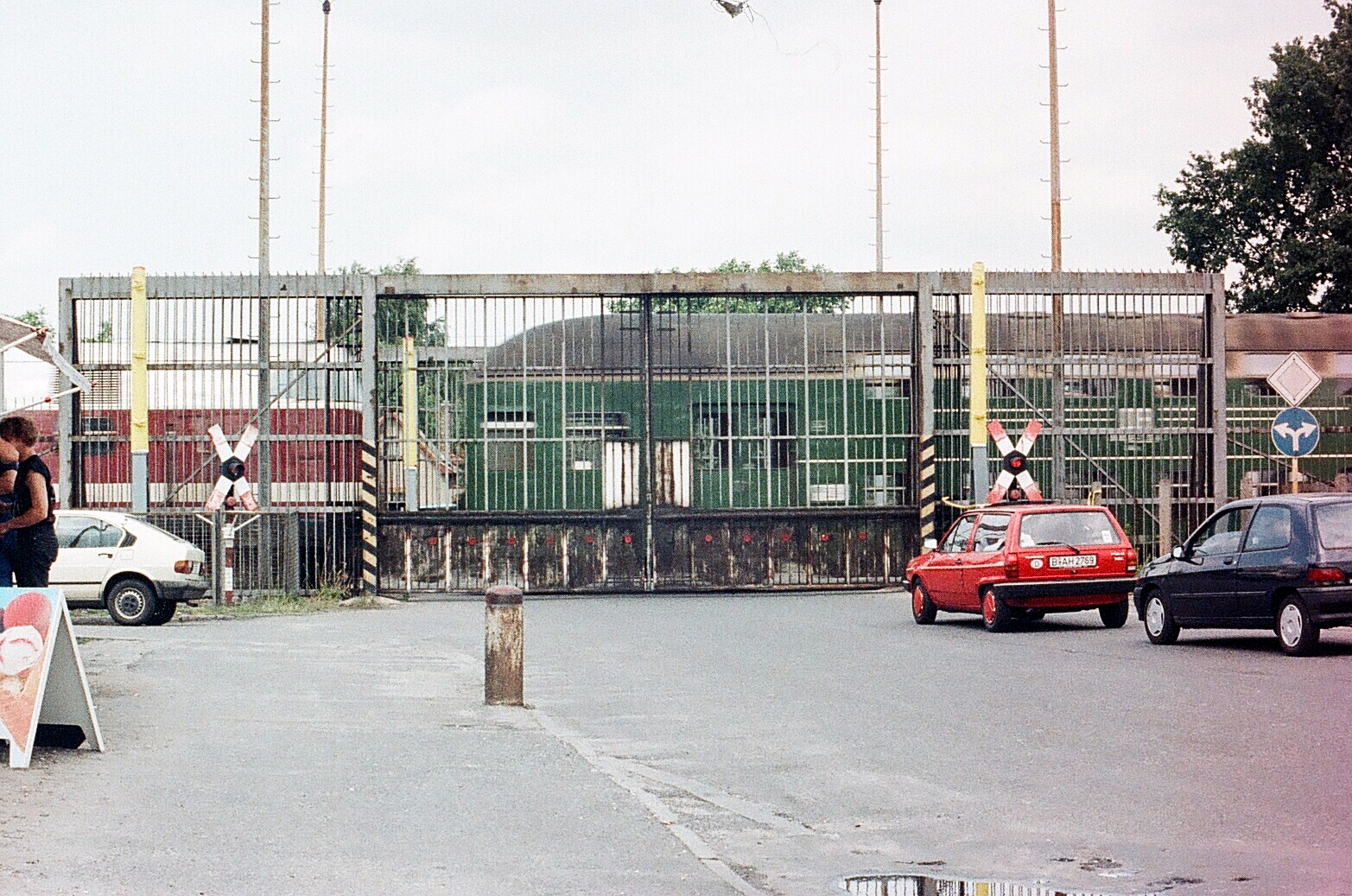
Vormals im Todesstreifen gelegener Bahnübergang „Elefantentor“ in Berlin-Staaken, 1991
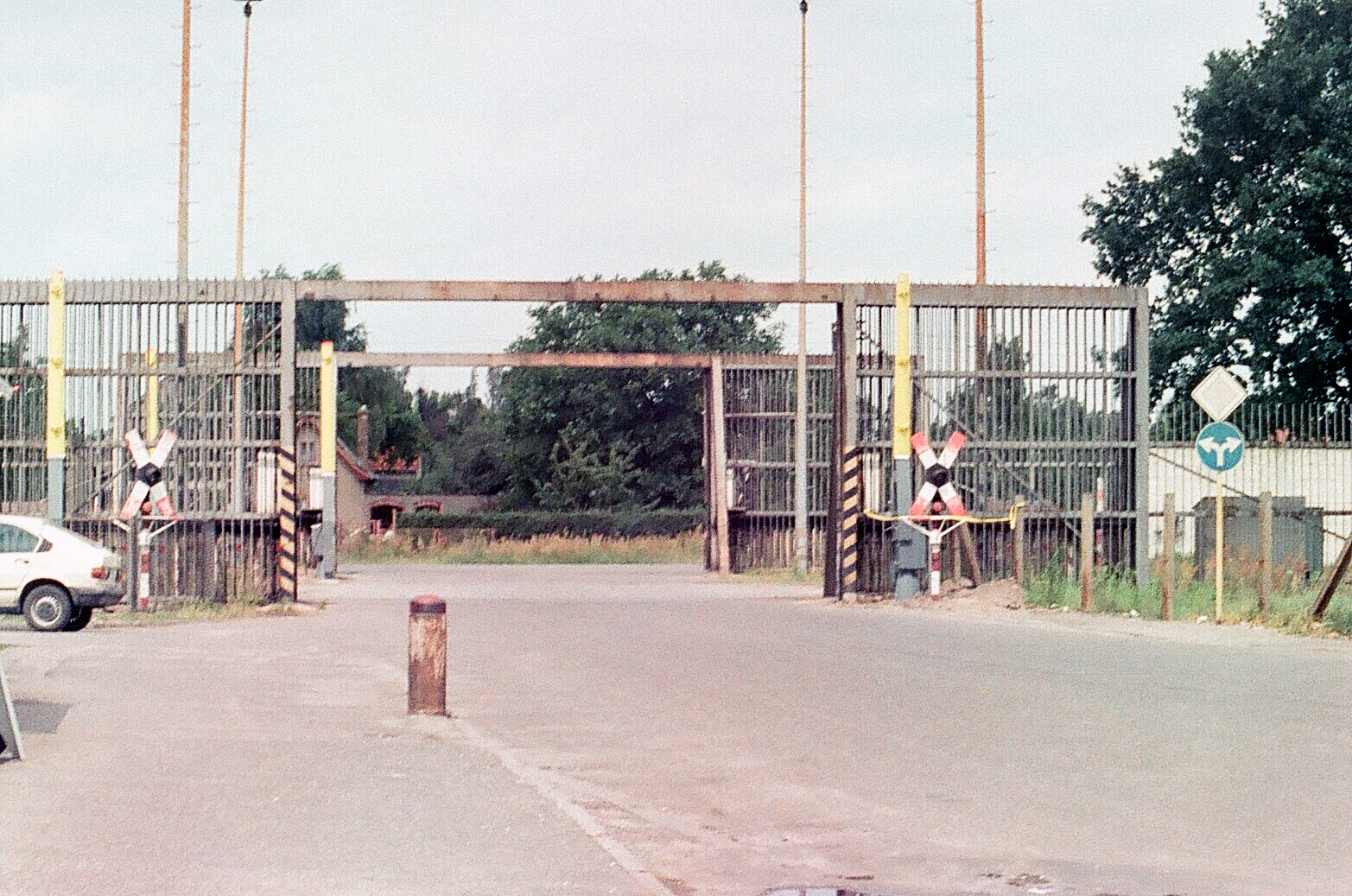
„Elefantentor“ am ehemaligen Kolonnenweg im geöffneten Zustand

#### Vollschranken

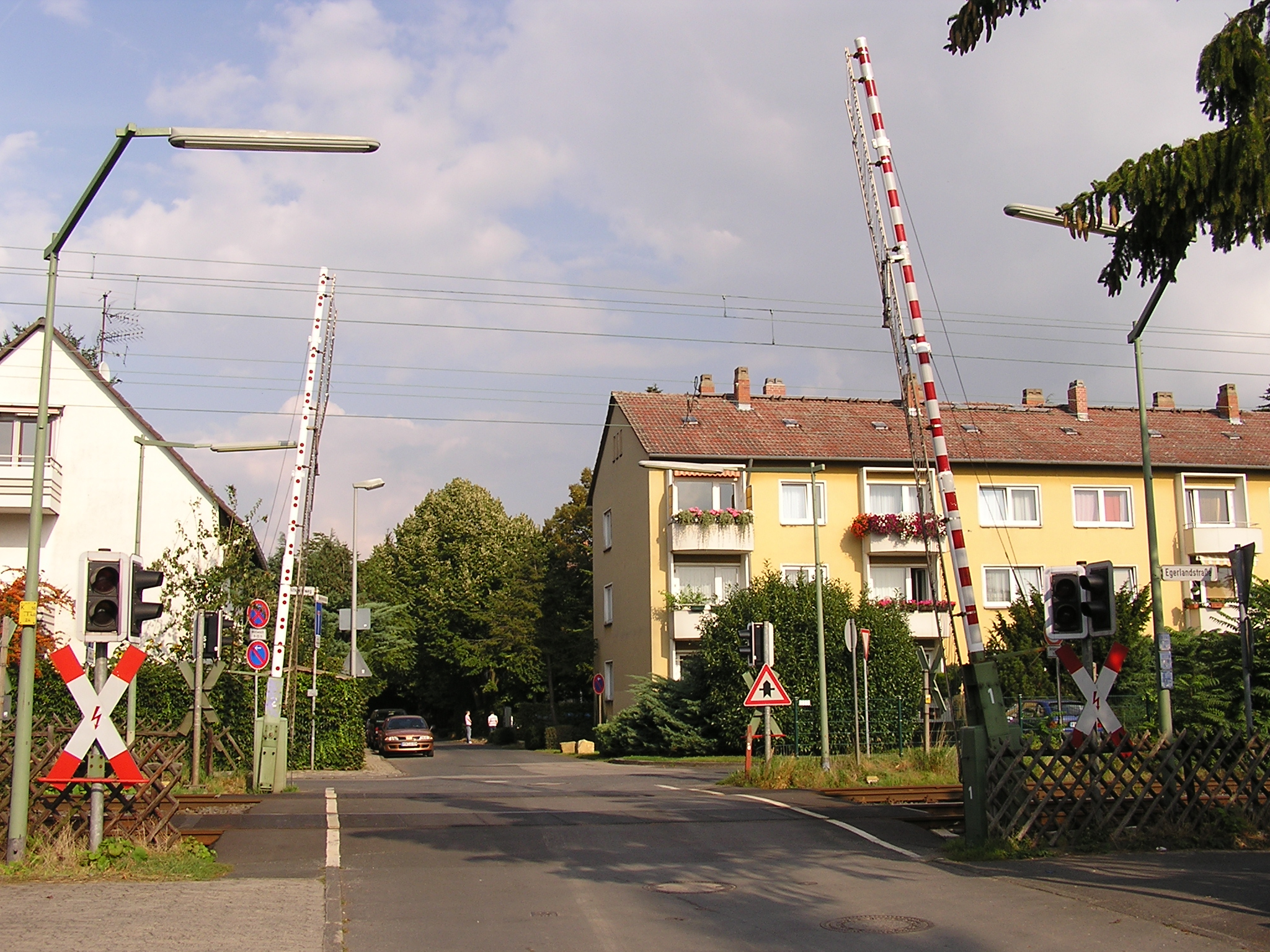
Bahnübergang mit Vollschranken und Lichtzeichen

Vollschranken sperren den Bahnübergang im gesenkten Zustand über die volle Straßenbreite hinweg oder bewirken einen Vollabschluss. Um sicherzugehen, dass kein Fahrzeug eingesperrt wird, ist bei Vollschranken eine optische oder technische Überwachung des Gefahrenraumes vorgeschrieben. Diese kann örtlich durch einen Schrankenwärter, einen Fahrdienstleiter im örtlichen Stellwerk, fernüberwacht durch Monitore, oder durch eine örtliche, technische Einrichtung (sog. GFR-Anlagen = Gefahrenraum-FReimeldeanlagen) erfolgen. Erst nach dem Feststellen des Freiseins darf die Fahrt eines Schienenfahrzeuges zugelassen werden. Innerhalb von Bahnhöfen geschieht dies häufig im Zusammenwirken mit dem Einstellen und Auflösen der Fahrstraßen. Schrankenwärter, die per Schrankenwinde die Schranken bedienen, kommen nicht mehr so häufig zum Einsatz, allerdings dient diese Art der Betätigung noch als Ersatzmaßnahme bei Störungen einer Schrankenanlage. Elektrische Schranken werden entweder hydraulisch oder mit Elektromotoren angetrieben, die entweder die Schrankenbäume über ein Getriebe direkt oder seltener über eine Schrankenwinde und Drahtzugleitungen (Dresdner Schranke) bewegen. Der Schrankenbaum wird von einem Gegengewicht oder einem Federausgleich in der Waage gehalten – nach Möglichkeit mit Kippverhalten, damit er in abgehängtem Zustand in beiden Endlagen verbleibt. Bei neueren elektrischen Schrankenantrieben wird der Schrankenbaum durch einen ruhestrombetriebenen Haltemagnet in der Freilage festgehalten. Der Schrankenbaum hat in diesem Fall ein Übergewicht, so dass er im Störungsfall auch ohne Motorstrom selbsttätig in die Sperrlage läuft (sogenanntes Not- oder Ersatzschließen).
Der sogenannte Vollabschluss kann auch mit kürzeren Schrankenbäumen erreicht werden, indem man auf beiden Straßenseiten je einen Schrankenbock installiert (vierschlägige Schranke). Die Schrankenantriebe in Fahrtrichtung hinter dem Übergang schließen dann zeitverzögert, um das Räumen des Bahnüberganges zu gewährleisten. Besonders diese Schranken sind dann mit einem Unterlaufschutz ausgestattet. Wird ein Vollabschluss erreicht, spricht man gewöhnlich von Vollschranken, da der entscheidende Unterschied die Möglichkeit des Einsperrens von Straßenfahrzeugen ist, wobei es unerheblich ist, wie dieses eingesperrt wird (mit zwei oder vier Schranken). Die optische Überwachung von Vollschrankenanlagen kann auch durch Gefahrenraum-Freimeldeanlagen ersetzt werden. Diese Radarscanner sind seit einiger Zeit als Ersatz der optischen Überwachung vom Eisenbahnbundesamt zugelassen.

#### Halbschranken

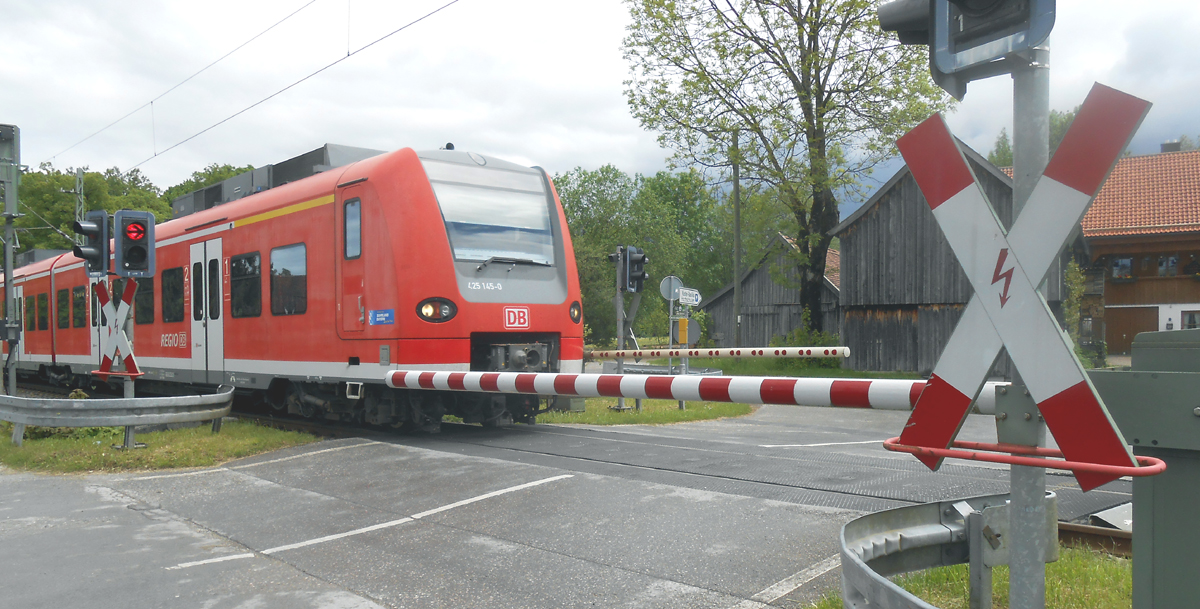
Halbschrankenanlage mit Haltlichtsignalen

Halbschranken sperren in der Regel nur die Zufahrt zum Bahnübergang und ermöglichen dadurch jederzeit das Räumen (Verlassen) des Gefahrenbereiches, sodass niemand zwischen den Schrankenbäumen eingeschlossen werden kann.
Heute werden Halbschrankenanlagen in der Regel von Schienenfahrzeugen über Schienenkontakte betätigt (Fü- und Lo-Anlagen) oder vom Stellwerk fernbedient (Hp-Anlagen). Eine optische Überwachung dieser Anlagen ist nicht nötig, da ein Fahrzeug nicht zwischen den Schranken eingeschlossen werden kann. Dieser Kostenvorteil der nicht benötigten optischen Überwachung bringt jedoch auch den Nachteil mit sich, dass Straßenverkehrsteilnehmer Halbschranken umfahren können. Dies gilt als gefährlicher Eingriff in den Schienenverkehr. Auch könnten liegengebliebene oder verunfallte Fahrzeuge nicht rechtzeitig entdeckt werden.
Halbschranken und die in diesem Fall technisch identischen Haltlichtanlagen der DR-Bauarten verfügen stets über Fernüberwachung und Lokführersignalisierung, entweder durch Überwachungssignale oder mittels Deckung durch geeignete Hauptsignale.

#### Anrufschranken

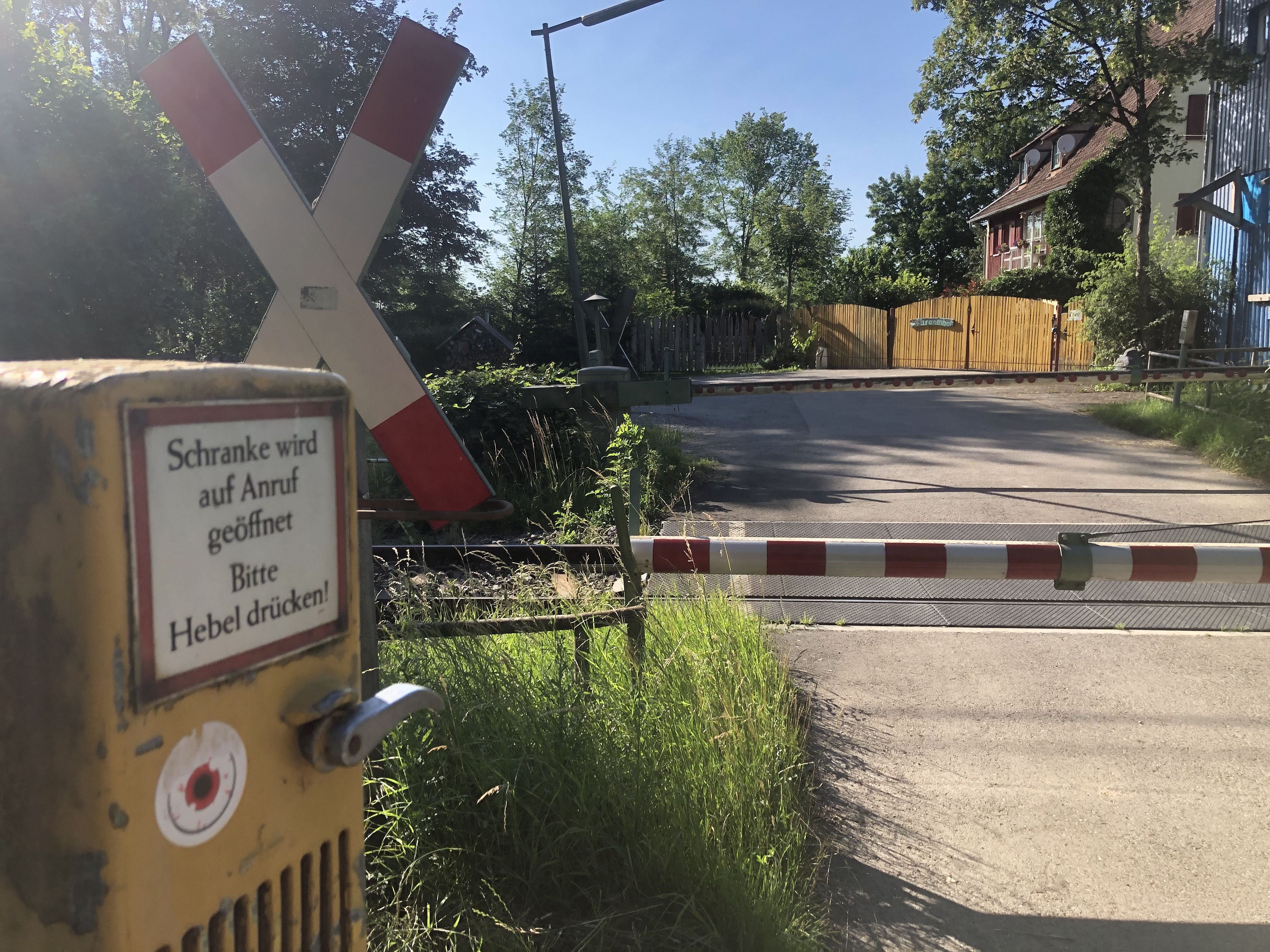
Anrufschranke beim Bahnhof Zollern der Zollernalbbahn

An untergeordneten Wegen kommen häufig Anrufschranken zum Einsatz, die in Grundstellung geschlossen sind und nur „auf Anruf“ vom Schrankenwärter geöffnet werden. Sie müssen laut § 11 (17) Eisenbahn-Bau- und Betriebsordnung (EBO) mit einer Sprechanlage ausgerüstet sein, wenn sie von der Bedienstelle aus nicht einsehbar sind. Schrankenbewegungen müssen vor dem Ausführen vom Bediener angekündigt werden. Alternativ kann auch eine Gefahrenraum-Freimeldeanlage installiert sein, die das Freisein des Bahnübergangs bei vergessener Rückmeldung kontrolliert. Anrufschrankenanlagen sind prinzipiell Vollschranken, es gibt bei ihnen keine Straßensignale.

### Akustische Warnung

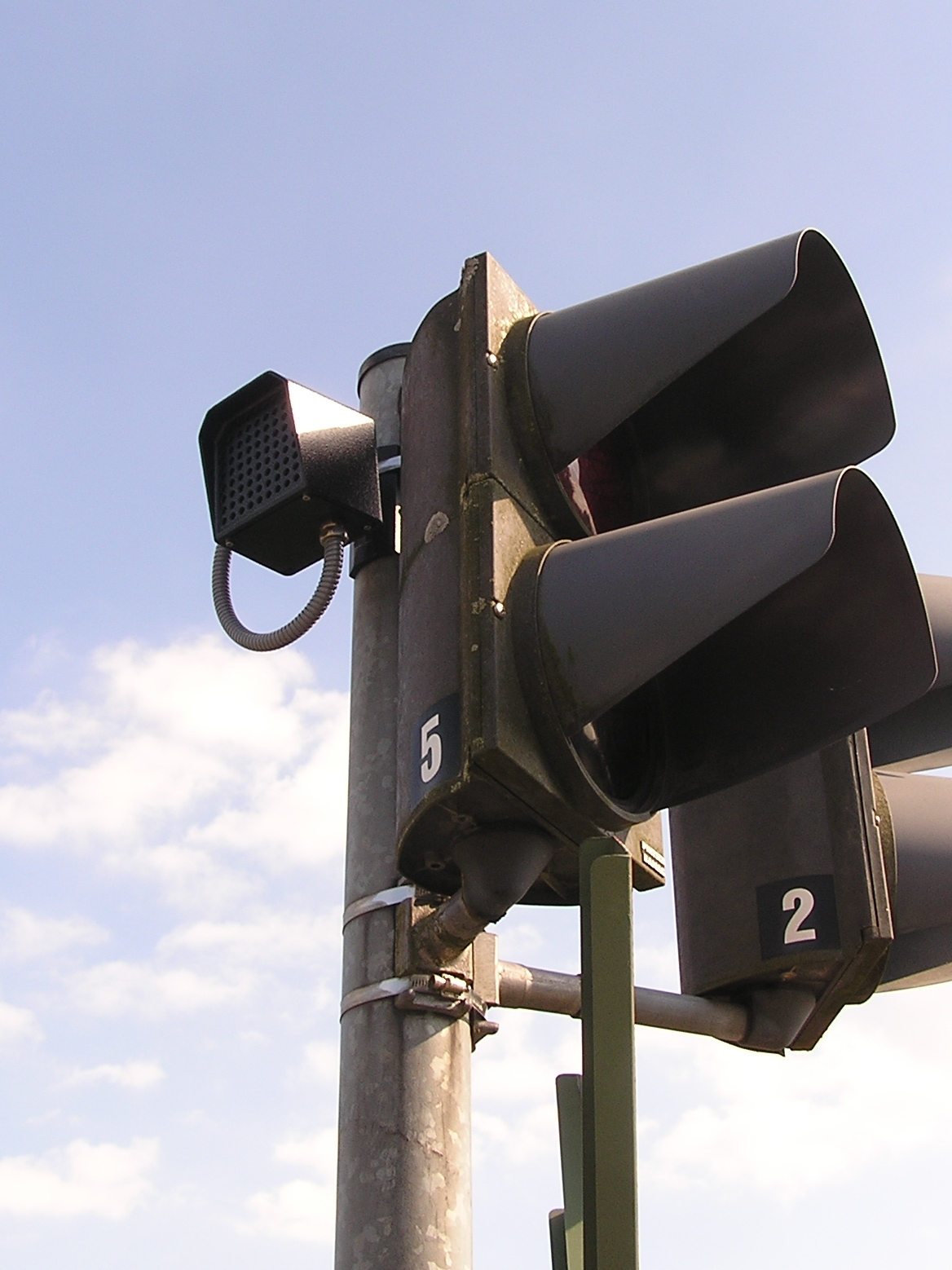
Lautsprecher für elektronischen Gong an Lichtzeichen

In Deutschland wie auch in anderen Ländern besitzen Bahnübergänge meist zusätzlich zu der installierten technischen Sicherung eine akustische Warneinrichtung. Oft ist es ein Läutewerk, welches das bevorstehende Schließen der Schranken mit einer auf die örtlichen Verhältnisse abgestimmten Anzahl von Glockenschlägen ankündigt. Bei ortsbedienten mechanischen Schranken fehlt dieser Vorläuteweg gelegentlich. Ältere elektrische sowie durch Straßensignale ergänzte mechanische Anlagen sind meist mit Klingeln, in der Fachsprache Wecker genannt, ausgestattet. Zur Vermeidung von Lärmbelästigung der Anwohner wurden viele Rasselwecker bei WSSB-Anlagen auf Einschlagbetrieb umgestellt. Blinklichtanlagen hatten – ausgenommen solche mit Zusatzanzeige 2 Züge – generell nur Wecker mit Einzelschlag. Anlagen mit Lichtzeichen und Weckern (meistens jüngere Lo 57-Lz- oder ältere EBÜT-Anlagen) sind seltener zu finden, diese geben auch einen Intervallton ab.
Neuere Anlagen mit Lichtzeichen besitzen in der Regel eine Lautsprecheranlage, die einen elektrisch synthetisierten Glockenton wiedergibt. Gerade bei neuen Anlagen mit Fußgängerverkehr werden sie häufiger verwendet. Der Ton ist in den Modulen einiger Hersteller anpassbar, in Deutschland aber größtenteils einheitlich. In wenigen älteren Anlagen findet sich ein Zweitonklang, bei RBÜT/RBUEP-Anlagen des Herstellers Pintsch Bamag wird ein etwas tieferer Ton abgegeben. In sehr seltenen Fällen, zum Beispiel am Bahnübergang Sternbusch in Münster, wird zur Warnung eine automatische Durchsage abgespielt, hier: „Bitte Bahnübergang verlassen! Schranke schließt!“. Auch Blinklichtanlagen lassen sich mit einem solchen Akustikmodul nachrüsten.
Die akustische Warnung endet bei Haltlichtanlagen mit dem Befahren der Ausschaltstellen, bei Blinklichtanlagen mit dem Abschalten der Anlage nach der Zugfahrt und bei Voll- und Halbschranken in der Regel mit dem Erreichen der Sperrlage der Schrankenbäume.
Klangbeispiele:
- Mechanische Schranken-Läutewerkeⓘ/?
- Elektromechanische Wecker an Blinklichtanlageⓘ/?
- Elektronischer Gong an EBÜT-Anlage (z. B. Scheidt & Bachmann, Pintsch Bamag, Siemens)ⓘ/?
- Elektronischer Gong an RBÜT-Anlage (nur Pintsch Bamag)ⓘ/?

### Andere Warnzeichen
Zusätzliche Informationen an technischen Sicherungseinrichtungen oder am Andreaskreuz sollen die Sicherheit weiter verbessern:
- in Deutschland zeigt ein Blitzsymbol in der Mitte des Andreaskreuzes an, dass die Bahnstrecke eine elektrische Oberleitung besitzt
- ein Zusatzschild mit einem schwarzen Richtungspfeil unter dem Andreaskreuz zeigt an, dass es nur für den Straßenverkehr in der angezeigten Fahrtrichtung gilt
- bei Einfahrt in Hafen- oder Industriegebiete kann in Deutschland ein Zusatzschild mit der Aufschrift „Hafengebiet, Schienenfahrzeuge haben Vorrang“ oder „Industriegebiet, Schienenfahrzeuge haben Vorrang“ angebracht sein.

### Nicht-technisch gesicherte Bahnübergänge

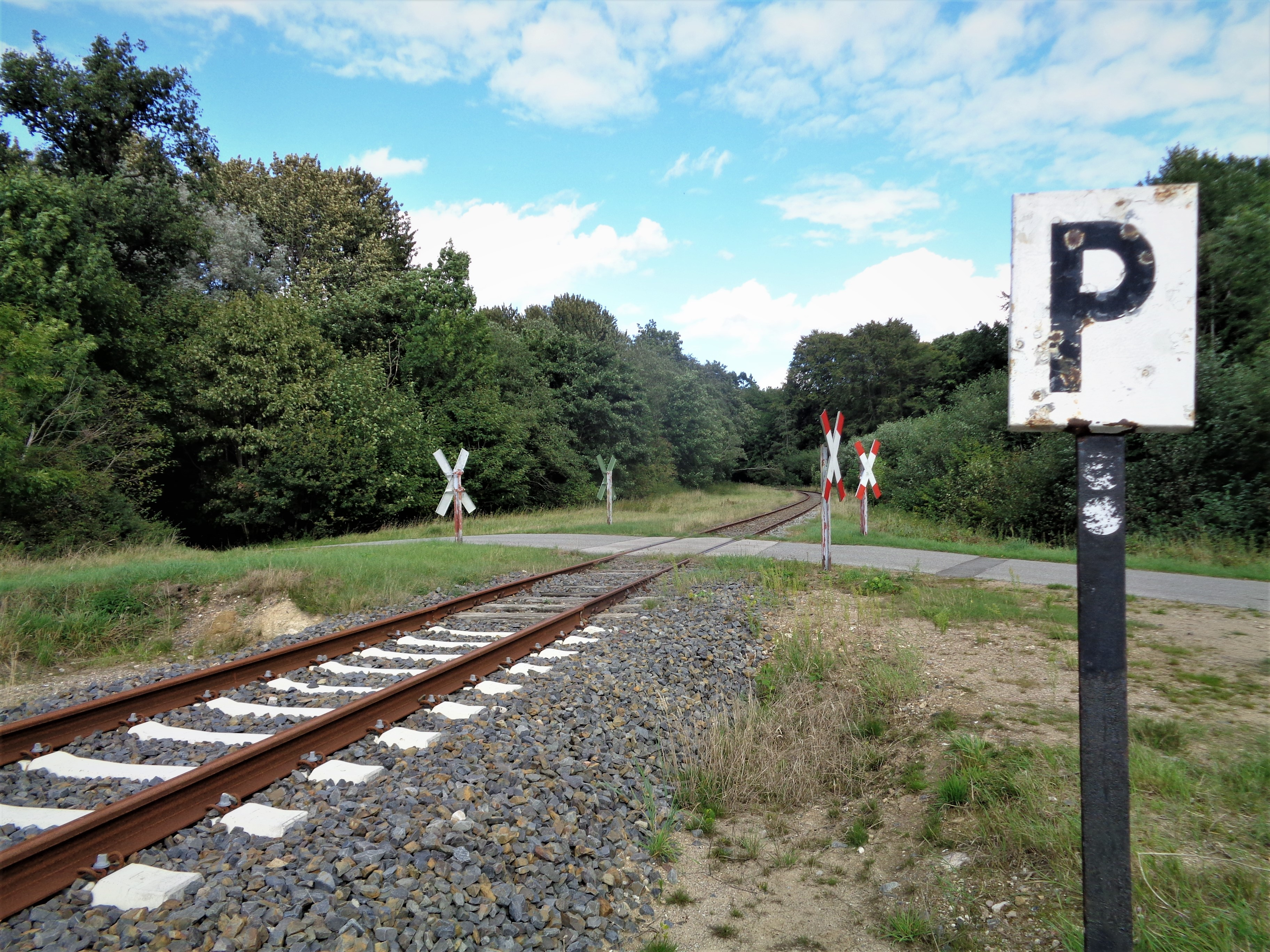
Nicht-technisch gesicherter Bahnübergang mit Andreaskreuzen an der Bahnstrecke Kiel Süd–Schönberger Strand (2020)

Für Bahnübergänge an Hauptbahnen, die über Nebengleise führen, und für Bahnübergänge auf Nebenbahnen ist keine technische Sicherung vorgeschrieben, wenn auf der Straße schwacher oder mäßiger Verkehr herrscht. Diese Bahnübergänge sind durch das Andreaskreuz (Zeichen 201) gesichert. Statt technischer Sicherung gibt es hier die
- Übersicht auf die Bahnstrecke oder bzw. in Kombination mit nachfolgenden Maßnahmen
- hörbare Signale der Eisenbahnfahrzeuge (Signalhorn), ggf. in Verbindung mit einer
- Herabsetzung der Geschwindigkeit der Eisenbahnfahrzeuge am Bahnübergang oder die
- Sicherung durch Posten (Mitarbeiter der Bahn).

Signal Bü 4: Pfeiftafel

Die Übersicht auf die Bahnstrecke allein reicht an Bahnübergängen mit schwachem Verkehr aus. Die Übersicht ist vorhanden, wenn alle Straßenverkehrsteilnehmer den Bahnübergang ohne Gefahr überqueren oder vor ihm zum Stehen kommen können. Die Fläche, die freigehalten werden muss, wird als Sichtdreieck oder Sichtfläche bezeichnet. Die Stelle, an der der Zug gesehen werden muss, als Sehpunkt.

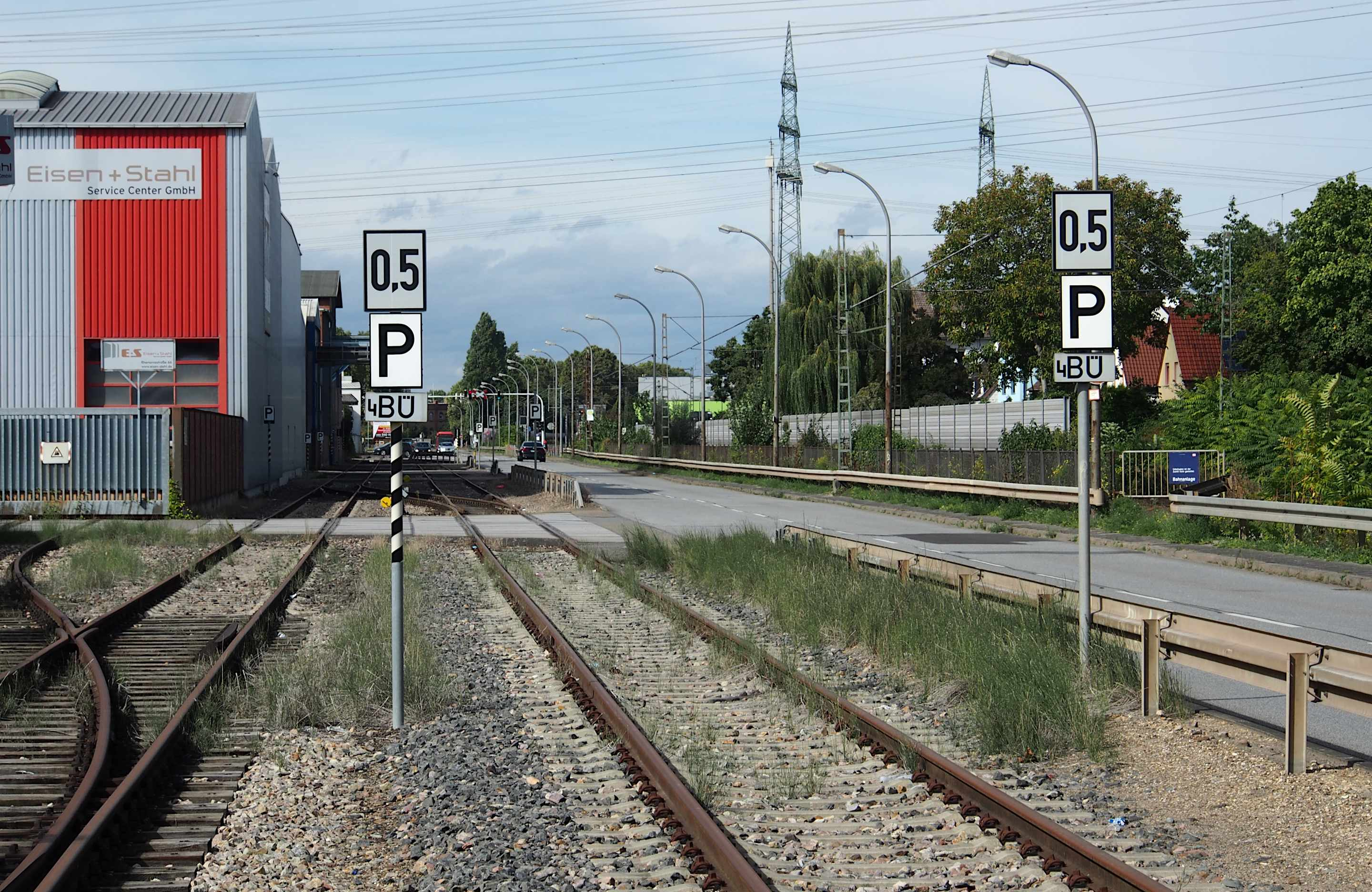
Langsamfahrsignale (5 km/h) und Pfeiftafeln, gültig für vier aufeinanderfolgende Bahnübergänge im Bereich einer nichtbundeseigenen Eisenbahn

Ist keine ausreichende Übersicht auf die Bahnstrecke vorhanden, kann sie durch hörbare Signale der Eisenbahnfahrzeuge (Läuten oder/und Pfeifen) ersetzt werden, wenn die Eisenbahnfahrzeuge den Bahnübergang mit höchstens 20 km/h, an Feld- und Waldwegen mit höchstens 60 km/h befahren. An welchen Stellen sie gegeben werden müssen, wird dem Triebfahrzeugführer mit Pfeiftafeln (Signale Bü 4 und Pf 2) oder Läutetafeln (Signal Bü 5) angezeigt. Signaltafeln stehen am Sehpunkt. Die gegebenenfalls notwendige Herabsetzung der Geschwindigkeit wird mit Langsamfahrsignalen (alt Lf 4 und Lf 5, neu Lf 6 und Lf 7) angezeigt. Die Pfeiftafel in der Ausführung mit weißem „P“ auf schwarzem Grund gibt es heute nur noch vereinzelt, sie war nur für Hauptbahnen im Bereich der Deutschen Bundesbahn vorgesehen. Früher war die Kombination aus Läute- und Pfeiftafel üblich. Als während des Zweiten Weltkriegs erstmals Lokomotiven ohne Läutewerk eingesetzt wurden, durften diese mit einer generellen Sondergenehmigung „für die Dauer des Krieges“ eingesetzt werden und auf das Läuten verzichten.
An Bahnübergängen mit mäßigem Verkehr reicht die Übersicht auf die Bahnstrecke in Verbindung mit hörbaren Signalen der Eisenbahnfahrzeuge aus. Mit Genehmigung der Aufsichtsbehörde genügen bei fehlender Übersicht auf die Bahnstrecke auch hier die hörbaren Signale der Eisenbahnfahrzeuge, wenn der Bahnübergang durch Eisenbahnfahrzeuge mit höchstens 20 km/h bzw. 60 km/h befahren wird.

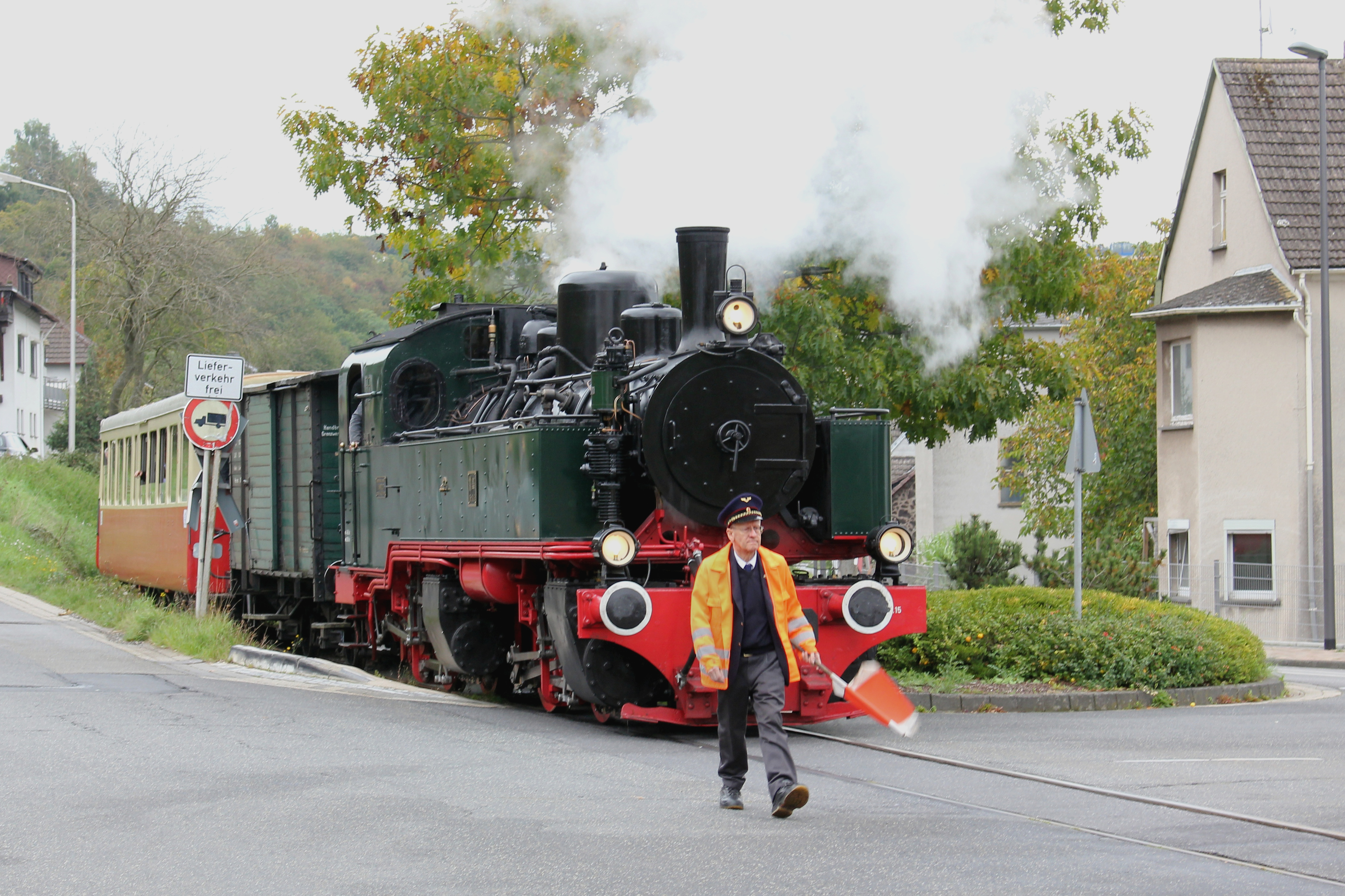
Postensicherung an einem Bahnübergang einer Museumsbahn

Die Sicherung durch Posten ersetzt im Störungsfall, etwa beim Ausfall einer technischen Sicherungseinrichtung, jede andere Art der Sicherung. Planmäßig wird diese Art der Sicherung oft in Hafen-, Industrie- und Gewerbegebieten angewandt. Die Posten sichern den Bahnübergang dann oftmals mit Signalflaggen oder einer roten Lampe.
An Fuß- und Radwegen genügen Umlaufsperren, Umlaufgitter, Drehkreuze oder ähnlich wirkende Einrichtungen. Sie müssen den kreuzenden Fuß- oder Radweg so unterbrechen, dass das Gleis nicht leichthin überquert werden kann, sollten aber bei freier Strecke die Durchfahrt von Fahrrädern mit Anhängern erlauben.

### Private Bahnübergänge
Eine Besonderheit stellen die sogenannten privaten Bahnübergänge (PBÜ) dar: Das sind Übergänge, die von Landwirten vor allem in der Erntezeit zur Querung benutzt werden dürfen. Um die notwendige Einsicht auf den Schienenverkehr zu gewährleisten, gelten auf diesen unbeschrankten Überwegen besondere Vorschriften zur Pflege der örtlichen Vegetation. Diese Maßnahmen werden in der Regel von Fahrwegpflegern durchgeführt. Private Bahnübergänge müssen die Mindestanforderungen erfüllen, andernfalls werden sie umgehend geschlossen. Beispiele hierfür sind Sichtbehinderung durch Bäume usw.

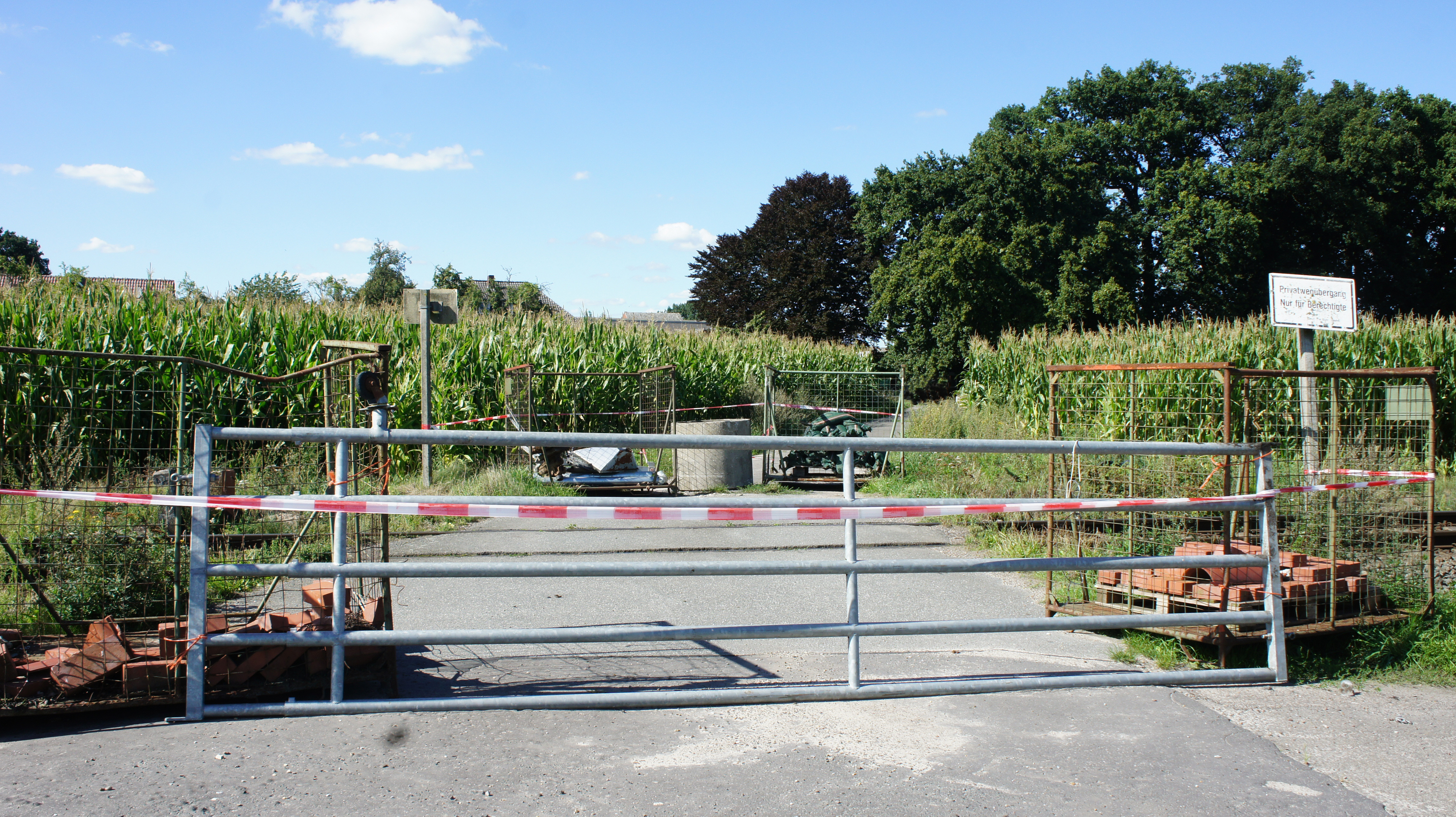
Wegen Sichtbehinderung geschlossener Privatwegübergang
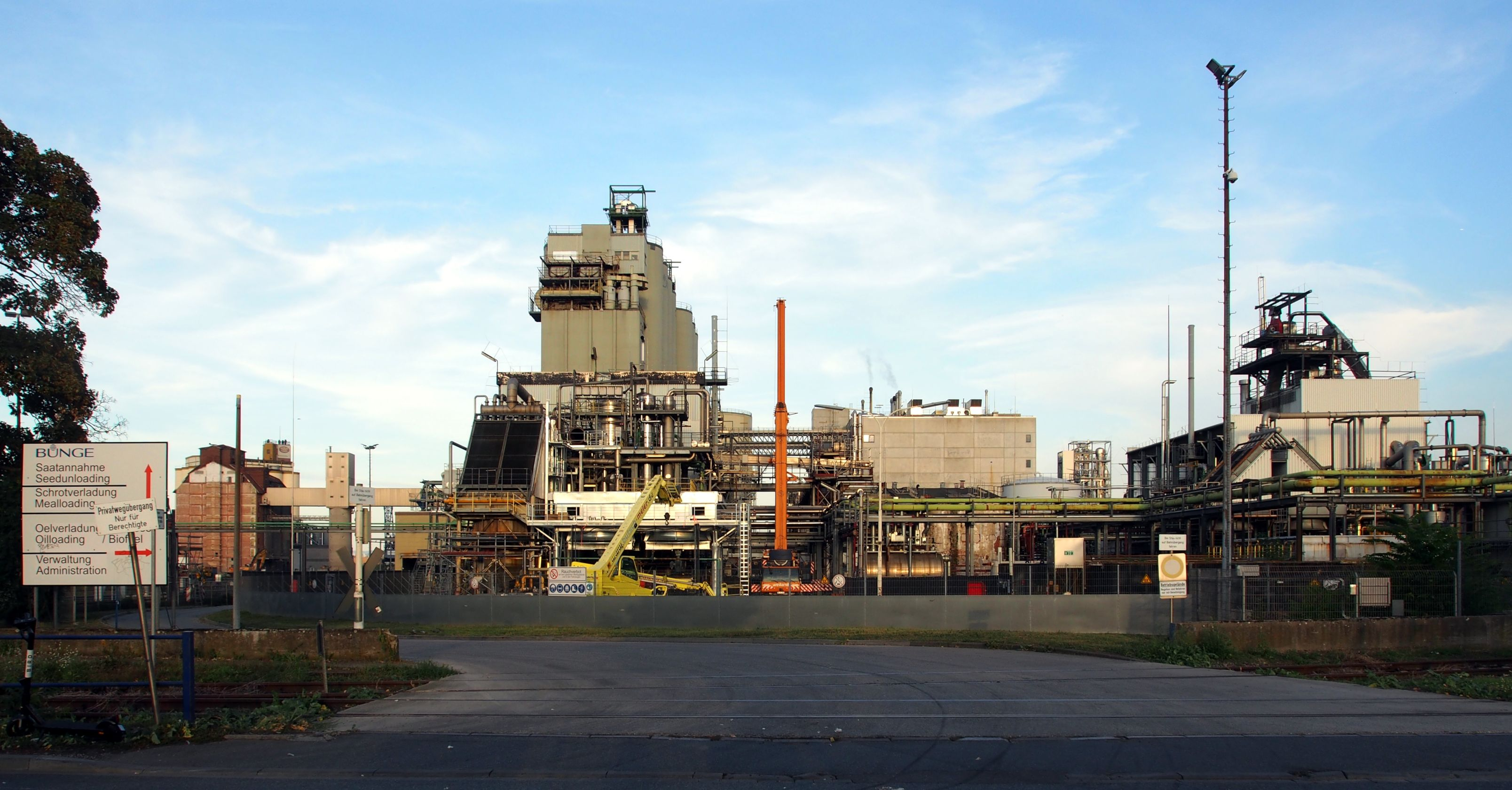
Privatübergang im Industriehafen Mannheim
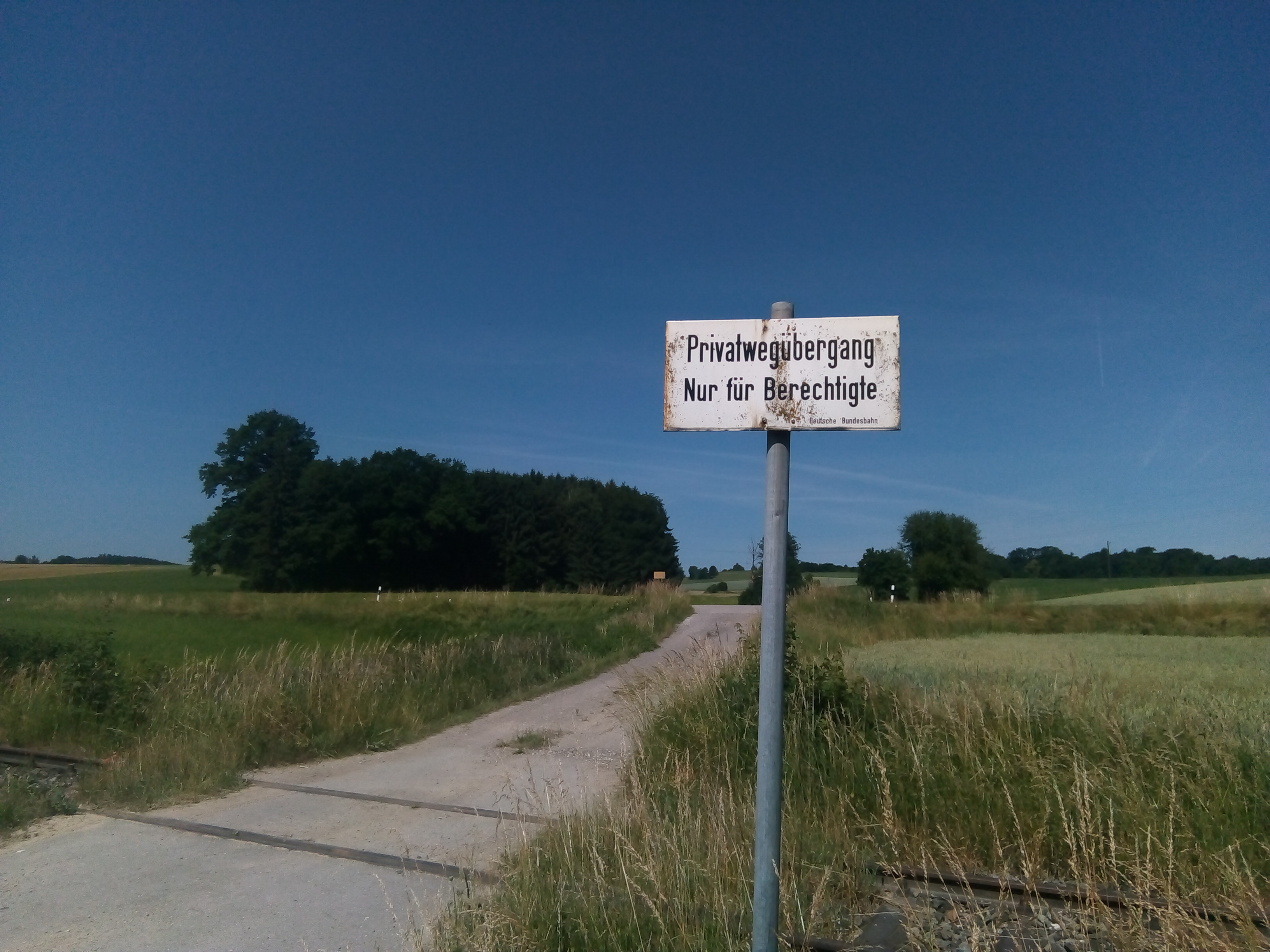
Privatwegübergang an der Bahnstrecke Gessertshausen–Türkheim, 2025 noch mit Schild der Deutschen Bundesbahn

Wenn diese Übergänge mit einem Andreaskreuz ausgestattet sind, ist darunter ein Zusatzschild mit der Aufschrift „Privatweg – Nur für Berechtigte!“ angebracht.

## Geschichte der technischen Sicherheitseinrichtungen

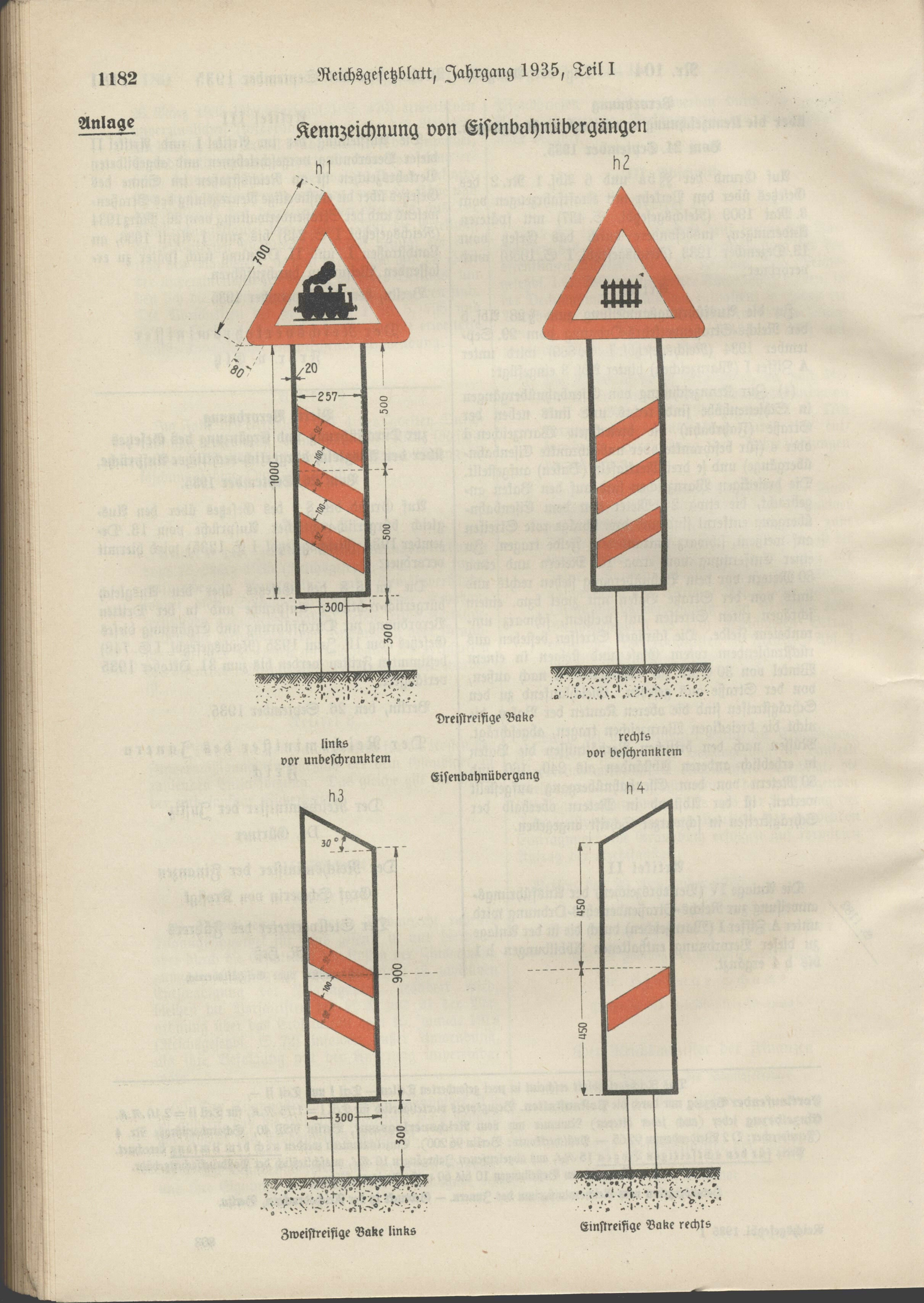
Kennzeichnung gemäß Verordnung über die Kennzeichnung von Eisenbahnübergängen vom 24. September 1935

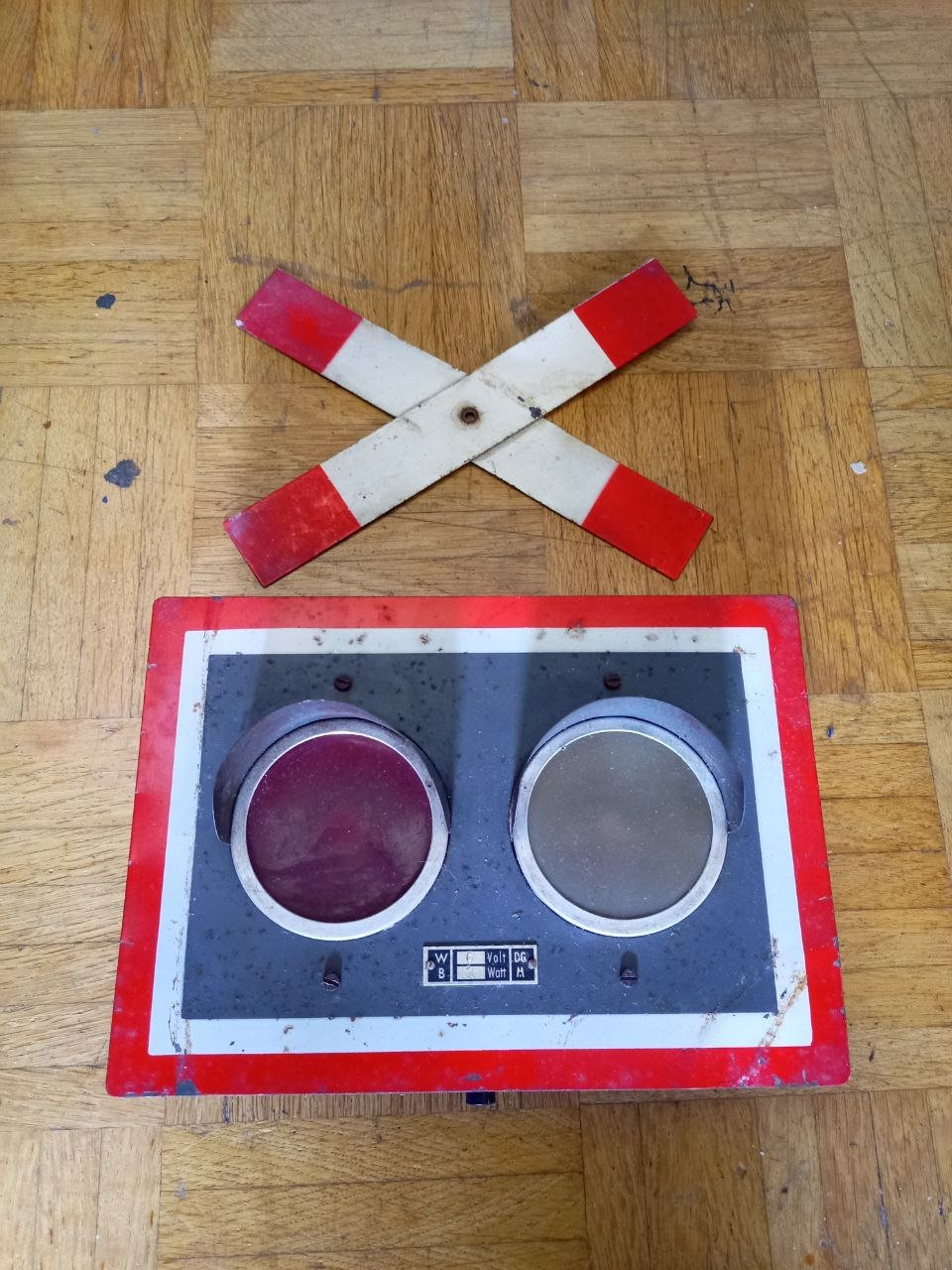
Fahrschulmodell Warnlicht mit Andreaskreuz. 1935-1945

In den Anfangszeiten der Eisenbahn bediente man die technischen Sicherungseinrichtungen an Bahnübergängen der freien Strecke stets vor Ort. Es handelte sich noch ausschließlich um Schrankenanlagen: Schiebebarrieren in der Nähe eines Postens wurden vom Bahnwärter mit der Hand bewegt, Zugbarrieren auf der Strecke wurden mit einer Einfachdrahtzugleitung geöffnet und durch Nachlassen der Leitung und durch das Eigengewicht des Schrankenbaumes geschlossen; außerdem kündigten Glockenschläge das bevorstehende Schließen der Schranke an. Die Bedienung war umständlich und musste stets im Freien ausgeführt werden. Um die Arbeitsbedingungen zu verbessern und den Arbeitsaufwand zu verringern, entwickelte man schon bald mechanisch angetriebene Schlagbaumschranken, die mit einer Schrankenwinde im Freien oder aus einem geschlossenen Raum heraus bedient werden konnten. Von der Schrankenwinde aus wurde die Antriebskraft zum Schließen und Öffnen der Schrankenbäume durch Doppeldrahtzugleitungen über eine Entfernung von bis zu circa 100 Metern, in einigen Fällen mehr, übertragen. Jede der deutschen Länderbahnverwaltungen und viele Signalbauunternehmen nutzten bzw. lieferten eigene, untereinander nicht mischbare Bauarten. Diese Vielfalt wurde in den 1930er Jahren durch die noch heute verbreitete Einheitsschranke abgelöst. Später kam der elektrische Antrieb hinzu. Dennoch ließ sich der Abstand zwischen Bedienungsstelle und Bahnübergang nicht beliebig ausdehnen, denn der Schrankenwärter musste den Bahnübergang auch bei schlechten Sichtverhältnissen einsehen können, um ein Einschließen von Straßenverkehrsteilnehmern zwischen den Schrankenbäumen zu vermeiden.
Im nächsten Schritt entwickelte man Warnlichtanlagen, die der Zug ein- und ausschaltete. Durch Überwachungssignale an der Strecke wurde dem Triebfahrzeugführer bei der Annäherung des Zuges an den Bahnübergang der Schaltzustand der Anlage signalisiert, wodurch bei diesen Anlagen kein Schrankenwärter mehr erforderlich war. Durch Erlass des Reichs- und Preußischen Verkehrsministeriums vom 30. Dezember 1935 wurden die neuen Anlagen gleichwertig zu Schranken anerkannt. Zur Sicherung der unbeschrankten Bahnübergängen waren mehrere Warnlichtanlagenbauformen im Einsatz. Nach ersten Erfahrungen, insbesondere in den Wintermonaten, ging man noch in den späten 1930er Jahren dazu über, die Signalschirme mit zwei Warnlichtern nur noch liegend anzuordnen. Es hatte sich unter anderem gezeigt, dass sich Schnee auf den Schuten über der untenstehenden Optik aufhäuften konnte und damit das darüberliegende Warnlicht verdeckte.

Warnkreuze mit Warnlicht vor 1945
Warnkreuz mit weißem Warnlicht für unbeschrankten eingleisigen Bahnübergang
Warnkreuz mit rotem Warnlicht für unbeschrankten eingleisigen Bahnübergang
Warnkreuz mit Doppelwarnlicht für unbeschrankten eingleisigen Bahnübergang
Warnkreuz mit Doppelwarnlicht für unbeschrankten mehrgleisigen Bahnübergang
Warnkreuz mit rotem Warnlicht, Wecker und Lichtsignal Zwei Züge für unbeschrankten mehrgleisigen Bahnübergang
Neuere Ausführung des Warnsignalschirms für unbeschrankten eingleisigen Bahnübergang

Der Schrankenwärter orientierte sich hinsichtlich des Zeitpunktes, zu dem er die Schranken schließen musste, zunächst ausschließlich am Streckenfahrplan. Später wurde der „Schrankenposten“ in die Streckenfernsprechverbindung einbezogen, die die Fahrdienstleiterstellwerke der beiden benachbarten Bahnhöfe miteinander verbindet. Über ein Läutewerk, das es außerhalb Deutschlands vereinzelt heute noch gibt, kündigte ihm der jeweilige Fahrdienstleiter die Abfahrt eines Zuges im benachbarten Bahnhof an. Der Fahrdienstleiter „läutete den Zug ab“ – mit einer bestimmten Anzahl von Glockenschlägen für die eine und noch einmal derselben Anzahl von Glockenschlägen für die andere Richtung. Im Übrigen musste der Schrankenwärter jederzeit mit Zügen rechnen und die Strecke ständig beobachten. Die Läutesignale ersetzte man im Westen Deutschlands Ende der 1950er Jahre durch das Mithören der inzwischen fernmündlich über die Fernsprech-Streckenverbindung gegebenen Zugmeldungen, die man bis dahin noch telegrafisch unter Verwendung der Zeichen des Morsealphabetes durchgeführt hatte.

Bundesrepublik Deutschland ab 1953
Warnkreuz für beschrankten ein- oder mehrgleisigen Bahnübergang (1963 ersatzlos gestrichen)
Warnkreuz für unbeschrankten eingleisigen Bahnübergang
Warnkreuz für unbeschrankten eingleisigen Bahnübergang
Warnkreuz für unbeschrankten mehrgleisigen Bahnübergang (1963 ersatzlos gestrichen)
Warnkreuz für unbeschrankten mehrgleisigen Bahnübergang (1963 ersatzlos gestrichen)

Deutsche Demokratische Republik ab 1956
Beschrankter Bahnübergang
Unbeschrankter Bahnübergang (eingleisig)
Unbeschrankter Bahnübergang (eingleisig mit Haltlichtanlage)
Unbeschrankter Bahnübergang (mehrgleisig)

Nach dem Eisenbahnunfall von Langenweddingen 1967 wurde bei der Deutschen Reichsbahn die Schrankenbedienung verändert. Seitdem wurden wärterbediente Streckenschranken nach dem Zugmeldesignal, doch noch vor der Zugmeldung geschlossen, was die Schrankenwärter auf der Zugmeldeleitung bestätigen (»Posten 14, Schranke geschlossen«). Schranken in Bahnhöfen wurden vor der Zulassung einer Fahrt geschlossen, die meisten wurden in die Fahrstraßensicherung einbezogen. Weil sich diese Abhängigkeit im Störungsfall aufheben lässt, um nicht unnötig Züge ohne Hauptsignalbedienung verkehren lassen zu müssen, wird statt »Signalabhängigkeit« der Begriff »Abhängigkeit Schranke-Signal« verwendet.
Das Bedienen der Schranken an den Bahnübergängen innerhalb der Bahnhöfe oder im Bereich anderer örtlich besetzter Betriebsstellen gestaltete sich etwas einfacher, denn hier konnte man dem ohnehin anwesenden Fahrdienstleiter, Weichenwärter oder Blockwärter eines Stellwerkes die Tätigkeit des Schrankenwärters mit übertragen.
Im Grundsatz änderte sich an dieser Situation bis in die 1960er Jahre hinein und auch noch eine Zeit lang danach nicht allzu viel. Erst die Technik der Relaisstellwerke eröffnete neue Möglichkeiten. Elektrisch angetriebene Schrankenanlagen ließen sich in die Fahrstraßensicherung einbinden – insbesondere, wenn sich der Bahnübergang innerhalb einer Fahrstraße befand. Heute sind die Sicherungseinrichtungen solcher Bahnübergänge überwiegend im Stellbereich der Stellwerke abhängig von Signalen eingerichtet. Signale, die Zug- oder Rangierfahrten über einen Bahnübergang hinweg zugelassen, können erst in die Fahrtstellung gebracht werden, wenn der Bahnübergang technisch gesichert ist. Bahnübergangssicherungsanlagen auf der freien Strecke, die nicht sinnvoll in die Fahrstraßensicherung einzubeziehen sind, sind in der Regel zugbedient. Überwacht werden sie durch die Triebfahrzeugführer über Überwachungssignale, den zuständigen Fahrdienstleiter durch eine Fernüberwachung im Stellwerk oder durch beide.
In Folge zunehmenden Straßenverkehrs wurde mit Einführung der Eisenbahn-Bau- und Betriebsordnung im Mai 1967 die Regelungen zu Bahnübergängen (§ 11) weitreichend geändert und verschärft. Neu eingeführt wurde unter anderem die Möglichkeit, Schranken für den Bediener nur mittelbar (z. B. mit Bildübertragung) sichtbar zu machen. Mit der Dritten EBO-Änderungsverordnung von Mai 1991 wurden die Vorschriften für Bahnübergänge im Lichte neuer Sicherungstechnik und neuer Vorschriften für den Straßenverkehr komplett neu gefasst. Damit wurde unter anderem ermöglicht, auf eine mittelbare oder unmittelbare Sicht auf Bahnübergänge mit Schranken verzichten zu können, wenn Lichtzeichen vorhanden sind und das Freisein durch technische Einrichtungen überwacht wird.
Unverändert geblieben ist bei Schrankenanlagen mit Vollschranken bis heute das Problem der Überwachung des so genannten „Gefahrenraumes“ zwischen den Schrankenbäumen. Neue Verfahren, etwa die Überwachung durch Radargeräte, sind lange Zeit nicht über das Versuchsstadium hinausgekommen. So blieb es nach wie vor Aufgabe des Schrankenwärters, das Freisein des Gefahrenraumes mit direkter Sicht oder mit Hilfe von Videokameras auf Monitoren festzustellen und erst dann das Signal für die Fahrt eines Schienenfahrzeuges über den Bahnübergang hinweg freizugeben. Inzwischen ist die automatische Gefahrenraum-Freimeldeanlage teils auch mittels Radartechnik Stand der Technik. Derzeit werden Bahnübergänge mit Vollschranken aus Gründen der Kostenersparnis entsprechend umgerüstet.

## Funktionsweise und Bedienung
Hinsichtlich der Funktion und Bedienung technischer Sicherungseinrichtungen an Bahnübergängen unterscheidet man
- wärterbediente
- zugbediente und
- signalgesteuerte

Anlagetypen.

### Wärterbediente Anlagen
Wärterbediente Anlagen werden stets von einem Schrankenwärter bedient, der zugleich Bediener eines Stellwerkes sein kann. Gemeint sind immer Anlagen mit Vollschranken, denn Halbschranken bilden keine eigenständige Sicherungseinrichtung; sie werden immer nur in Verbindung mit einer Lichtzeichen- oder Blinklichtanlage eingesetzt. In der Schweiz existiert nur noch eine solche Anlage.
Eine weitere Besonderheit stellen manuelle Vollschrankenanlagen ohne Schrankenposten dar. Hier muss der Lokführer den Zug vor dem Überqueren des Bahnübergangs anhalten. Anschließend wird die Schrankenanlage vom Lokführer oder vom Rangierpersonal betätigt. Dies kann zum Beispiel mechanisch durch eine Schrankenwinde oder elektrisch über Handschalteinrichtungen geschehen. Erst jetzt darf der Zug bzw. die Rangiereinheit den Übergang überqueren. Er hält hinter ihm wieder an, die Handschalteinrichtung wird wieder betätigt, um den Übergang für den Straßenverkehr freizugeben. Bei elektrischen Bahnübergangssicherungsanlagen kann auch in diesem Fall die Ausschaltung für Zugfahrten automatisiert werden.

### Zugbediente Anlagen

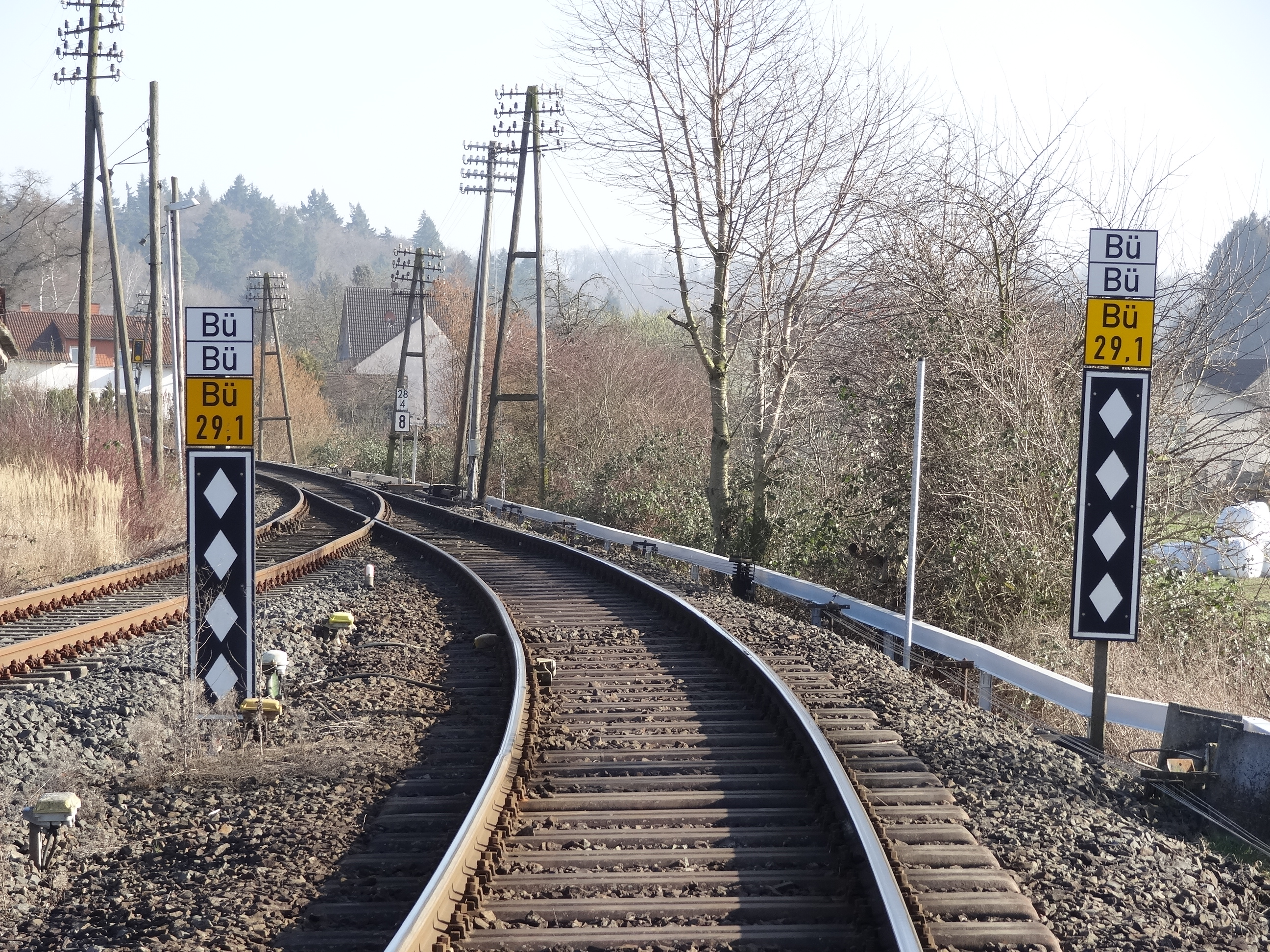
Signal Bü 2: Rautentafel mit Einschaltkontakt im Gleis

Signal Bü 3: Merktafel, daneben im Gleis zwei parallele Einschaltkontakte (Redundanz)

Lichtzeichen- und Blinklichtanlagen der freien Strecke mit oder ohne Halbschranken können zugbediente Anlagen sein. Sie werden vom Zug über Schienenkontakte, Rad- oder Fahrzeugsensoren (Induktionsschleifen) im Gleis oder von mitbenutzten Stellwerkskriterien (Befahren von Gleisstromkreisen oder Achszählern) eingeschaltet und über gleichartige Ausschaltkriterien am Überweg ausgeschaltet. Sofern mit dem Halten von Zügen auf Ein- oder Ausschaltstellen gerechnet werden muss, sind linienförmig wirkende Gleisschaltmittel, also Gleisstromkreise oder Fahrzeugsensoren erforderlich. Die Einschaltstellen sind mit Signaltafeln (Bü 2 und Bü 3) gekennzeichnet.
Bei zuggesteuerten Einrichtungen unterscheidet man in Deutschland
- Lo-Anlagen = lokführerüberwachte und
- Fü-Anlagen = fernüberwachte

Anlagen. Welche dieser beiden Überwachungsarten eingesetzt wird, richtet sich nach der Art der Bahn, nach der Anzahl der Streckengleise und nach der Geschwindigkeit der Züge. Lo-Anlagen gibt es im Allgemeinen nur an eingleisigen Strecken, wenn die Züge den Bahnübergang mit höchstens 120 km/h befahren. An Strecken mit höheren Geschwindigkeiten gab es lange nur Fü-Anlagen, jedoch wurden nach 2010 wieder verstärkt Anlagen mit Überwachungssignalen gebaut.
Das Ausschalten läuft bei allen zugbedienten Anlagen ähnlich. Direkt am Bahnübergang befinden sich je nach Bauart ein oder mehrere Schienenkontakte. Werden diese vom Zug mit der ersten Achse überfahren, zieht je ein etwa 6 Sekunden abfallverzögertes Relais an. Dadurch erfolgt zunächst die Löschung des Weißlichtes am Überwachungssignal. Bei jedem Achsimpuls erhalten diese Relais erneut Spannung. Verlässt die letzte Achse die Ausschalter, fallen die Relais nach Ablauf der Abfallverzögerung wieder ab, darauf öffnen, wenn vorhanden, die Schrankenbäume und die Anlage schaltet aus. Hält ein Zug auf dem Überweg an oder fährt zu langsam, sodass zwei seiner Achsen die Kontakte nach Ablauf der Verzögerungszeit passieren, kann dies nicht erkannt werden, und die Anlage öffnet irrtümlich. Bei zwei- und mehrgleisigen Anlagen ist die Gleisschaltung für jedes Gleis separat vorhanden. Die Anlage schaltet erst aus, wenn alle Gleise ausgeschaltet haben.
Die Ausschaltstelle besteht bei Anlagen der ex-DR aus zwei in Reihe geschalteten Schienenkontakten, oder, wenn mit haltenden Zügen zu rechnen ist, aus einem Schienenkontakt in Verbindung mit einem besonderen Gleisstromkreis oder aus einem Fahrzeugsensor. Bei Anlagen mit Gleisstromkreis (linienförmiges Ausschaltkriterium) erfordert die Ausschaltung Befahren dieses Gleisstromkreises, Wirken des Schienenkontaktes und Freifahren des Gleisstromkreises. Bei Blinklichtanlagen in den alten Bundesländern gibt es am Übergang bei Lo-Anlagen nur einen einzelnen Kontakt und bei Fü-Anlagen zwei redundante, gegenüber am Gleis montierte Kontakte. Viele dieser Anlagen, insbesondere fernüberwachte, wurden daher später mit Fahrzeugsensoren nachgerüstet.

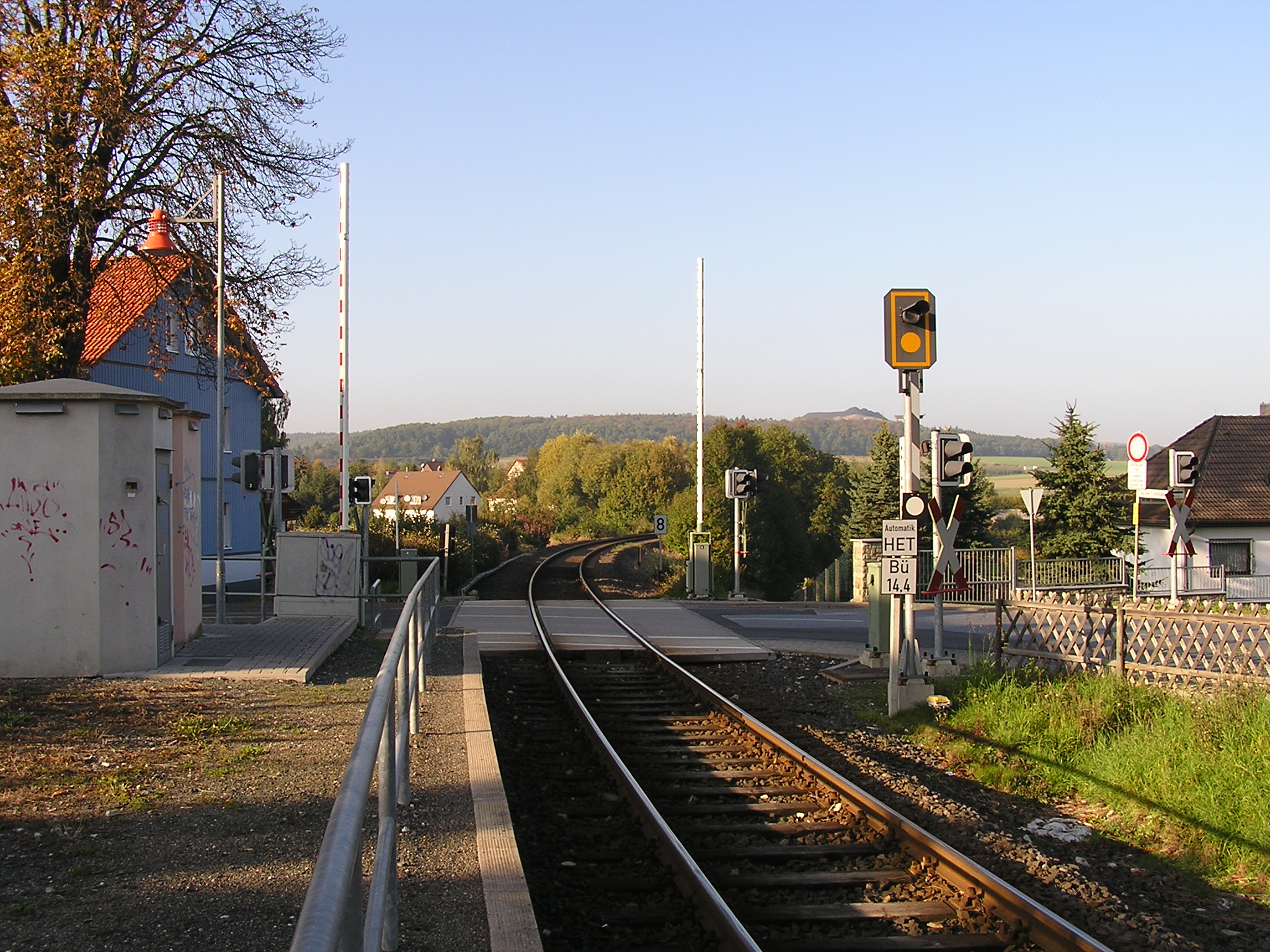
Bü mit Überwachungssignalwiederholer und Ersatzeinschaltkontakt (Induktionsschleife)

Alternativ bei neueren Anlagen oder zusätzlich bei älteren finden sich auf jeder Seite des Übergangs zwei Induktionsschleifen als Fahrzeugsensoren. Diese registrieren den Zug schon, wenn die führende Achse die ersten beiden Schleifen erreicht und löschen das Weißlicht am Überwachungssignal. Wenn der Zug vollständig beide Doppelschleifen be- und freigefahren hat, schaltet der Übergang aus. Dies geschieht etwas schneller als bei Ausschaltstellen mit Schienenkontakten, da hier die Verzögerungszeit für die Erkennung einer eventuell noch folgenden Achse entfällt. Ein Vorteil dabei ist, dass auch stehende Fahrzeuge auf dem Bahnübergang erkannt werden können. Ferner ermöglichen die Fahrzeugsensoren beim Befahren eine Hilfseinschaltung (HET) nach Versagen der eigentlichen Einschaltkontakte oder bei schwach frequentierten Bahnübergängen mit hauptsächlich Rangierverkehr.
Ältere ex-DR-Anlagen, die über keine Fahrtrichtungserkennung an den Einschaltstellen verfügen, gelangen nach dem Ausschalten in die sog. Sperrstellung. Diese verhindert eine erneute Einschaltung beim Befahren der Gegeneinschaltstelle. 20 Sekunden nach dem Freifahren der Gegeneinschaltstelle erreicht eine solche Anlage wieder die Grundstellung. Bei ex-DB-Anlagen läuft analog dazu eine in der Anlage abhängig von der Streckengeschwindigkeit einstellbare Grundstellerzeit ab. Während dieser Zeit schaltet ein Befahren des Gegeneinschaltkontakts diesen kurzzeitig unwirksam und führt die Anlage danach unmittelbar in Grundstellung.
Bei der Ausschaltung gibt es für Verkehrsteilnehmer einen Unterschied zwischen neueren Lichtzeichenanlagen sowie Anlagen der ex-DB und solchen der ex-DR. Bei DR-Anlagen werden die Straßensignale erst ausgeschaltet, wenn die Schrankenbäume die Freilage erreichen, also vollständig geöffnet sind. Erfolgt eine erneute Einschaltung, während die Antriebe öffnen, ändern sie sofort die Bewegungsrichtung und schließen wieder. Bei ex-DB-Anlagen und bei Neubauten werden die Straßensignale in etwa zeitgleich mit dem Öffnen der Antriebe gelöscht. Danach bleibt die Anlage auch bei Eintreten einer erneuten Einschaltung für normalerweise 10 Sekunden ausgeschaltet (Mindestgrünzeit). Diese Mindestgrünzeit erfordert allerdings längere Einschaltstrecken, sofern mit einem erneuten Einschalten in kurzer Zeit zu rechnen ist. Im Stadtbahn- und Straßenbahnbereich finden sich daher teils Lichtzeichenanlagen, bei denen die Straßensignale ebenfalls erst mit Freilage der Schrankenbäume erlöschen.

## Überwachungsarten
Bei technisch gesicherten Bahnübergängen ist in Deutschland der Eisenbahninfrastrukturbetreiber verpflichtet und verantwortlich, Gefahren für den Straßenverkehr auszuschließen, die z. B. vom Ausfall der Bahnübergangssicherung ausgehen können. Dies setzt voraus, dass die eingetretene Sicherung des Bahnübergangs oder die Verfügbarkeit der Bahnübergangssicherungsanlage von Seiten der Eisenbahn her überwacht werden muss. Die damit im Zusammenhang stehenden Verfahren für automatisch und halbautomatisch arbeitende Bahnübergangssicherungsanlagen werden als „Überwachungsarten“ bezeichnet.
In Deutschland sind momentan folgende Überwachungsarten in der Anwendung:
- Überwachungssignal – ÜS
- Fernüberwacht – FÜ
- Überwachungssignal mit optimierter Einschaltstrecke – ÜSOE
- Hauptsignal (gedeckt) – Hp
- Fahrstraßenüberwachung (FSÜ)

Das Überwachen von rein manuell bedienten Anlagen erfolgt entweder rein betrieblich oder, wenn der Bahnübergang in Hauptsignaldeckung liegt, durch die Überwachungsart Hp.
Überwachungsarten können an einem Bahnübergang kombiniert werden. So kann der Bahnübergang bei einer Fahrtrichtung hauptsignalgedeckt und für die andere fernüberwacht oder mit einem Überwachungssignal ausgerüstet sein. Diese Kombinationen kommen insbesondere bei Bahnübergängen in der Nähe von Bahnhöfen vor, wenn die Annäherungsstrecke vom Bahnhof her nicht für eine zugbediente Einschaltung ausreicht.

### ÜS-Anlagen

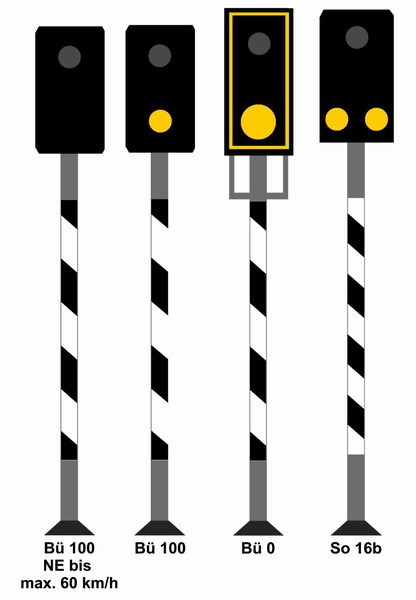
Überwachungssignale von Bahnübergängen – Halt vor dem Bahnübergang! Weiterfahrt nach Sicherung.

Überwachungssignale von Bahnübergängen – Der Bahnübergang darf befahren werden

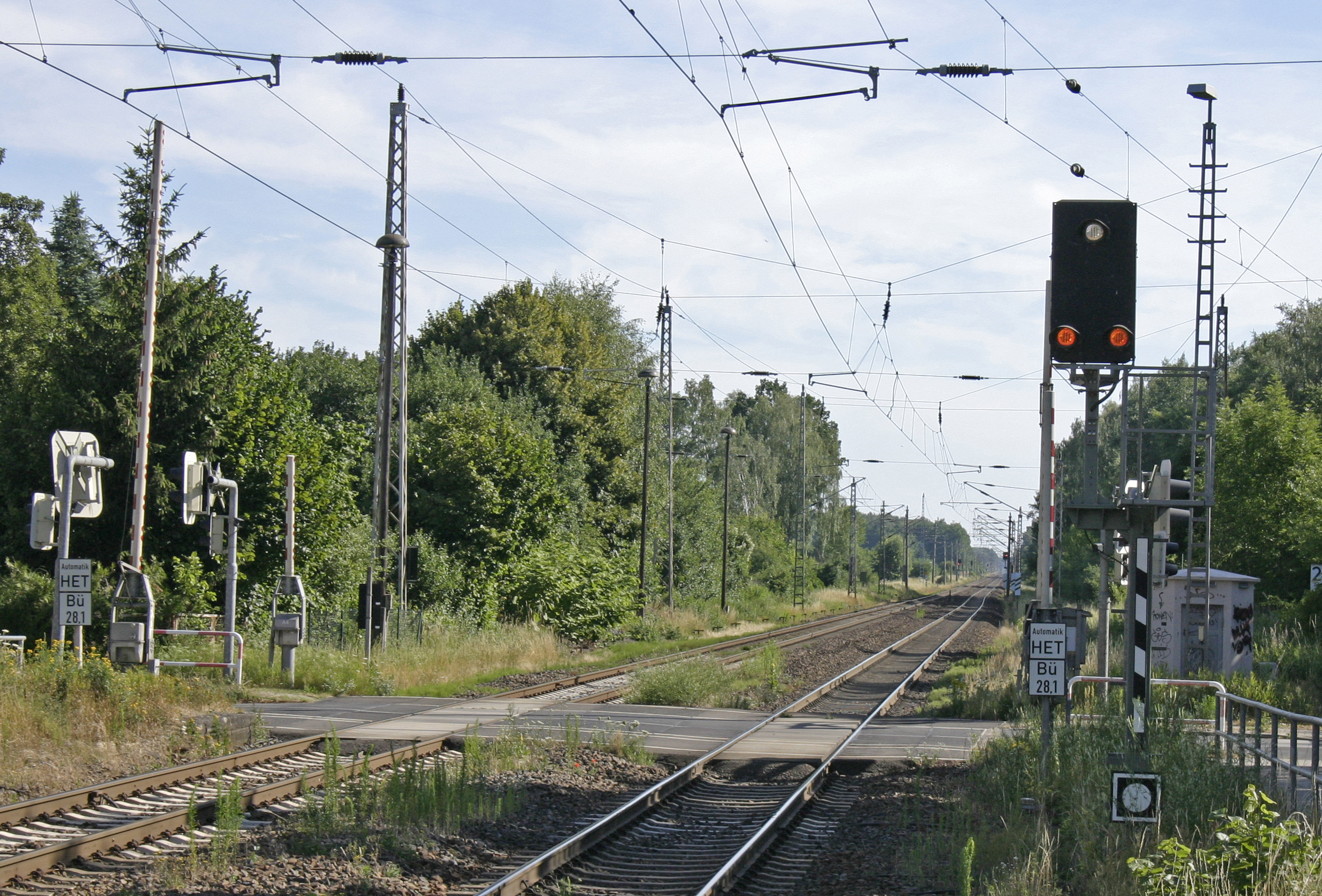
Überwachungssignalwiederholer am Haltepunkt Rüdnitz, das Signal zeigt nach dem Einschalten der Rotlichter bereits Bü 1, die Schrankenbäume sind dagegen noch geöffnet (2018)

Bei Überwachungssignalanlagen, sogenannten Üs-Anlagen – früher auch als Lokführer-überwachte Anlagen bzw. Lo-Anlagen bezeichnet –, signalisiert ein Überwachungssignal (Signal Bü 0 und Bü 1 bzw. alt im Bereich der DV 301 So 16, 16a und 16b) dem Triebfahrzeugführer, ob der Bahnübergang gesichert ist. Als gesichert gilt der Bahnübergang mit dem Aufleuchten der Rotlichter, bzw. dem ersten Blinken der Blinklichter, sofern alle davon ordnungsgemäß wirken. Die Stellung der Schrankenbäume ist für die Feststellung des gesicherten Zustands bei ÜS-Anlagen nicht von Relevanz, lediglich deren grundsätzliche Funktionsbereitschaft. Ausgenommen davon sind jüngere, rechnergesteuerte Anlagenbauarten mit Vollschranken und Gefahrenraumfreimeldeanlage, die das Signalbild Bü 1 erst zeigen, wenn alle Schrankenbäume geschlossen sind und der Gefahrenraum frei ist. Überwachungssignale sind generell im Bremswegabstand vor dem Bahnübergang aufgestellt, sodass ein Schienenfahrzeug vor dem Bahnübergang anhalten kann, wenn die Bahnübergangssicherungsanlage den gesicherten Zustand nicht erreicht. Ist der Bremswegabstand ausnahmsweise verkürzt, so ist dies mit einem auf der Spitze stehenden Dreieck am Mastschild gekennzeichnet. Ändert sich das Signal bei Annäherung nicht von Bü 0 (Weißlicht dunkel) zu Bü 1 (die weiße Lampe blinkt bzw. zeigt weißes Dauerlicht), muss der Zug vor dem Bahnübergang halten und dieser örtlich gesichert werden. Zur Erhöhung der Sicherheit sind Überwachungssignale in der Regel mit einem 1000-Hz-Gleismagnet der Punktförmigen Zugbeeinflussung ausgestattet, die bei dunklem Weißlicht eine Quittierung und danach eine Bremsung durch den Triebfahrzeugführer verlangt.
Wenn es die örtlichen Gegebenheiten erfordern, befindet sich kurz vor dem Bahnübergang ein Überwachungssignalwiederholer. Dies kann etwa nach einem Gleisanschluss, einem Haltepunkt oder – nur im Bereich der DB Netz AG – einem Hauptsignal der Fall sein, um den Triebfahrzeugführer nach dem Anhalten an den Sicherungsstatus des Übergangs zu erinnern. Lag ein Übergang direkt hinter dem Haltepunkt, wurde bei ehemaligen Anlagen der Deutschen Bundesbahn fallweise bewusst auf den Einschaltkontakt verzichtet und somit ein Überwachungssignal ohne Weißlaterne (Dauer-Bü 0) aufgestellt. Am Bahnsteigende des Haltepunkts befinden sich dann der Überwachungssignalwiederholer sowie eine Schlüsseltaste als Einschalter und gegebenenfalls noch ein Empfänger für eine Fernbedienung, wenn Triebwagen ohne Zugbegleitpersonal verkehren. Weitere Gründe können mehrere Übergänge in kurzer Folge sein, für die dann Wiederholer mit Kilometerpositionsschild aufgestellt sind.
Liegen mehrere Anlagen mit Überwachungssignalen so nahe beieinander, dass das Überwachungssignal der zweiten Anlage noch vor dem ersten Überweg liegen würde, werden beide Anlagen zur Vermeidung einer nicht eindeutigen Signalisierung gekuppelt (so genannte Bü-Bü-Abhängigkeit). Sie werden in diesem Fall gemeinsam eingeschaltet, das Weißlicht am Überwachungssignal erscheint nur, wenn beide Anlagen gesichert sind. Die Ausschaltung erfolgt für jede Anlage separat, die Grundstellung (falls nötig) wiederum gemeinsam beim Befahren der Gegeneinschaltkontakte. Am Einschaltkontakt wird mit der Ankündigungstafel (Zweimal Schriftzug Bü übereinander) auf diese Situation hingewiesen. Bei DR-Anlagen befindet sich an Stelle des oberen schwarzen Feldes der Merktafel eine arabische Zahl, die die Anzahl der gekuppelten Überwege angibt. Das Überwachungssignal weist in diesem Fall zwei Mastschilder nebeneinander auf.

Der Einschaltpunkt von Blinklichtüberwachungssignalen wird dem Triebfahrzeugführer durch eine Rautentafel (ex DB) oder Warntafel (ex DR, „Überwachungssignal erwarten“) angezeigt. Hier liegt das Gleisschaltmittel im Gleis, an dem der Zug beim Überfahren den Übergang einschaltet. Die Strecke zwischen dem Einschaltpunkt und dem Bahnübergang heißt Einschaltstrecke. Einige Übergänge besitzen wenige Meter vor der Rauten- bzw. Warntafel eine Schlüsseltaste (UT, Unwirksamkeitstaste), die der Lokführer betätigen muss, falls er zwar den Einschaltpunkt, nicht aber den Übergang befahren möchte (zum Beispiel, um bis zu einem kurz vor dem Übergang liegenden Haltepunkt zu fahren und dort zu wenden, oder eine Anschlussstelle innerhalb der Einschaltstrecke zu bedienen). Einige Bahnübergänge in Lo-Technik haben einen eingebauten Grundsteller, der den Übergang nach Ablauf der Grundstellerzeit wieder öffnet, auch wenn ihn der Zug noch nicht befahren hat. Weil der Lokführer nicht erkennen kann, ob es ein Bahnübergang mit Grundsteller ist, muss der Zug in jedem Fall vor dem Bahnübergang halten und ihn sichern, wenn innerhalb der Einschaltstrecke die Mindestgeschwindigkeit von 20 km/h unterschritten wurde. Bei neben Haltepunkten gelegenen Anlagen kann am Schlüsselschalter ein Wecker montiert sein, der den Triebfahrzeugführer auf den nahenden Ablauf der Grundstellerzeit hinweist. Liegt eine Anschlussstelle im Bereich einer Einschaltstrecke, dann erhält die Einschaltstelle eine Wirksamschaltung. Beim Verkehren von Übergabezügen zu dieser Anschlussstelle sind die Einschalter unwirksam, der Straßenverkehr wird dadurch nicht unnötig gestört.

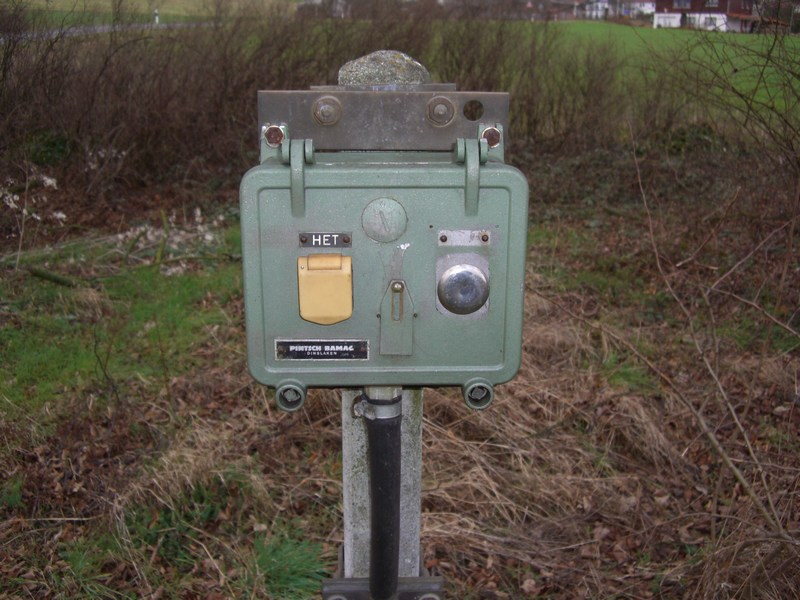
HET (Hilfseinschalttaste)

Sollte das Einschalten fehlschlagen, befindet sich kurz vor dem Übergang ein weiterer Schlüsseltaster. Neuere Anlagen hingegen, die mit einem Schild Automatik HET gekennzeichnet sind, schalten selbsttätig beim Befahren der Ausschalt-Fahrzeugsensorschleife vor dem Überweg hilfsweise ein (HET = Hilfseinschalttaste). Der Lokführer darf nach ordnungsgemäßer Einschaltung der Anlage weiterfahren. Ist die Hilfseinschaltung gestört, muss der Lokführer wie bei einem Übergang ohne gesonderte Sicherungseinrichtungen verfahren, also unter anderem das Signalhorn einsetzen.
Bei WSSB-Anlagen im Netz der Deutschen Reichsbahn werden der Schaltzustand der Anlage sowie Störungen und Fehler zusätzlich im zugeordneten Stellwerk fernüberwacht. Diese Fernüberwachung ermöglicht über nur zwei Kabeladern zusätzlich das Rückstellen von nicht dauernd anstehenden Fehlern und das hilfsweise Grundstellen nach fehlerhaften oder irrtümlichen Einschaltungen oder bei gestörter zugbedienter Ausschaltung.
Vor der Einführung der hauptsignalabhängigen Anlagenbauart bei der Bundesbahn wurden lokführerüberwachte Anlagen im Bahnhofsbereich bereits in die Stellwerkstechnik einbezogen. Befindet sich der Einschaltkontakt von der freien Strecke aus gesehen vor dem Einfahrsignal, so ist er bei haltzeigenden Signal unwirksam. Soll das Signal nun – nachdem der Zug den Einschaltkontakt passiert hat – in Fahrtstellung gebracht werden, muss der Übergang zuvor vom Fahrdienstleiter eingeschaltet werden. Das Stellen des Hauptsignals wird dabei technisch verhindert, sofern der Bahnübergang nicht gesichert ist (Bü 0). Im Fall eines mechanischen Stellwerks geschieht dies über Hebelsperren auf die gleiche Art und Weise wie bei späteren Bauarten oder elektrisch überwachten Schrankenwinden. Für den Triebfahrzeugführer befindet sich hinter dem Einfahrsignal ein Überwachungssignalwiederholer. Analog dazu ist die Situation für die Ausfahrsignale, wobei hier die Überwachungssignale neben oder kurz hinter den Ausfahrsignalen aufgestellt sind. Zeigt das Signal bereits einen Fahrtbegriff, wird die Anlage wie gewöhnlich vom Zug eingeschaltet.

### Fü-Anlagen
Fü-Anlagen melden ihren Zustand kontinuierlich an ein Stellwerk, der Triebfahrzeugführer erhält keine Rückmeldung über die Einschaltung oder ordnungsgemäße Funktion der Bahnübergangstechnik. Der zuständige Fahrdienstleiter kann außer der Fehlerrückstellung keinen direkten Einfluss auf die Anlage nehmen. Im Störungsfall klingelt der Störwecker im Stellwerk, der Fahrdienstleiter verständigt den Triebfahrzeugführer und beauftragt ihn schriftlich, vor dem Bahnübergang anzuhalten und diesen örtlich zu sichern, bevor er die Fahrt in den betroffenen Streckenabschnitt freigibt. Der Einschaltpunkt der Sicherungsanlagen des Bahnübergangs wird dem Triebfahrzeugführer durch das Signal Bü 3 (DS 301) – Merktafel – bzw. So 14 (DV 301) – Merkpfahl – angezeigt.
Da der Fahrdienstleiter nach Eintreffen einer Störungsmeldung einen fahrenden Zug in der Regel nicht mehr rechtzeitig anhalten kann, sind Fü-Anlagen redundant ausgelegt. Die Anlage besteht aus zwei unabhängigen Teilanlagen, die sich gegenseitig überwachen. Stellt ein Teil eine Fehlfunktion des anderen Anlagenteils fest, wird die Anlage in einen Störzustand versetzt, der zu einer Dauereinschaltung führt, damit der Übergang einen sicheren Zustand einnimmt.

### ÜSOE-Anlagen
Relativ neu ist die Überwachungsart „Überwachungssignal mit optimierter Einschaltstrecke“, kurz ÜSOE. Im Gegensatz zu ÜS-Anlagen wird hier dem Triebfahrzeugführer nicht die erfolgte Sicherung des Bahnübergangs signalisiert, sondern die Einschaltbereitschaft. Das Signal signalisiert somit ausschließlich den ordnungsgemäßen, also einschaltbereiten Zustand der Bahnübergangssicherungsanlage, und nicht, dass der Bahnübergang tatsächlich gesichert ist und das Einschalten erfolgreich war. Die Sicherung wird mit dem Befahren der Einschaltstelle ausgelöst, die sich im Abschnitt zwischen dem Überwachungssignal und dem Bahnübergang befinden kann. Das Signal zeigt im Normalfall – die Technik funktioniert ordnungsgemäß und ist somit verfügbar – dauerhaft Bü 1. Der Zeitpunkt der Sicherung des Bahnübergangs kann damit optimiert werden, so dass der Übergang nur so früh wie nötig vor dem Eintreffen der Zugfahrt gesichert wird. Damit wird ein Nachteil der ÜS-Überwachung vermieden. Durch die mittlerweile verwendbare LED-Technik ist das permanent aktive Überwachungssignal dennoch wirtschaftlich.
Die Ein- und Ausschaltung erfolgt wie bei gewöhnlichen ÜS- oder Fü-Anlagen über Schienenkontakte, Rad- oder Fahrzeugsensoren.
Wie eine Fü-Anlage muss eine ÜSOE-Anlage im Störungsfall sofort einschalten, da ein Zug zu dem Zeitpunkt bereits das Überwachungssignal passiert haben kann. Herstellerabhängig besteht die Möglichkeit, das Überwachungssignal mit einer signaltechnisch sicheren Aktivierung zu versehen. In dem Fall leuchtet das Überwachungssignal erst, wenn es aktiviert wurde, es liegt aber noch keine Einschaltung in der BÜSA vor. Die Noteinschaltung muss bei einer solchen Anlage nur geschehen, wenn eine Aktivierung vorliegt. Der Vorteil einer verkürzten Einschaltstrecke bleibt aber gegenüber einer ÜS-Anlage bestehen.
Abhängig von der Bauart können ÜSOE-Anlagen über eine BÜBÜ-Abhängigkeit miteinander gekuppelt werden.

### Hp-Anlagen

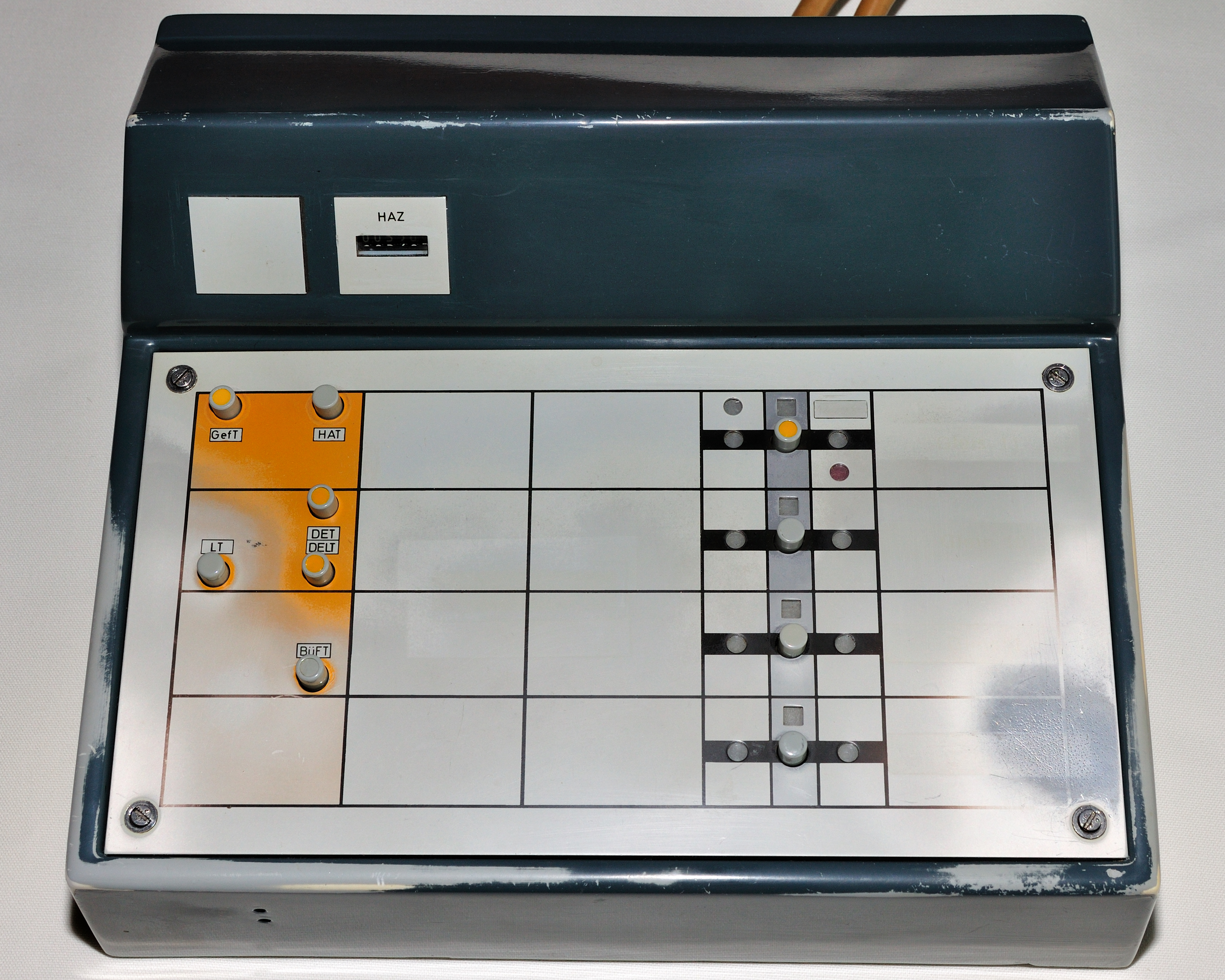
Stellpult für einen Bahnübergang auf Stellwerken ohne nutzbaren Gleisbildstelltisch

Signalüberwachte Anlagen sind Schranken-, Lichtzeichen- und Blinklichtanlagen, die in die Fahrstraßensicherung einbezogen sind. Für diese Art der Sicherung wird in Deutschland auch der Begriff „Signalabhängigkeit (Hp)“ verwendet (Hp bezieht sich auf frühere Abkürzung für Hauptsignale). Diese Anlagen werden mit dem Einstellen der Fahrstraße oder manuell eingeschaltet. Mit der Rückmeldung der BÜSA, dass die Sicherung eingetreten ist, und bei Anlagen mit Vollabschluss, dass der Gefahrraum frei ist, wird das zur Fahrstraße gehörende Hauptsignal freigegeben. Die Gefahrraumfreimeldung kann automatisch, mit Gefahrenraumfreimeldeanlage (GFR), durch einen Wärter mit unmittelbarer Sicht auf den BÜ oder per Videoüberwachung durch den zuständigen Fahrdienstleiter (mittelbare Sicht) erfolgen. Bei Halbschrankenanlagen wird auf die Gefahrenraumfreimeldung in der Regel verzichtet, weil Straßenverkehrsteilnehmer nicht eingeschlossen werden können. Die Ausschaltung erfolgt durch das Schienenfahrzeug nach dem Befahren des Bahnüberganges (Sensoren) oder zusammen mit der Fahrstraßenauflösung. Ist die Strecke mehrgleisig, erfolgt die Ein- und Ausschaltung der Bahnübergangssicherungsanlage gleisweise. Damit bleibt die Sicherung bestehen, wenn die Bahnübergangssicherungsanlage für einen weiteren Zug eingeschaltet hat. Bei stark befahrenen Strecken kann sich das mehrfach wiederholen, so dass sich fallweise lange Wartezeiten für den Individualverkehr ergeben. Um die Schließzeiten so kurz wie möglich zu halten, können Anrückmelder eingebaut werden, sofern nicht Stellwerkskriterien ausgenutzt werden können. Dabei handelt es sich um besondere Zugeinwirkungsstellen. Die betreffende Fahrstraße läuft bis zum Verschluss ein, bei erfolgter Anrückmeldung schaltet die Bahnübergangssicherungsanlage ein, nach erfolgter Sicherung wird die Fahrstraße festgelegt und das deckende Signal gelangt in Fahrtstellung. Insbesondere mittels elektronischer Stellwerke kann der Einschaltzeitpunkt optimal verzögert werden, um weder den Individualverkehr länger warten zu lassen, noch den Zug durch die Wirkung der Punktförmigen Zugbeeinflussung zu behindern, jedoch ist diese Optimierung im Bereich der Deutschen Bahn derzeit nicht regelkonform.
Signalgesteuerte Anlagen sind über die Jahrzehnte hinweg in vielen unterschiedlichen Bauformen entwickelt worden. Sie werden heute bei der Deutschen Bahn AG mit dem Oberbegriff „Signalgesteuerte Bahnübergangstechnik“ bezeichnet.
Das Sperren eines Bahnüberganges wird vorher angekündigt, damit sich die Straßenverkehrsteilnehmer rechtzeitig darauf einstellen können. Die Eisenbahn-Bau- und Betriebsordnung spricht vom „Abstimmen des Schrankenschließens auf den Straßenverkehr“.

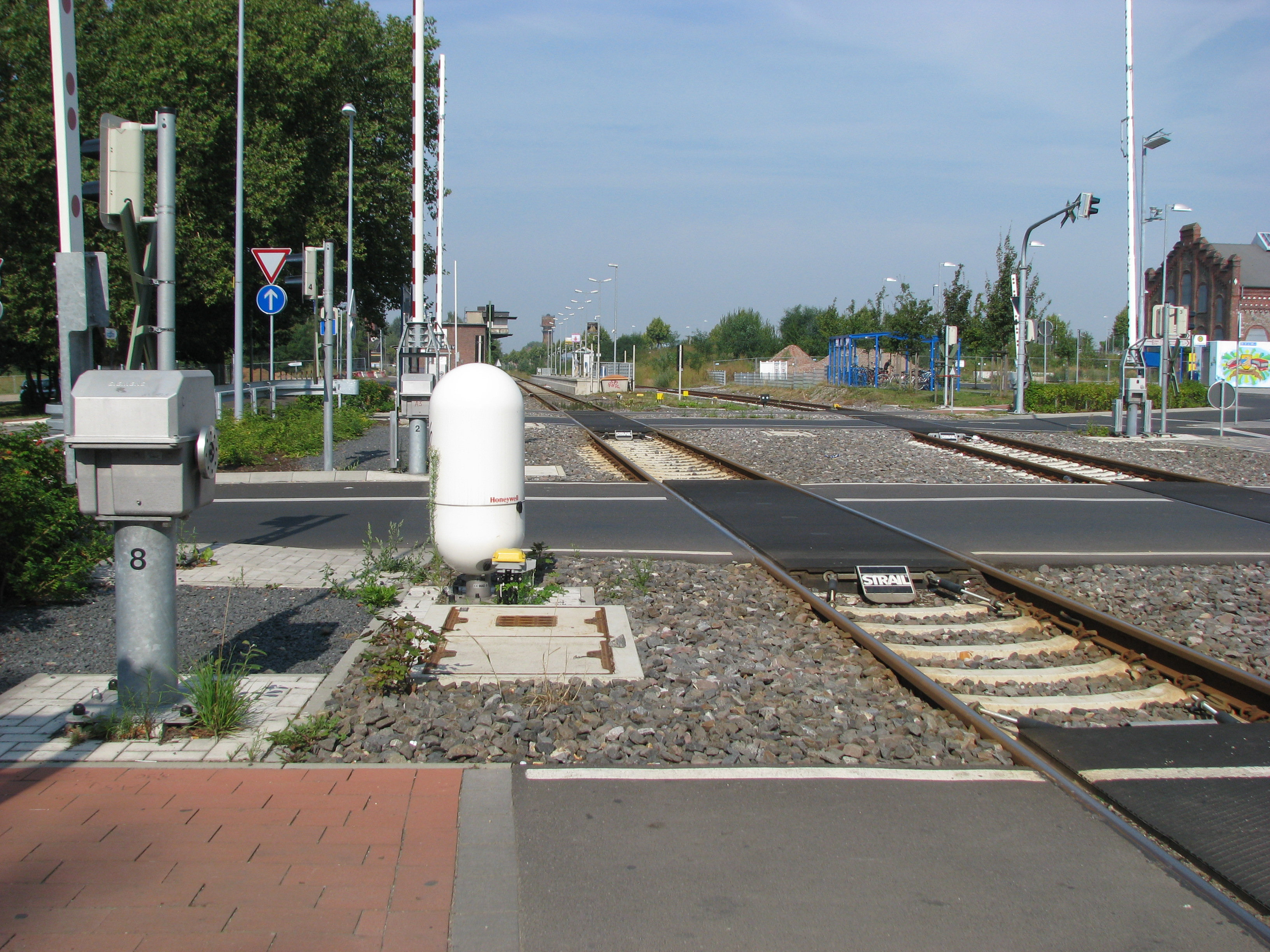
Übergang mit Gefahrenraum-Freimeldeanlage (Radarscanner)

Das Abstimmen des Schrankenschließens setzt bei wärterbedienten Schranken (ausgenommen Anrufschranken) voraus, dass der Schrankenwärter die Schrankenanlage unmittelbar durch direkte Sicht oder mittelbar per Videoanlage einsehen kann. Dadurch ist er in der Lage, den Straßenverkehr zu beobachten und den Zeitpunkt der Einleitung des Schließvorganges so zu wählen, dass niemand von den sich senkenden Schrankenbäumen getroffen oder gar auf dem Bahnübergang eingeschlossen wird. Inzwischen ist aber auch die bis dato nur zusätzlich verwendete Radarüberwachung zuverlässig genug, um die Videoüberwachung zu ersetzen.
Alternativ gibt es bei Vollschranken einen teilautomatischen, elektrischen Schließvorgang. Dabei werden zunächst die Schrankenbäume in Fahrtrichtung des kreuzenden Verkehrs auf der rechten Seite geschlossen. Bei Einbahnstraßen werden beide Schrankenbäume in Fahrtrichtung vor dem Übergang geschlossen. Daraufhin folgen im Abstand von in der Regel acht Sekunden nach dem Einleiten des Schließvorgangs wegen der sog. Räumzeit zeitversetzt, je nach Breite des Übergangs, die verbleibenden Schrankenbäume. In der Zwischenzeit kann der Bediener den Schließvorgang nötigenfalls unterbrechen und bei einigen Bauformen auch die Ausfahrschranken nochmals öffnen. An Bahnübergängen mit schwachem bis mäßigem Verkehr genügt es, wenn das Schrankenschließen mit dem an der Schrankenanlage angebrachten Läutewerk vorangekündigt wird. Das Läutewerk erzeugt eine nach den örtlichen Verhältnissen festgesetzte Anzahl von Glockenschlägen, bevor sich die Schrankenbäume zu senken beginnen.
Ist die Schrankenanlage mit Lichtzeichen ausgerüstet, dienen diese der Abstimmung des Schrankenschließens auf den Straßenverkehr. Die Gelb- und drei bis sieben Sekunden später die Rotlichter werden angeschaltet, bevor sich die Schrankenbäume zu senken beginnen. Dieser Vorgang läuft auch bei wärterbedienten Schrankenanlagen selbsttätig ohne Mitwirkung des Schrankenwärters ab. Dieses gilt auch für zugbediente Anlagen.
Das Abstimmen des Schrankenschließens auf den Straßenverkehr funktioniert nur, wenn sich alle beteiligten Verkehrsteilnehmer diszipliniert verhalten. Trotzdem versuchen manche Autofahrer noch kurz vor oder während des Schließens der Schrankenbäume, den Bahnübergang zu überqueren und gefährden dadurch sich selbst und andere.
Der Gefahrenraum zwischen den Schrankenbäumen kann mittels einer Gefahrenraum-Freimeldeanlage vollautomatisch radarüberwacht gesichert werden. Dabei überprüft ein Radarscanner nach dem Schließen der Schrankenbäume, ob der Raum zwischen ihnen frei von Personen und Straßenfahrzeugen ist. Ist das der Fall, erfolgt die Freimeldung und deckende Signale gelangen in Fahrtstellung, die Hebel von Formsignalen in mechanischen Stellwerken werden freigegeben.

### FSÜ-Anlagen
Im Zuge der Einführung einer modernisierten Leit- und Sicherungstechnik, einschließlich ETCS sollen nicht nur überalterte Bahnübergangssicherungsanlagen (BÜSA) ersetzt, sondern die Überwachungsarten vereinheitlicht werden. Die Grundlage der neuen Überwachungsart Fahrstraßenüberwachung (FSÜ) ist eine standardisierte digitale Schnittstelle (SCI-LX), über die Stellwerk und BÜSA miteinander kommunizieren. Damit sollen künftig in nahezu allen gleistopologischen Anwendungfällen, sowohl im Bahnhof als auch auf der freien Strecke, eine zuggesteuerte Einschaltung der BÜSA ermöglicht werden.
Damit sollen die Vorteile von Hp-Anlagen (Sicherheit durch Signaldeckung) und Fü- bzw. ÜS-Anlagen (kurze Annäherungszeiten durch zugbewirkte Einschaltung) miteinander verbinden. Es ist nicht mehr zwingend notwendig, dass der Bahnübergang schon gesichert ist, bevor das deckende Hauptsignal in Fahrtstellung kommt, wenn die Sicherungsanlage ihre garantierte Einschaltbereitschaft an das Stellwerk übermittelt hat. Stellwerk und Sicherungsanlage können sich abstimmen, welcher Einschaltpunkt genutzt werden soll. Dadurch kann zum Beispiel für mit geringer Geschwindigkeit zu befahrende Fahrstraßen ein späterer Einschaltpunkt genutzt werden als für Fahrten in den durchgehenden Hauptgleisen.
Zu den Ausnahmen, in denen auch zukünftig keine zuggesteuerte Einschaltung möglich sein soll, zählen Anlagen mit Gefahrenraumfreimeldeanlage (GFR) sowie Anlagen mit Abhängigkeit zu einer Straßenverkehrsanlage (BÜSTRA).
Die derzeit noch neu im Netz der Deutschen Bahn eingebauten BÜSA (Simis LC, BUES 2000, RBÜT) werden voraussichtlich auf SCI-LX/FSÜ angepasst bzw. hochgerüstet werden können.

### Besondere Überwachungsarten

#### Bahnübergangs- und Straßensicherungs-Anlage (BÜSTRA-Anlage)
Befindet sich ein Bahnübergang in unmittelbarer Nähe einer Straßenkreuzung oder -einmündung mit Lichtzeichenanlage, so sind zur Sicherung besondere Maßnahmen erforderlich. Falls es vor der Lichtsignalanlage zu einem Rückstau von Straßenfahrzeugen im Kreuzungsbereich beider Verkehrswege kommt, muss gewährleistet werden, dass der Überwegbereich bei einer Einschaltung geräumt werden kann. Dies ist jedoch nur möglich, wenn die betroffene Richtung an der Straßenkreuzung oder -einmündung „grün“ erhält.
Um ein Abfließen des Verkehrs aus dem kritischen Bereich zwischen lichtsignalgeregelter Kreuzung und Bahnübergang zu ermöglichen, werden BÜSTRA-Anlagen eingesetzt. Diese Anlagen verbinden die Sicherungstechnik des Bahnübergangs mit der der Straßenkreuzung oder -einmündung.
Der Straßenverkehr im kritischen Bereich zwischen Bahnübergang und Kreuzung muss durch die Signalanlage „grün“ erhalten. Hierzu ist es zunächst notwendig, dass alle anderen Verkehrsströme angehalten werden. Erst wenn der kritische Straßenabschnitt vom Bahnübergang bis zur Kreuzung „grün“ erhalten hat und genug Zeit zum Räumen vergangen ist, schaltet die Bahnübergangssicherungsanlage ein. Andernfalls könnte es passieren, dass wartende Straßenfahrzeuge zwischen den Schranken eingeschlossen werden oder die Schrankenbäume auf Fahrzeuge prallen.
Wegen der notwendigen Räum- und Reaktionszeiten erfordern zugbediente BÜSTRA-Anlagen eisenbahnseitig deutlich längere Einschaltstrecken.

#### Gekuppelte Anlagen (BÜBÜ-Kette)

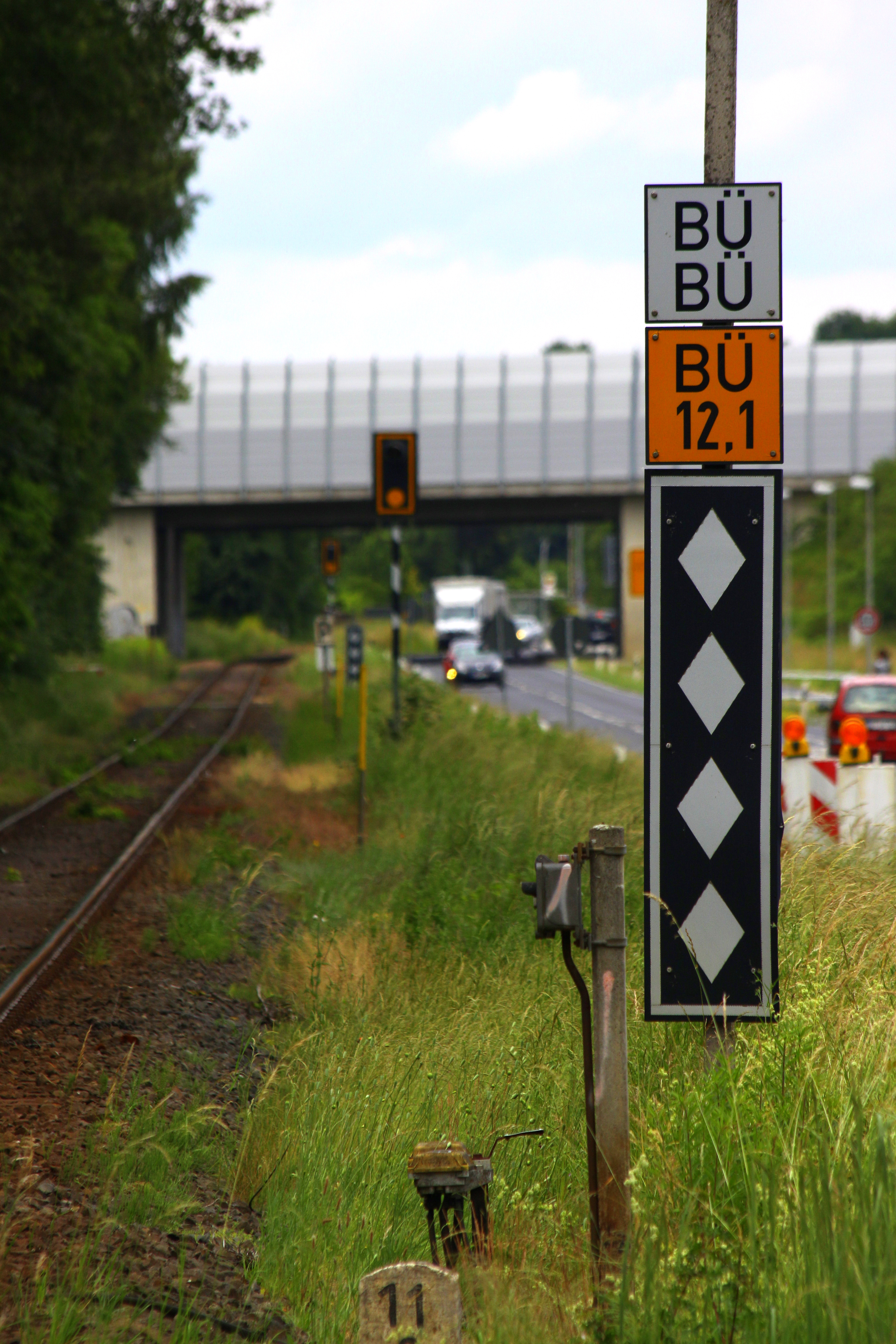
BÜBÜ-Tafel

BÜBÜ steht in diesem Fall für Bahnübergang-Bahnübergang und verweist hierbei auch auf die Zusatztafel mit zwei (oder drei, bei Altanlagen auch weiteren) übereinander stehenden BÜ.
Befinden sich zugbediente Anlagen (sowohl Überwachungsart ÜS, wie auch ÜSOE) so dicht hintereinander, dass ein Überwachungssignal noch vor dem davorliegenden Bahnübergang aufgestellt werden müsste, besteht die Möglichkeit, die Anlagen zu kuppeln und damit ein gemeinsames Überwachungssignal aufzustellen.
Die Einschaltstrecken werden dabei je Richtung gesondert berechnet. Somit kann es vorkommen, auch, wenn es unwahrscheinlich ist, dass durch die Streckengegebenheiten (Sichtflächen, Streckengeschwindigkeiten) zwei Bahnübergänge aus einer Richtung ein gemeinsames Überwachungssignal besitzen, aus der anderen Richtung aber jeweils ein eigenes. Es besteht aber die Möglichkeit, zwischen den Bahnübergängen Überwachungssignalwiederholer für die einzelnen Bahnübergänge aufzustellen.
Das gemeinsame Überwachungssignal darf nur den Signalbegriff Bü 1 zur Freigabe der Befahrung des Bahnübergangs zeigen, wenn alle Anlagen der BÜBÜ-Kette (die BÜV NE sieht max. drei vor) ordnungsgemäß arbeiten. Im Fall der Überwachungsart ÜS bedeutet dies, dass alle Bahnübergänge der Kette gesichert sind. Für den Fall ÜSoe, der in der BÜV NE nicht vorgesehen ist, müssen alle Anlagen der Kette ihre Störungsfreiheit gemeldet haben. Diese Meldung wird in beiden Fällen über eine signaltechnisch sichere Verbindung der einzelnen Anlagen erreicht.
Für die Überwachungsart ÜS werden im Allgemeinen gemeinsame Einschaltstellen gewählt, da alle Bahnübergänge für die Einschaltung des Überwachungssignals gesichert sein müssen. In der Überwachungsart ÜSOE ist es eher sinnvoll, verschiedene Einschaltstellen einzurichten, um die jeweilige Einschaltdauer so gering wie möglich zu halten.

### Stadt- und Straßenbahnen

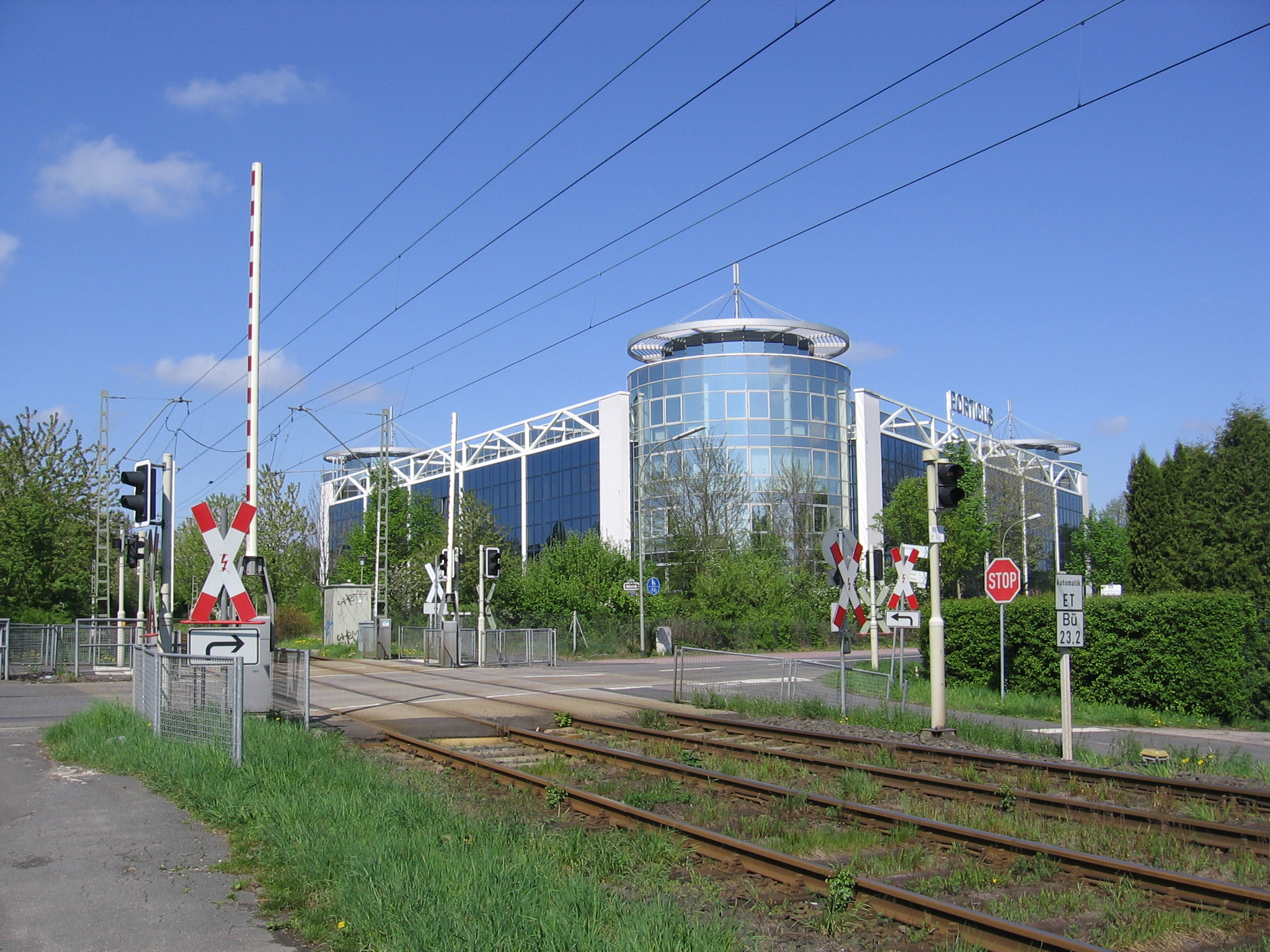
Bahnübergang einer Stadtbahn mit Fahrsignal F0/F1 (rechts der beiden Gleise)

Neben normalen Ampeln an Straßenkreuzungen gibt es an Stadt- und Straßenbahnen im Bereich der Straßenbahn-Bau- und Betriebsordnung insbesondere bei straßenunabhängigen Gleiskörpern auch Bahnübergänge mit Blinklicht oder Lichtzeichen und Halbschranken. Diese können je nach Betreiber ähnlich zu den Vollbahnanlagen durch Hauptsignale, Überwachungssignale (Bü 0, Bü 1) oder Fahrsignale (F 0, F 1) gedeckt werden. Die Einschaltung erfolgt bei ersteren per Fahrstraße, bei letzteren beiden zugbewirkt. Hier kommen je nach Örtlichkeit nicht nur feste Kontakte zum Einsatz, sondern auch ein Integriertes Bordinformationssystem. Dieses schaltet die Anlagen abhängig von Weichenlage oder Abfertigungsstatus ein, etwa in den Moment, in dem der Fahrer die Türfreigabe zurücknimmt. Ausgeschaltet wird in der Regel über Gleisschaltmittel. Ältere Anlagen schalten vereinzelt noch allein anhand des Oberstromverbrauchs innerhalb eines festgelegten Abschnitts vor und hinter dem Bahnübergang ein und aus.

## Bauformen technischer Sicherung

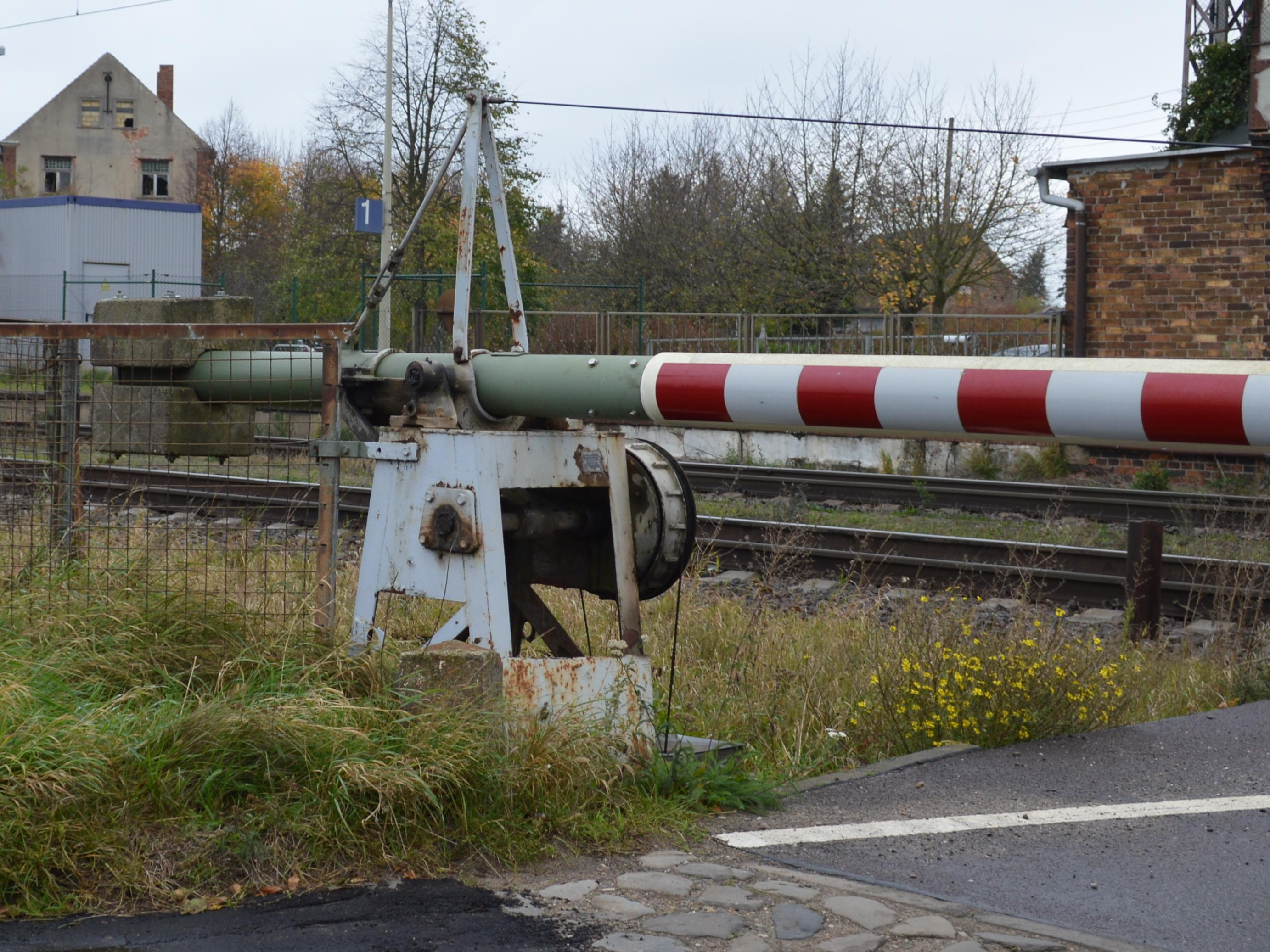
Reichsbahnschranke

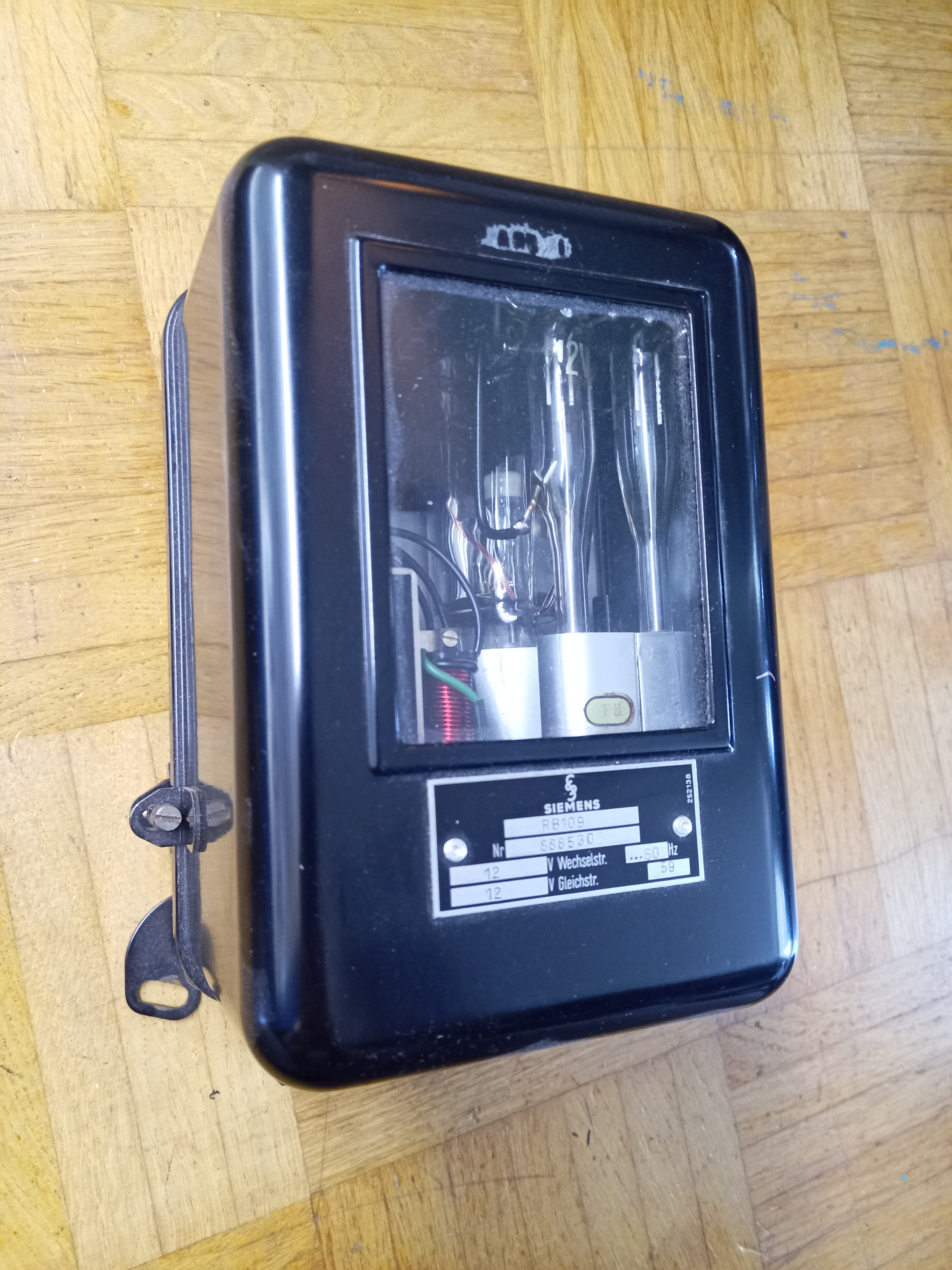
Quecksilber-Pendelblinkrelais von Siemens
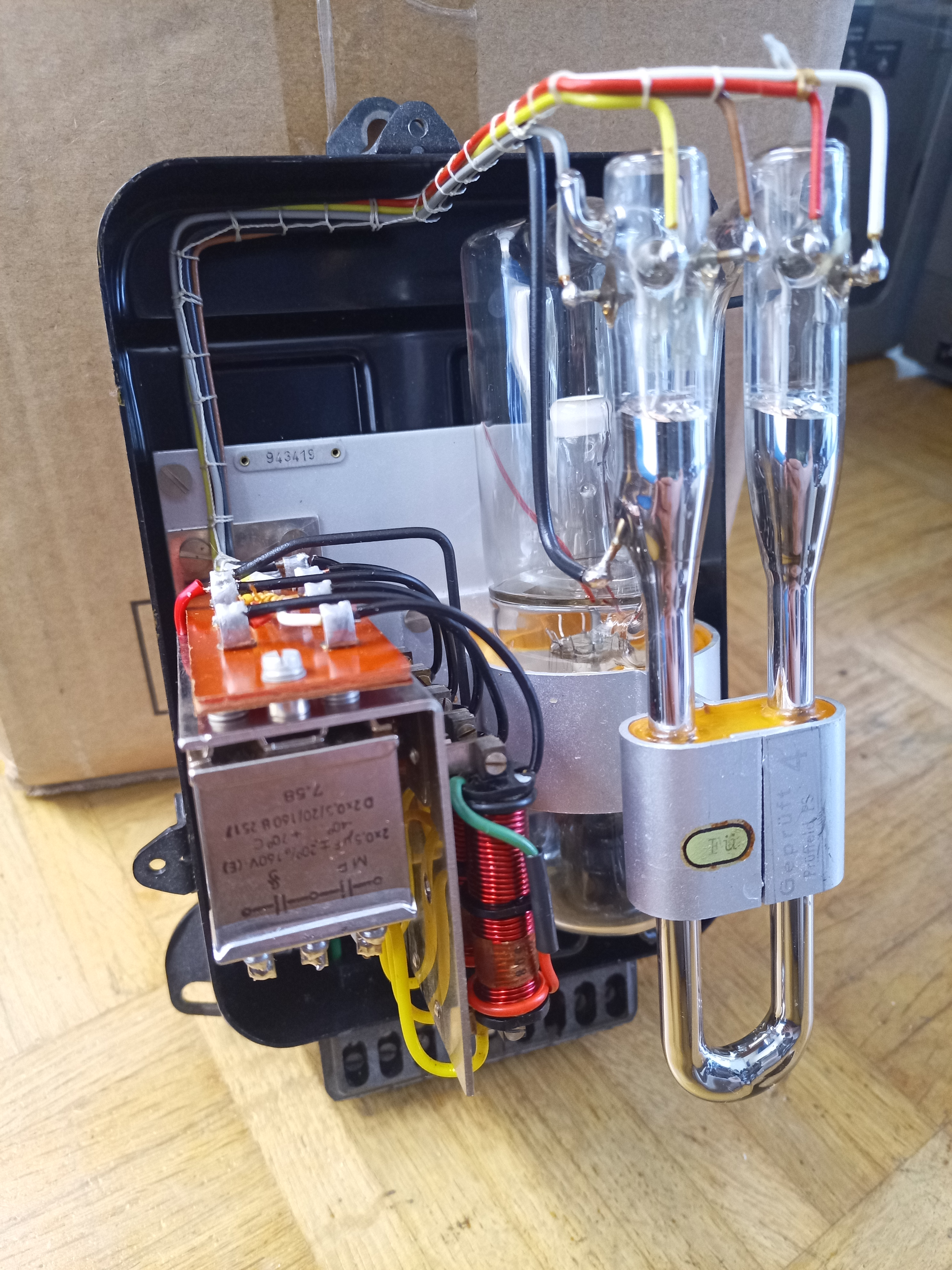
Geöffnetes Quecksilber-Pendelblinkrelais

Mechanische Vollschrankenanlagen stellen die älteste Form dar. Es gab sie in vielfältigen Firmenbauarten, seinerzeit mit Schiebe-, Schlag- und Drehbarrieren bezeichnet. Abgelöst wurden sie von der um 1930 entwickelten Reichsbahnschranke. Federführend war die Firma Paul Weinitschke in Berlin unter Beteiligung der Vereinigten Eisenbahn-Signalwerke und Scheidt & Bachmann. Durch unterschiedliche Übersetzungen und Endanschläge mit bis zu drei Pendeln in den Schrankenwinden sind unterschiedliche Vorläutewege und Schließzeiten realisierbar, damit schließen bei vierschlägigen Anlagen die Ausfahrschranken verzögert. Einheitsschrankenwinden gibt es in zwei Gestellbauarten, Stubenwinden enden für den Einbau in Innenräumen in einem Flanschfuß, Erdwinden weisen einen Erdfuß auf, vergleichbar mit einem Außenspannwerk. Die Schrankenbäume sind in Regelausführung in Frei- und Sperrlage verriegelt, die Drahtzugleitung ist damit in beiden Endlagen entlastet und frei von Windkräften. Für nichteinsehbare Fernschranken sind die Antriebe einfach durch einen in die Grundplatte einzusetzenden Anschlagbolzen und längere Laschen in die aufwerfbare Bauart umrüstbar. Für die dazugehörenden Schrankenwinden wurde eine Handfalleneinrichtung entwickelt, die verhindert, dass sich die Kurbel beim Aufwerfen mitdreht. Auf dieser Basis entstand bei der Deutschen Reichsbahn in den 1960er Jahren die Dresdener Schranke mit Getriebemotor an der Schrankenwinde und Endabschaltung über Quecksilberkontakte. Bei der Deutschen Bundesbahn ging man einen etwas anderen Weg und ließ von Siemens einen Anbauantrieb entwickeln.
Während elektrische Wegübergangssicherungsanlagen der Deutschen Reichsbahn allein vom Werk für Signal- und Sicherungstechnik Berlin (WSSB) hergestellt wurden, etablierten sich für Aufträge der Bundesbahn die drei Hersteller Pintsch Bamag, Scheidt & Bachmann und Siemens sowie für Teilkomponenten auch Wenzel.
In der Bauartbezeichnung steht die Zahl für das Entwicklungsjahr, bei der Bezeichnung einer einzelnen Anlage teils werden noch Angaben zu Schranken (etwa H für Halbschranken) oder Straßensignalen (etwa Lz für Lichtzeichen) ergänzt:
Lo 55, Lo 57 (DB)
Zugbediente lokführerüberwachte Anlage von Pintsch Bamag basierend auf einem Quecksilber-Pendelblinkrelais und hauptsächlich Relaistechnik, Überwachungssignal Bü 0/Bü 1, roten Blinklicht-Straßensignalen und später auch Halbschranken sowie selten rot/gelben Lichtzeichen. Kann in einem Achteck-Betonschalthaus oder in einem Metall-Schaltkasten untergebracht sein. Überwiegend auf der freien Strecke eingesetzt, selten auch im Bahnhofsbereich, dann zwar nicht in Fahrstraßen einbezogen, aber angepasst. Später auch von Siemens hergestellt. Verschiedene Funktionen (Ein-/Ausschalten, Straßensignale) finden in einer gemeinsamen Relaisgruppe Platz. Integration in Ampeln (BÜSTRA) möglich, jedoch kaum realisiert.
- Quecksilber-Pendelblinkrelais von Siemens
- Geöffnetes Quecksilber-Pendelblinkrelais

NFA 60 (DB)
Nahüberwacht, fernüberwacht, Anrufschranke – elektrische Schrankenantriebe oder an mechanischen Schranken nachgerüstete Motoren mit Bedienpult im Stellwerk oder beim Wärter, Ausstattung mit Lichtzeichen möglich.
Fü 58, Fü 60 (DB)
Zugbediente, vom Stellwerk fernüberwachte Anlage in redundanter Ausführung sowie Blinklichtern oder Lichtzeichen und Halbschranken; An zweigleisigen Strecken statt Halbschranken auch 2-Züge-Anzeige möglich. Meistens im Achteck-Schalthaus und auf freier Strecke. Funktionen bereits aufgeteilt in Gleis-, Signal- und Zusatzgruppe und als gemeinsamer Standard von allen drei Herstellern geliefert.
eVs 63, eAs 63 (DR)
Elektrische Vollschrankenanlage, ortsbedient und in die Stellwerksabhängigkeiten einbeziehbar. Die Variante eAs 63 ist als Anrufschrankenanlage mit einer integrierten Wechselsprechanlage ausgerüstet, die Rotlaternen in den Warnkreuzen entfallen. Betriebsspannung 60 Volt, Steuerung und Fernüberwachung über Brückenschalter und damit nur zwei Adern. Vom Hersteller zu Anfang in Schaltschrankbauweise angeboten, später wurden auch Fertigteilschalthäuser verwendet.
Hs/Hl 64 (DR)
Zugbediente Halbschranken- oder Haltlichtanlage, Schaltgestell noch ohne Haftrelais, 24 Volt Betriebsspannung, als Bahnhofs- und Streckenanlage sowie mit und ohne Schrankenantriebe einsetzbar. Die Antriebe sind nachrüstbar. Fernüberwachung durch Brückenschaltung vergleichbar mit eVs 63, jedoch Speisung mit 24 Volt. Auch diese und folgende Bauarten wurden in Schaltschrankbauweise und mit Betonfertigteilschalthäusern gebaut.
Hs/Hl 64b (DR)
Wie Hs/Hl 64, verbreitete Regelbauart mit Haftrelais, Einheitsschaltgestell in ein- oder zweigleisiger Ausführung für jeden Schaltfall nutzbar. Einführung der neuen Überwachungssignale mit zwei ständig leuchtenden Gelblichtern, auf Haupt- und mit mehr als 50 km/h befahrenen Nebenbahnen stehen sie im Bremswegabstand vor dem Wegübergang und erhalten eine separate Kennlichtspeisung mit 60 Volt und eigener Batterie. Bei eingleisigen Schaltgestellen ist ein Zweitweg als Haltlichtanlage mit eigener Ausschaltstelle realisierbar, das entspricht zwei gekuppelten Anlagen mit gemeinsamer Schaltanlage.
Hs 64 Automatik (DR)
Wie Hs/Hl 64 für den Einsatz auf Strecken mit automatischen Streckenblock und als Bahnhofs- oder Streckenvariante mit bis zu vier Gleisen, Wechselblinken der Straßensignale und gleisweise Fernüberwachung als Regelbauart. Gefäßgröße identisch mit Hs 64 und Hs 64b.
eVs 63b (DR)
Wie eVs 63, ebenfalls als Anrufschranke möglich. Teilweiser Ersatz der GS-II- durch N3/P3-Relais.
Hs/Hl 64c (DR)
Neuentwicklung als Nachfolger der Hs/Hl 64b mit Vollschrankenantrieben und N3/P3-Relais sowie Flachrelais mit verstärkten Kontakten. Kennlicht- und Anlagenspeisung mit je 60 V, erhöhte Beeinflussungsspanungsfestigkeit mit separater Speisung der Einschaltstellen und richtungsabhängiger Weißlichteinschaltung. Die Rotlichtüberwacher arbeiten ungestört nicht mehr im Blinktakt. Wie Hs 64b Universalschaltgestell in ein- oder zweigleisiger Ausführung für die meisten vorkommenden Schaltfälle als Strecken- oder Bahnhofsanlage mit bis zu acht Straßensignalen und drei Antriebsgruppen, die Schaltfälle werden auf der Baustelle nur durch Einlegen von Drahtbrücken realisiert. Gleisweise Fernüberwachungen sind die Regelbauart. In Verbindung mit punktförmiger Zugbeeinflussung ist die Kennlichtspeisung aus dem Netz realisierbar, damit entfällt die Kennlichtbatterie.
BÜS 72 D, BÜS 72 Z (DB)
Bahnübergangs-Sicherung, von Pintsch Bamag ab 1965 entwickelte Anlage in Halbleitertechnik mit Halbschranken und Blinklichtern oder Lichtzeichen. Für einen Vollabschluss der Schranken muss eine Überwachung des Gefahrenraums durch den Fahrdienstleiter gegeben sein (unmittelbar oder Videoüberwachung). Die Schranken können automatisch oder durch den Fahrdienstleiter angestoßen schließen, das Öffnen erfolgt selbsttätig. Überwiegend im Achteck-Schalthaus und als erste vollständig in die Fahrstraßen integrierte Anlage der Bundesbahn nur innerhalb von Betriebsstellen (Hp-Anlage). Der Buchstabe am Schluss weist auf die Stromversorgung (zentral oder dezentral) hin, wobei die zentral versorgte Variante bis zu 6,5 km vom Stellwerk entfernt ohne eigene Batterieversorgung gebaut werden konnte.
NE BÜ 70 (NE)
Technisch weiter entwickelte, für Nichtbundeseigene Eisenbahnen vorgesehene Bauform mit Blinklichtern oder Lichtzeichen und Halbschranken
SPM 72/76 (DB)
Sperrmeldeanlage für manuelle Schrankenwinden
BUE 95F
Anlage auf Basis der speicherprogrammierbaren Steuerung Simatic S5-95F. Durch die Verwendung von industriellen Standardkomponenten anstelle von Spezialkomponenten für die Eisenbahn in Beschaffung und Instandhaltung günstiger. Hauptsächlich für Industrie- und Anschlussbahnen oder Stadtbahnen.
EBÜT 80 und EBÜT vB
 Einheits-Bahnübergangs-Technik, Kombination von Relaistechnik mit einem elektronischen Taktgeber, die Gleisschaltmittel werden von zwei Einheitsgleisrechnern mit weitreichenden Diagnosemöglichkeiten verwaltet, und bei allen Herstellern identischen Schnittstellen für gegenseitige Tauschbarkeit der Steuermodule und Komponenten. Nur noch im größeren Rechteck-Schalthaus. Die Überwachungsarten Lo (mit Überwachungssignal BÜ 0/1 oder So 16a/b), Fü, Hp sowie manuelle Bedienung (Bed) sind möglich und kombinierbar. Anrufschranken sind ebenfalls realisierbar. Ausschließlich mit Lichtzeichen, häufig auch Integration in Ampeln (BÜSTRA) sowie mit Gefahrenraum-Freimeldeanlagen. Bei der Variante vB für vereinfachten Betrieb entfällt unter anderem der zweite Gleisrechner (Redundanz).

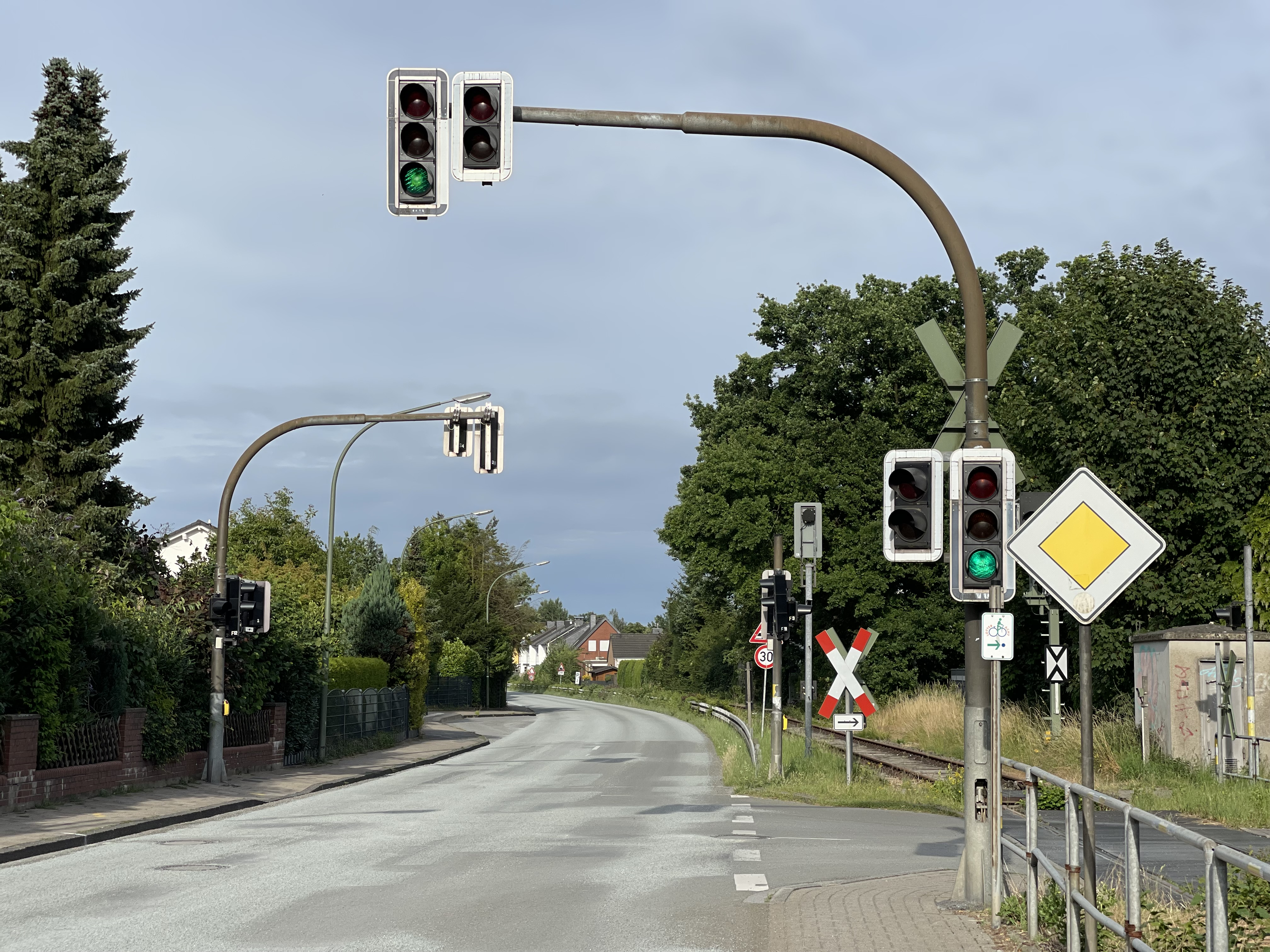
BÜSTRA-Anlage von Scheidt&Bachmann mit Fußgängerüberweg an der Tecklenburger Nordbahn in Lotte.

NE BUE 90E
Nachfolger von NE BÜ 70, rechnergestützte Anlage (wie EBÜT) für nichtbundeseigene Eisenbahnen (ab 1990)
BÜP 93
Ähnlich EBÜT vB vereinfachte Anlage von Pintsch Bamag, beispielsweise als Ersatz für Postensicherung. Kann in einem GFK-Schaltkasten untergebracht werden.
BUE S7
Siemens-Steuerung auf Basis der Simatic S7 (ab 1994)
BUES 2000, RBÜT/RBUEP und SIMIS-LC
Rechnerbasierte Bauarten von Scheidt & Bachmann (BUES 2000, ab 1995), Pintsch Bamag (RBÜT, ab 1999; international und NE: RBUEP) und Siemens (SIMIS LC, ab 2003) mit softwarebasierter Konfiguration, CAN-BUS und vielseitigen Elementen als EBÜT-80-Nachfolgebauarten, teils auch für Einsatz außerhalb Deutschlands oder im BOStrab-Bereich anpassbar. Bis auf wenige Ausnahmen nur mit Lichtzeichen, Blinklichter jedoch mit alten oder LED-Straßensignalen möglich.

## Ablauf eines Sicherungsvorgangs bei Bahnübergängen
Wenn ein Zug den Einschaltpunkt eines Bahnübergangs überfährt, muss bis zur Ankunft des Zuges am Bahnübergang eine Sicherung gewährleistet sein. Die Zeitspanne, die der schnellste Zug (mit Streckenhöchstgeschwindigkeit) braucht, um vom Einschaltpunkt zum Bahnübergang zu gelangen, nennt man Annäherungszeit.
Innerhalb dieser Zeit muss die Sicherung des Bahnübergangs erfolgen. Die Annäherungszeit setzt sich bei Halbschrankenanlagen aus folgenden Komponenten zusammen:
- Vorleuchtzeit
- Schrankenschließzeit
- Restzeit

Die Vorleuchtzeit umfasst die Zeit der Gelb- und Rotausleuchtung (bei Blinklichtanlagen das Blinken des roten Lichtes) bis zum Schließen der Schranken. Hierbei soll die Gelbausleuchtung je nach zulässiger Höchstgeschwindigkeit nach der RiLSA drei Sekunden (bei Straßen mit bis zu 50 km/h zulässiger Höchstgeschwindigkeit) bis fünf Sekunden (bei 70 km/h) betragen. Die Vorleuchtzeit soll mindestens zwölf Sekunden betragen. Dadurch soll sichergestellt werden, dass der Bahnübergang vor Schließen der Schranken sicher geräumt werden kann. Je nach örtlichen Gegebenheiten ist hierzu eine längere Zeitspanne anzusetzen. Gründe können z. B. sehr breite Bahnübergänge, Bahnübergänge mit spitzen Kreuzungswinkeln oder Bahnübergänge in der Nähe von Seniorenheimen o. Ä. sein.
Die Schrankenschließzeit von elektrischen Schrankenantrieben wird in der Regel bei Schrankenbäumen mit einer Länge von bis zu sechs Metern mit sechs Sekunden angegeben, sonst mit zehn Sekunden.
Die Restzeit soll zum einen sicherstellen, dass der Triebfahrzeugführer beim Heranfahren keine offenen oder sich gerade schließenden Schranken sieht. Er könnte sonst aus Angst vor einer nicht rechtzeitigen Schrankenschließung eine Schnellbremsung einleiten. Außerdem möchte man aus psychologischen Gründen ein direktes Eintreffen des Zuges unmittelbar nach Schrankenschluss vermeiden. Das Sicherheitsgefühl der Autofahrer und der Triebfahrzeugführer wird dadurch gestärkt. Die Restzeit soll mindestens acht Sekunden betragen.
Es ergibt sich somit eine minimale Annäherungszeit (bei günstigen Umständen) von 26 Sekunden. Sie setzt sich zusammen aus zwölf Sekunden Vorleuchtzeit, sechs Sekunden Schrankenschließzeit und acht Sekunden Restzeit. Der Einschaltpunkt muss so gewählt werden, dass auch der schnellste Zug mindestens 26 Sekunden vom Einschaltpunkt bis zum Bahnübergang benötigt.
Bei Lichtzeichenanlagen beträgt die Annäherungszeit den Wert, den der Straßenverkehrsteilnehmer benötigt, um die Sperrstrecke zu durchfahren, zzgl. vier Sekunden Sicherheitszuschlag. Die Annäherungszeit muss mindestens zwanzig Sekunden betragen.
Ein Bahnübergang moderner Bauform mit Halbschranken und Lichtzeichen (gelb/rot) soll in Deutschland eine Annäherungszeit von maximal 240 Sekunden haben. Die Annäherungszeit ist die Zeit von der Einschaltung des Bahnübergangs bis zum Befahren des Bahnübergangs durch den ersten Zug. Wird diese bei der Planung berechnete Zeit überschritten, z. B. durch komplexe Gleisanlagen, Bahnhöfe oder Haltepunkte in der Annäherungsstrecke, soll eine Bahnübergangsanlage als Vollabschluss ausgeführt werden. Ebenso kann durch geeignete Maßnahmen das Vorbeilaufen oder Vorbeifahren an den Halbschranken, z. B. durch einen Fahrbahnteiler, verhindert werden. Obwohl das Umfahren oder Überqueren einer geschlossenen Bahnübergangsanlage einen Verstoß gegen die StVO § 19 darstellt, soll mit der „240-Sekunden-Regel“ bereits während der Planungsphase die Entstehung einer Gefährdungsquelle vermieden werden. Dieser Planungsgrundsatz bedeutet nicht, dass der Bahnübergang nach Ablauf dieser Zeit überquert werden darf, obwohl er geschlossen ist. Problematisch sind in dieser Hinsicht insbesondere Bahnübergänge, die durch Hauptsignale gedeckt werden, weil ihre Einschaltung so früh erfolgen soll, dass ein Triebfahrzeugführer schon das vorgelegene Haupt- oder ein fallweise vorhandenes Vorsignal in Fahrtstellung passiert, um nicht unnötigerweise bremsen zu müssen.
Ein gestörter Bahnübergang darf grundsätzlich erst überquert werden, wenn ein Mitarbeiter der Bahn oder der Bundespolizei das Queren gestattet. Die Landespolizei ist der derzeitigen Gesetzeslage nach nicht berechtigt, ein Queren zu gestatten (BPolG § 3 und EBO § 11).
Bei Lo-Anlagen muss zusätzlich gewährleistet sein, dass das Überwachungssignal sieben Sekunden leuchtet, damit der Triebfahrzeugführer es wahrnehmen kann. Das Überwachungssignal wird bereits beim Aufleuchten des Rotlichtes an allen Straßensignalen (nicht erst bei erfolgter Schrankenschließung) eingeschaltet, sodass die benötigte Zeitspanne vom Einschaltpunkt bis zum Überwachungssignal ebenfalls mindestens sieben Sekunden + Gelbzeit betragen muss. Zusätzlich muss das Überwachungssignal im Bremswegabstand stehen. Ist dieser länger, erhöht sich die Annäherungszeit. Es gilt dann jeweils der höhere Wert.

## Schnellfahrten an Bahnübergängen (1977 bis 1992)
Zwischen 1977 und 1988 ließ der Bundesminister für Verkehr – abweichend von den damaligen Vorschriften der EBO – ausnahmsweise das Befahren von Eisenbahnstrecken mit 200 km/h zu, diese Ausnahmezulassung schloss auch Bahnübergänge mit ein. Die Deutsche Bundesbahn regelte ferner im Rahmen einer Schnellfahrrichtlinie das Befahren von Bahnübergängen mit über 160 km/h. An den Ausbaustrecken gab es zu dieser Zeit noch zahlreiche solche Übergänge. Mit der dritten EBO-Änderungsverordnung von Mai 1991 wurde die zulässige Höchstgeschwindigkeit von Personenzügen von 160 auf 250 km/h angehoben. Gleichzeitig wurden höhengleiche Bahnübergänge für Geschwindigkeiten von mehr als 160 km/h verboten. Die Verordnung sah in Artikel 2 eine Übergangsfrist für bestehende Bahnübergänge auf Schnellfahrstrecken vor, die bis 31. Dezember 1992 das Befahren bestehender Bahnübergänge mit über 160 km/h bis 200 km/h zuließ. Die Schrankenbäume der betroffenen Bahnübergänge wurden dabei für den Fall von Durchbrüchen von Straßenfahrzeugen durch eine Leiterschleife (Baumbruchschleife) überwacht. Darüber hinaus wurden die deckenden Signale so geschaltet, dass sie erst bei geschlossenen Schranken auf Fahrt gestellt werden konnten.
Die Deutsche Bahn AG schlug 1994 vor, diese Ausnahmezulassung aufzuheben und die Entscheidung für das Befahren von Bahnübergängen mit über 160 km/h dem Vorstand des Unternehmens zu überlassen. Das Unternehmen begründete seinen Vorschlag mit der Attraktivierung des Schienenverkehrs durch die damit ermöglichten Geschwindigkeitserhöhungen. Durch technische Sicherungsmaßnahmen könnten bei mit Hochgeschwindigkeit befahrenen Übergängen derselbe Sicherheitsgrad erreicht werden wie bei den übrigen Übergängen. Seit 1977 habe sich ferner kein Unfall an einem mit Hochgeschwindigkeit befahrenen Bahnübergang ereignet. Ein alternativer Vorschlag der DB sah vor, zumindest bei solchen Bahnübergängen Schnellfahrten weiterhin zuzulassen, deren Beseitigung planerisch oder wirtschaftlich besonders kompliziert sei, beispielsweise an untergeordneten Straßen außerhalb geschlossener Ortschaften. Derartige Übergänge könnten mit zusätzlichen technischen Sicherungselementen ausgerüstet werden. Eine Arbeitsgruppe des Bundesverkehrsministeriums, unter Beteiligung der DB AG und des VDV, lehnte den Vorschlag des Unternehmens ab.

## Verhalten von Straßenverkehrsteilnehmern an Bahnübergängen

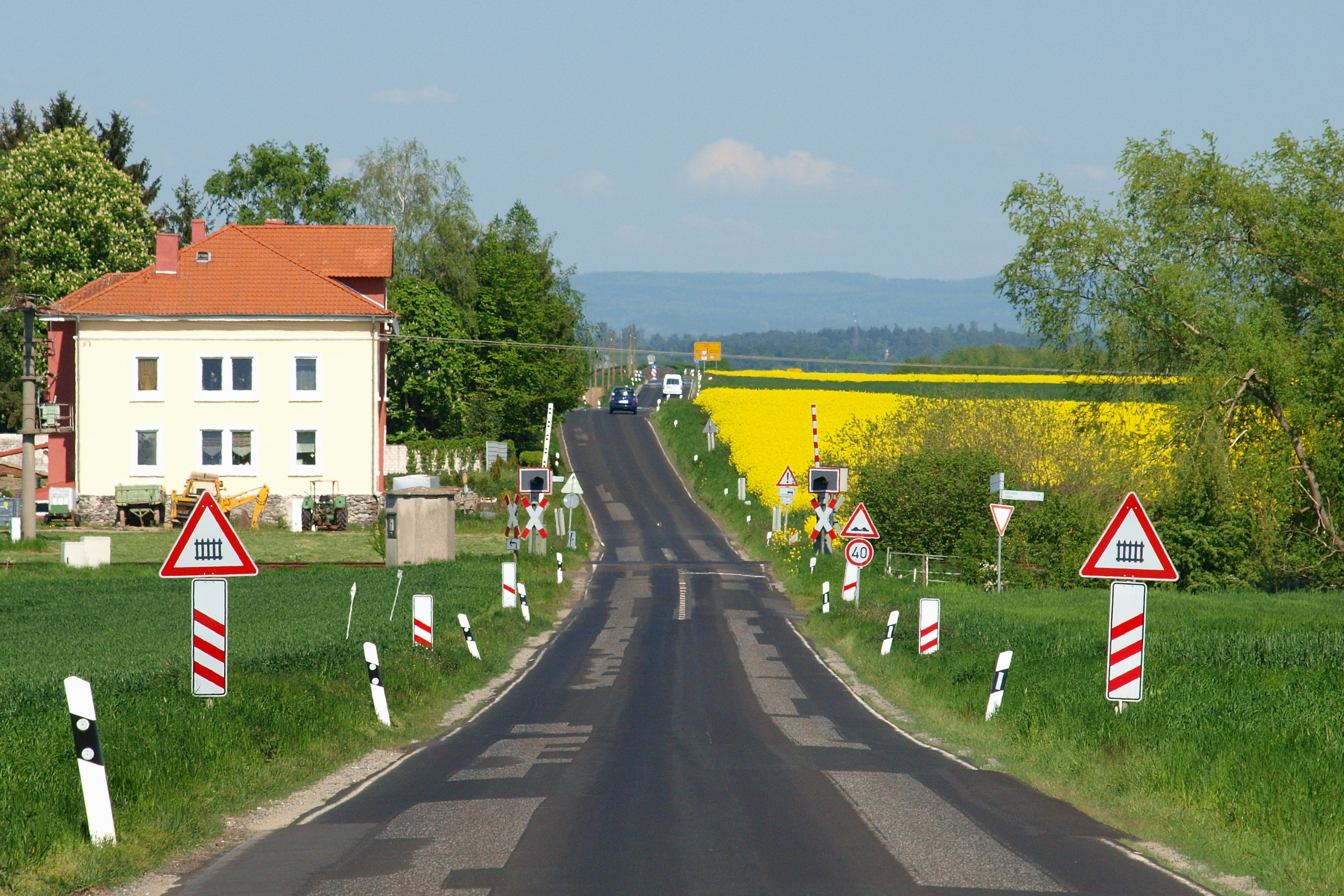
Beschilderung

In Deutschland regelt die Straßenverkehrs-Ordnung das Verhalten der Straßenverkehrsteilnehmer und die Ausgestaltung an Bahnübergängen hinsichtlich der Zeichen für die Verkehrsteilnehmer auf rechtlich-öffentlichen Verkehrsgrund.
Damit ein Bahnübergang von den Verkehrsteilnehmern rechtzeitig erkannt werden kann, wird er durch Verkehrszeichen angekündigt. Etwa 240 Meter vor dem Bahnübergang sind in der Regel beiderseits der Straße dreistreifige Baken aufgestellt, auf denen das Gefahrzeichen „Bahnübergang“ (früher auch „beschrankter Bahnübergang“) angebracht ist. Dahinter folgen im Abstand von 160 Metern zwei zweistreifige und 80 Meter vor dem Andreaskreuz zwei einstreifige Baken. Die Abstände der Baken können auch abweichend sein, diese sind dann mit den entsprechenden Meterangaben auf der Bake angegeben.

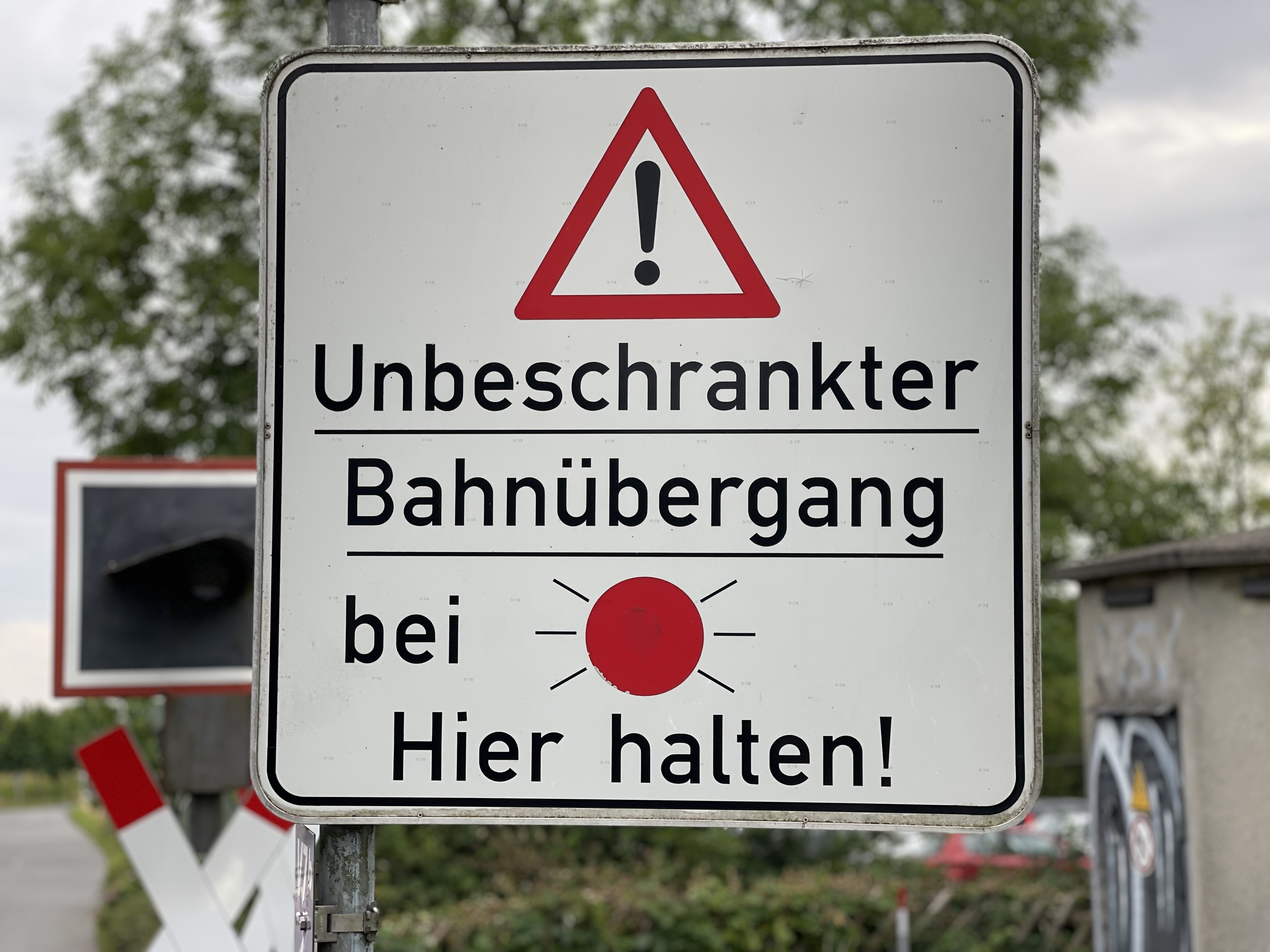
Optional können, wie hier in Dülmen, zusätzliche Warnschilder vorhanden sein.

Der Straßenverkehr darf sich einem Bahnübergang nur vorsichtig, bremsbereit und mit mäßiger Geschwindigkeit nähern. Wer ein Fahrzeug führt, darf an Bahnübergängen vom Zeichen 151, 156 an bis einschließlich des Kreuzungsbereichs von Schiene und Straße Kraftfahrzeuge nicht überholen.
Fahrzeuge müssen vor dem Andreaskreuz, Fußgänger in sicherer Entfernung vor dem Bahnübergang warten, wenn
- sich ein Schienenfahrzeug nähert,
- rotes Blinklicht oder gelbe oder rote Lichtzeichen gegeben werden,
- die Schranken sich senken oder geschlossen sind oder
- ein Bahnbediensteter Halt gebietet.
- ein hörbares Signal, wie ein Pfeifsignal eines herannahenden Zuges, ertönt.

Beim Warten dürfen einmündende Straßen nicht versperrt werden, Verbrennungsmotoren sollten bei längerem Halt abgestellt werden. Nachts ist es wichtig, dass der Gegenverkehr nicht geblendet wird und dieser dadurch die geschlossenen Schranken bzw. das Rot- oder Blinklicht übersieht. Fernlicht ist in jedem Fall auszuschalten, fallweise auch das Abblendlicht.

Beschilderung vor Bahnübergängen
Zeichen 156: dreistreifige Bake mit Zeichen 151 (etwa 240 Meter vor dem Bahnübergang)
Zeichen 159: zweistreifige Bake (etwa 160 Meter vor dem Bahnübergang)
Zeichen 162: einstreifige Bake (etwa 80 Meter vor dem Bahnübergang)
Zeichen 150: Beschrankter Bahnübergang (bis 2013 gültig)
Zeichen 151: Unbeschrankter Bahnübergang (BRD, 1971–1992)
Bild 12: Unbeschrankter Bahnübergang (DDR, 1964–1977); fast identisch bis 1971 auch in der BRD

Das Weiterfahren ist erst gestattet, wenn die Schranken sich öffnen, keine Lichtzeichen mehr leuchten und sich kein Schienenfahrzeug nähert, auch nicht aus der Gegenrichtung. Der Bahnübergang muss dann zügig und ohne anzuhalten überquert, jedoch die Geschwindigkeit eventuellen Fahrbahnunebenheiten angepasst werden. Wenn der Bahnübergang bei Rückstau nicht überquert werden kann, müssen Straßenverkehrsteilnehmer vor dem Andreaskreuz warten, bis der Stau sich aufgelöst hat und ein gefahrloses Überfahren des Bahnüberganges ohne Unterbrechung möglich ist.
Das Warten auf einem Bahnübergang ist verboten. Das Halten ist bis zu zehn Meter vor und hinter dem Andreaskreuz verboten, wenn dadurch die Sicht darauf verdeckt wird. Das Parken ist innerhalb geschlossener Ortschaften in einem Bereich bis zu fünf Metern, außerhalb geschlossener Ortschaften bis zu fünfzig Meter vor und hinter dem Andreaskreuz verboten.
Zu Besonderheiten bei einer Anrufschranke siehe dort.
Zweiradfahrer können Stürze vermeiden, wenn sie den Gleiskörper in einem möglichst rechten Winkel überqueren; dies gilt insbesondere bei Nässe oder Glätte.

## Ordnungswidrigkeit, Bußgeld
Wer vorsätzlich oder fahrlässig gegen eine der Regeln zum Verhalten an Bahnübergängen verstößt, begeht nach § 49 der Straßenverkehrsordnung eine Ordnungswidrigkeit und kann dafür mit einem Bußgeld belegt werden. Zu den dafür maßgeblichen Tatbeständen gehört nicht nur das Überqueren eines Bahnüberganges bei Gelb- oder Rotlicht oder rotem Blinklicht, sondern auch das Nichtbeachten des Vorranges des Schienenverkehrs in anderen Situationen, etwa das Überfahren eines nicht technisch gesicherten Bahnüberganges, obwohl sich ein Schienenfahrzeug nähert.
Das Bußgeld kann von Verkehrsteilnehmern erhoben werden, wenn sie
- vor einem Bahnübergang die vorstehend genannten Wartepflichten verletzen,
- mit einem Fahrzeug den Vorrang eines Schienenfahrzeuges nicht beachten oder
- einen Bahnübergang unter Verstoß gegen die Wartepflicht überqueren oder
- ein rotes Wechsellichtzeichen oder ein rotes Dauerlichtzeichen nicht befolgen.

Der Regelbußgeldsatz beträgt zwischen 70 und 700 Euro
Die Bußgeldkatalog-Verordnung nennt im Abschnitt „vorsätzlich begangene Ordnungswidrigkeiten“ unter laufender Nummer 244/245 den Tatbestand „Bahnübergang trotz geschlossener Schranke oder Halbschranke überquert“ als diesbezüglich mit der höchsten Strafe belegten Tatbestand: „Beim Führen eines Kraftfahrzeugs“ sind dafür 700 € zu zahlen und 3 Monate Fahrverbot, „Beim zu Fuß gehen, Rad fahren oder als andere nicht motorisierte am Verkehr teilnehmende Person“ 350 € (jeweils Regelsatz, d. h. bei fahrlässiger Begehung; Gerichte sind nicht hieran gebunden).